# Roma
Roma (AFI: /ˈroma/, ) è un comune italiano di 2 746 609 abitanti, capoluogo dell'omonima città metropolitana e della regione Lazio, nonché capitale della Repubblica Italiana. Il comune di Roma, denominato Roma Capitale, è dotato di un ordinamento amministrativo speciale e disciplinato dalla legge dello Stato.
È il comune più popoloso d'Italia e il terzo dell'Unione europea dopo Berlino e Madrid, mentre con una superficie di 1287,36 km², è il comune più esteso dell'Unione europea e il quinto del continente europeo, preceduto da Istanbul, Mosca, Londra e San Pietroburgo. È inoltre il comune europeo con la maggiore superficie di aree verdi.
Fondata secondo la tradizione il 21 aprile 753 a.C. da Romolo (sebbene scavi recenti presso il Lapis niger indichino la presenza di insediamenti già due secoli prima), nel corso dei suoi tre millenni di storia, è stata la prima metropoli dell'Occidente, cuore pulsante di una delle più importanti civiltà antiche, che influenzò la società, la cultura, la lingua, la letteratura, l'arte, l'architettura, l'urbanistica, l'ingegneria civile, la filosofia, la religione, il diritto e i costumi dei secoli successivi. Fu il luogo di origine della lingua latina, fu capitale dell'antico Stato romano, che estendeva il suo dominio su tutto il bacino del Mediterraneo e gran parte dell'Europa; poi dello Stato Pontificio, sottoposto al potere temporale dei papi; quindi del Regno d'Italia dal 1871 al 1946, poi della Repubblica Italiana. È definita Caput mundi, Città eterna e, per antonomasia, l'Urbe.
Cuore della cristianità cattolica, è l'unica città al mondo ad ospitare al proprio interno un intero Stato, l'enclave della Città del Vaticano, cui si aggiunge la sede del Sovrano Militare Ordine di Malta, persona giuridica di diritto internazionale. Il suo centro storico, delimitato dal perimetro delle Mura aureliane, sovrapposizione di testimonianze di quasi tre millenni, è espressione del patrimonio storico, artistico e culturale del mondo occidentale europeo, tanto che, nel 1980, insieme alle proprietà extraterritoriali della Santa Sede nella città, è stato inserito nella lista dei patrimoni dell'umanità dell'UNESCO, provvedimento esteso nel 1990 ai territori compresi all'interno delle Mura gianicolensi. Nel 2007 il Colosseo, simbolo della città, è stato inserito tra le nuove sette meraviglie del mondo.
Luogo di fondazione della Comunità economica europea e dell'Euratom, ospita anche le sedi di tre organizzazioni delle Nazioni Unite: la FAO, il Fondo internazionale per lo sviluppo agricolo (IFAD) e il Programma alimentare mondiale (PAM). Nel 1960 ha ospitato i Giochi olimpici. Per tutte queste caratteristiche, Roma rientra nel novero delle città globali.

## Geografia fisica
Geograficamente nella valle del Tevere, Roma sorge sulle rive dell'omonimo fiume: l'abitato originario si sviluppò sulle colline che fronteggiano l'ansa nella quale sorge l'isola Tiberina, il solo guado naturale del fiume.

### Territorio

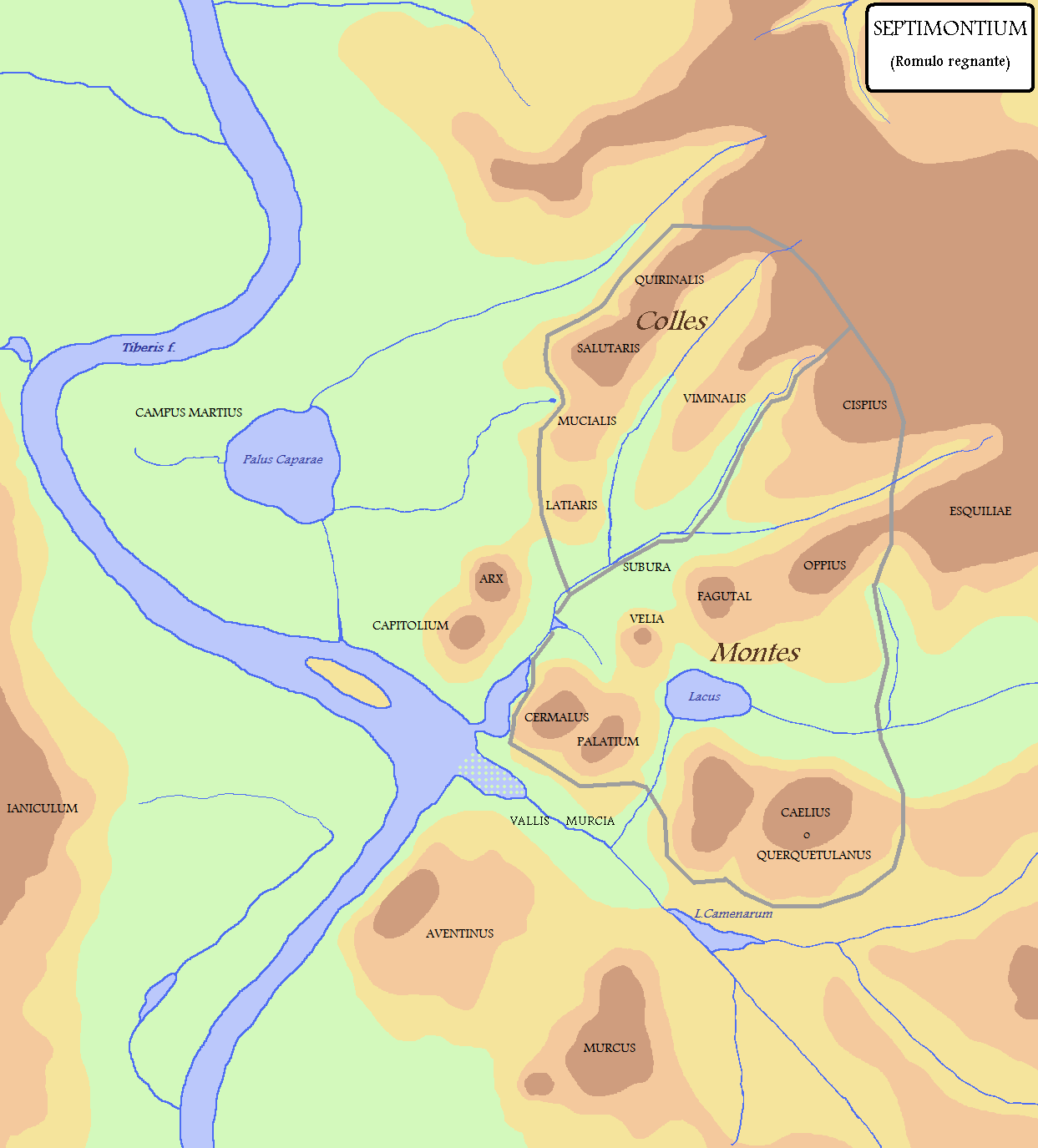
I sette colli e il Septimontium

Il territorio comunale è ampio, avendo inglobato aree abbandonate da secoli, per la maggior parte paludose e inadatte all'agricoltura e non appartenenti ad alcun municipio: con una superficie di 1287,36 km², Roma è il comune più vasto d'Italia ed era il più esteso d'Europa fino alla formazione del comune di Fiumicino, rimanendo anche dopo uno dei più estesi tra le capitali europee. La densità abitativa non è elevatissima, per la presenza di aree verdi sparse nel territorio comunale: Roma rappresenta un unicum nel mondo occidentale per la vastità della campagna che fa da corona alla città e la compenetrazione fra città e campagna. Roma, inoltre, è il comune italiano con il più alto numero di territori comunali confinanti, 29 (escludendo l'enclave della Città del Vaticano). Il territorio su cui la città è sorta e si è sviluppata ha una storia geologicamente complessa: il substrato recente è costituito dal materiale piroclastico prodotto dai vulcani, ormai spenti, che cingono l'area della città a sudest, il Vulcano Laziale negli attuali Colli Albani, e a nord-ovest, i Monti Sabatini, tra 600000 e 300000 anni fa. Da questi depositi si formano gran parte dei rilievi collinari dell'area. Successivamente, l'attività fluviale del Tevere e dell'Aniene contribuì all'erosione dei rilievi e alla sedimentazione, caratterizzando il territorio.

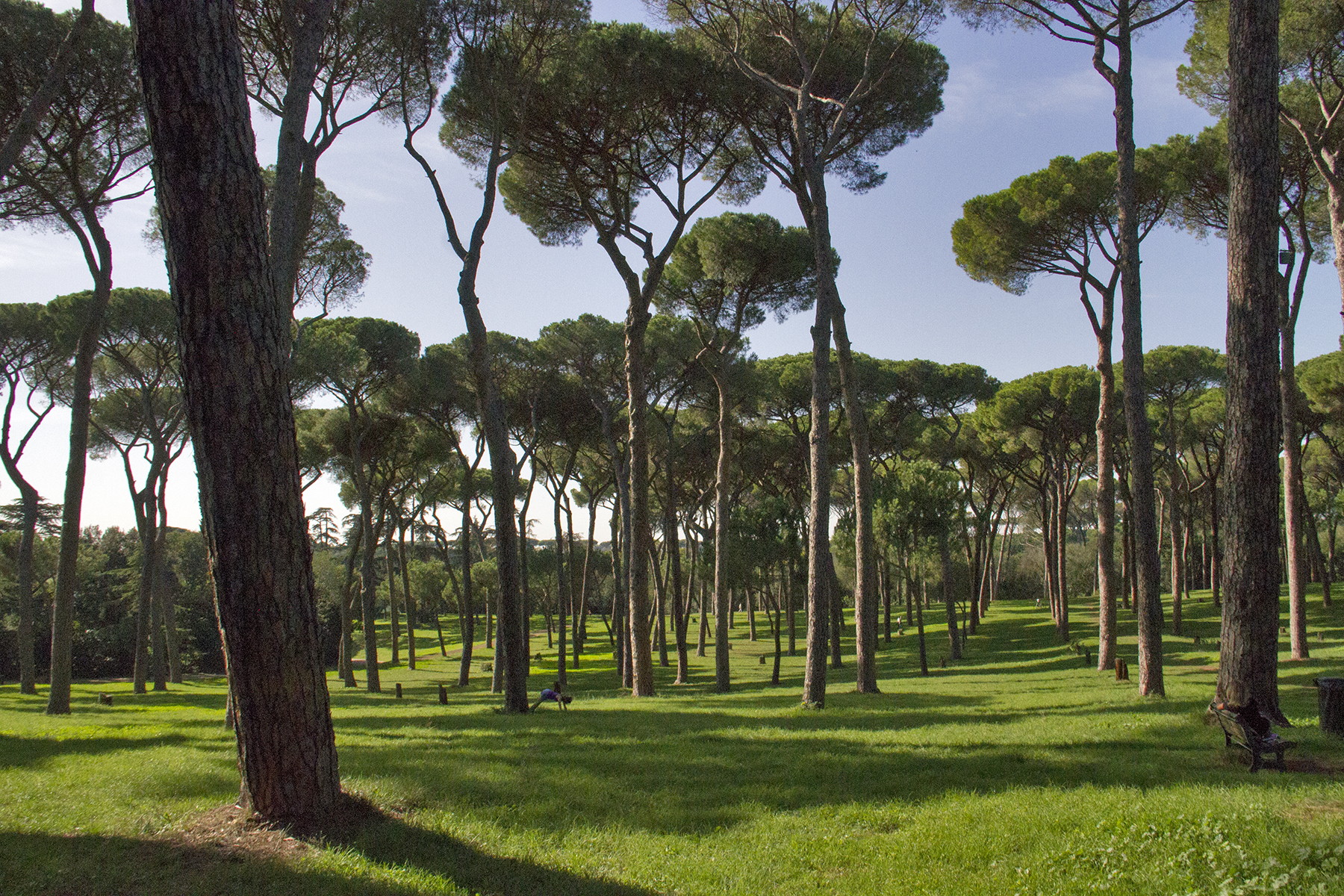
I pini domestici, alberi dominanti in città, a Villa Doria Pamphili

Il territorio di Roma, pertanto, presenta diversi paesaggi naturali e caratteristiche ambientali: alcuni rilievi montuosi e colline (compresi gli storici sette colli), le zone pianeggianti, il fiume Tevere e i suoi affluenti, le marrane, i laghi di Bracciano e di Martignano e quelli artificiali, un'isola fluviale (l'isola Tiberina), la costa sabbiosa del lido di Ostia, il mar Tirreno.

#### Classificazione sismica
- Zona 2B (sismicità media, comprende le aree territoriali dei Municipi IV, V, VI, VII, VIII e IX);[23]
- Zona 3A (sismicità bassa, comprende le aree territoriali dei Municipi I, II, III, X, XI, XII, XIII, XIV e XV);[23]
- Zona 3B (sismicità bassa, comprende l'isola amministrativa del municipio XV).[23]

#### Orografia
Il nucleo antico della città è costituito dagli storici sette colli: Palatino, Aventino, Campidoglio, Quirinale, Viminale, Esquilino e Celio. Il centro storico comprende anche i colli Gianicolo, Pincio e Vaticano, oltre ai rilievi artificiali di Monte Testaccio e Monte Giordano. Fuori dalle mura si estendono colline più alte, fra cui Monte Mario (che con i suoi 139 metri di altezza è il rilievo più imponente di Roma, da cui si possono godere i più bei panorami della città), Monte Antenne, i Monti Parioli, Monte Sacro e Monteverde.

#### Idrografia
La città, oltre che dal Tevere, è attraversata anche dall'Aniene, suo affluente a nord dell'odierno territorio urbano e da piccoli corsi d'acqua come l'Almone e i numerosi fossi o marrane dell'Agro romano. Il Municipio Roma X si affaccia sul mar Tirreno (Roma è il comune costiero più grande in Europa, con circa 20 km di costa), il Municipio Roma XV sui laghi di Bracciano e di Martignano (con la sua exclave di Polline Martignano, nel parco di Bracciano-Martignano).

### Clima

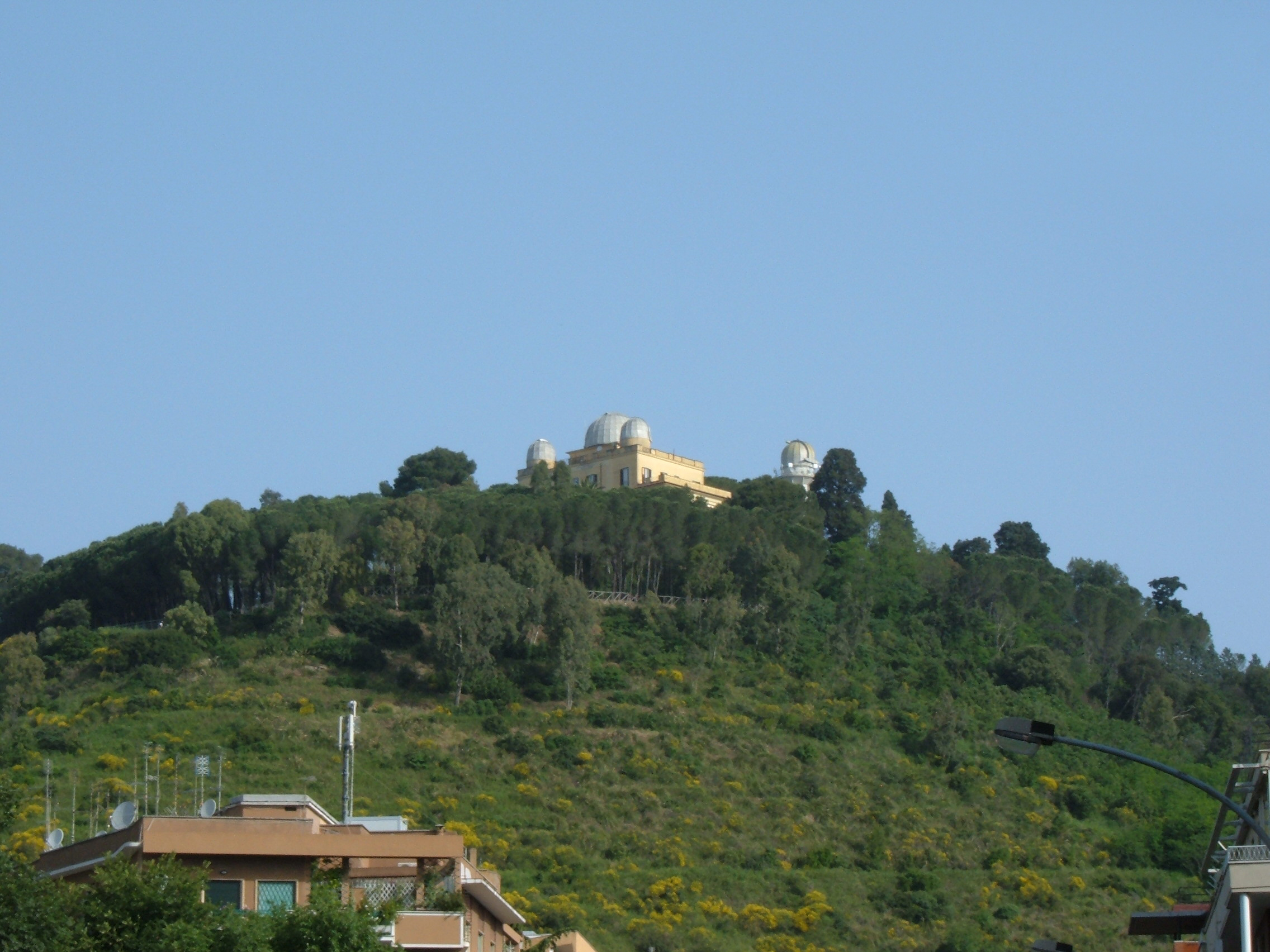
Monte Mario, sede di una delle stazioni meteorologiche di Roma

Secondo la classificazione dei climi di Köppen, Roma appartiene alla fascia Csa, ossia al clima temperato con estate calda.
Il clima della città mantiene un regime piuttosto clemente per tutto l'anno, a parte gli eccessi estivi, caratteristica che la rende visitabile in ogni stagione. Le stagioni intermedie, benché siano moderatamente piovose, sono le più gradevoli. L'autunno è nettamente più caldo della primavera che ancora soffre di scampoli di inverno.
Con una temperatura media massima superiore ai 30 °C, l'estate romana è per natura già molto calda. Il centro di Roma dista grossomodo 25 km dal litorale tirrenico. In estate l'influenza mitigatrice del Mar Tirreno è più avvertibile sui versanti occidentali della città grazie al caratteristico "Ponentino", un delicato zefiro che spira da ovest verso est inibendo l'eccessivo riscaldamento dei pomeriggi estivi e alleviando la sensazione di disagio. Diversa la situazione al centro raggiunto solo parzialmente dal Ponentino a causa della forte urbanizzazione, la cui temperatura può registrare fino a 3-4 °C in più rispetto al versante ovest.
D'estate il connubio tra tasso di umidità e temperature elevate, unito a infiltrazioni di aria fresca da nord-ovest può dare vita a rari ma intensi fenomeni temporaleschi; questa situazione si protrae fino al mese di ottobre, le cui infiltrazioni di aria via via più fresca incontrano un mare ancora molto caldo. Durante il resto dell'anno si alternano periodi più asciutti a periodi moderatamente piovosi, con picchi massimi nei mesi di novembre, dicembre e aprile. La media annua delle precipitazioni si aggira intorno agli 800 mm nel trentennio 1971-2000.
Le precipitazioni nevose sono un fenomeno poco frequente in città. Negli anni 2010, le nevicate con accumuli si sono verificate nel 2018, 2012 e nel 2010; in passato altri episodi importanti furono quelli del 1986, 1985 e 1956. Generalmente le nevicate si verificano in caso di irruzione di aria fredda dalla Valle del Rodano o dalla Russia. Più frequentemente però si verificano nevischi di bassa rilevanza senza accumuli, dovuti alle basse temperature che in città si possono raggiungere soprattutto nelle ore notturne.
A titolo di esempio vengono riportati i dati relativi alla stazione meteorologica di Roma Urbe (periodo 1971-2000).
| Roma Urbe (1971-2000)           | Mesi        | Mesi        | Mesi        | Mesi        | Mesi        | Mesi        | Mesi        | Mesi        | Mesi        | Mesi        | Mesi        | Mesi        | Stagioni | Stagioni | Stagioni | Stagioni | Anno  |
| Roma Urbe (1971-2000)           | Gen         | Feb         | Mar         | Apr         | Mag         | Giu         | Lug         | Ago         | Set         | Ott         | Nov         | Dic         | Inv      | Pri      | Est      | Aut      | Anno  |
| ------------------------------- | ----------- | ----------- | ----------- | ----------- | ----------- | ----------- | ----------- | ----------- | ----------- | ----------- | ----------- | ----------- | -------- | -------- | -------- | -------- | ----- |
| T. max. media (°C)              | 12,6        | 14,0        | 16,5        | 18,9        | 23,9        | 28,1        | 31,5        | 31,7        | 27,5        | 22,4        | 16,5        | 13,2        | 13,3     | 19,8     | 30,4     | 22,1     | 21,4  |
| T. min. media (°C)              | 2,1         | 2,7         | 4,3         | 6,8         | 10,8        | 14,3        | 16,9        | 17,3        | 14,3        | 10,5        | 5,8         | 3,1         | 2,6      | 7,3      | 16,2     | 10,2     | 9,1   |
| T. max. assoluta (°C)           | 20,2 (1994) | 23,6 (1990) | 27,0 (1981) | 28,3 (1977) | 33,1 (1977) | 36,8 (1982) | 40,0 (1983) | 39,6 (2000) | 37,6 (1982) | 31,4 (1995) | 26,0 (1992) | 22,8 (1989) | 23,6     | 33,1     | 40,0     | 37,6     | 40,0  |
| T. min. assoluta (°C)           | −9,8 (1985) | −6,0 (1975) | −6,0 (1987) | −2,5 (1995) | 3,7 (1995)  | 6,2 (1975)  | 9,8 (1991)  | 8,6 (1978)  | 5,4 (1971)  | −2,7 (1971) | −7,2 (1973) | −5,4 (1980) | −9,8     | −6,0     | 6,2      | −7,2     | −9,8  |
| Giorni di calura (Tmax ≥ 30 °C) | 0           | 0           | 0           | 0           | 1           | 9           | 23          | 23          | 7           | 0           | 0           | 0           | 0        | 1        | 55       | 7        | 63    |
| Giorni di gelo (Tmin ≤ 0 °C)    | 9           | 7           | 3           | 0           | 0           | 0           | 0           | 0           | 0           | 0           | 2           | 7           | 23       | 3        | 0        | 2        | 28    |
| Precipitazioni (mm)             | 69,5        | 75,8        | 59,0        | 76,2        | 49,1        | 40,7        | 21,0        | 34,1        | 71,8        | 107,0       | 109,9       | 84,4        | 229,7    | 184,3    | 95,8     | 288,7    | 798,5 |
| Giorni di pioggia               | 8           | 7           | 8           | 9           | 6           | 4           | 2           | 3           | 6           | 8           | 9           | 9           | 24       | 23       | 9        | 23       | 79    |
| Giorni di nebbia                | 5           | 4           | 3           | 3           | 2           | 1           | 0           | 0           | 1           | 4           | 5           | 5           | 14       | 8        | 1        | 10       | 33    |
| Umidità relativa media (%)      | 77          | 72          | 72          | 72          | 72          | 69          | 67          | 69          | 71          | 76          | 79          | 79          | 76       | 72       | 68,3     | 75,3     | 72,9  |

Oltre a Urbe, le più importanti stazioni meteorologiche ufficiali di Roma sono:
- Stazione meteorologica di Roma Monte Mario
- Stazione meteorologica di Roma Ciampino
- Stazione meteorologica di Roma Fiumicino
- Classificazione climatica: zona D, 1415 GG

## Origini del nome
Sull'origine del nome Roma sono state formulate diverse ipotesi; il nome potrebbe derivare da:
- Roma, figlia di Italo (o di Telefo, figlio di Ercole), sposa di Enea o di suo figlio Ascanio;[28]
- Romano, figlio di Odisseo e Circe;[28]
- Romo, figlio di Ematione, che Diomede fece giungere da Troia;[28]
- Romide, tiranno dei Latini, che espulse gli Etruschi dalla regione;[28]
- Rommylos e Romos (Romolo e Remo), figli gemelli di Ascanio che fondarono la città;[29]
- Rumon o Rumen, nome arcaico del Tevere, avente radice analoga a quella del verbo greco ῥέω (rhèo) e del verbo latino ruo, che significano "scorrere";[30][31]
- Ruma che in etrusco significa "mammella" e potrebbe quindi riferirsi al mito di Romolo e Remo, oppure anche alla conformazione della zona collinare del Palatino e dell'Aventino[32] o ancora all'ansa del Tevere di fronte ad essi;[33]
- ῥώμη (rhṓmē) che in greco antico significa "forza";[34]
- Roma, una ragazza troiana che conosceva l'arte della magia, di cui troviamo accenni negli scritti del poeta Stesicoro;[35]
- Amor, cioè la parola Roma se letta da destra verso sinistra: l'interpretazione è dello scrittore bizantino Giovanni Lido, vissuto tra il V e il VI secolo.[36]

### Appellativi riferiti a Roma e loro origine
Roma possiede anche diversi appellativi. È definita per antonomasia difatti:
- Urbs/Urbe (dal latino: "Città"), perché già anticamente la parola Urbs indicava Roma, che era considerata la città per antonomasia;
- Caput fidei (dal latino: "Capitale della fede") e Città Santa, perché Roma da secoli è la sede principale del potere della Chiesa cattolica (che perciò è denominata molto spesso anche come Chiesa cattolica romana);
- Città dell'acqua o anche regina aquarum, per i suoi acquedotti e le sue fontane, per il simbiotico rapporto con il Tevere e per la grande disponibilità di acqua in generale;
- Caput mundi (dal latino: "Capitale del mondo"), spiegato dalla crescente vastità dell'Impero romano che fece di Roma una delle città più influenti nella storia, trae origine da una frase del Pharsalia di Marco Anneo Lucano che recita: "Ipsa, Caput Mundi, bellorum maxima merces, Roma capi facilis" (La stessa Roma, capitale del mondo, la più importante preda di guerra, agevole a soggiogarsi);
- Urbs Aeterna (dal latino: "Città Eterna"), che deriva invece da una frase nel Libro delle elegie di Albio Tibullo: «Romulus aeternae nondum formaverat urbis / moenia.» («Né ancora aveva Romolo innalzato le mura dell'Eterna Urbe»).[37]

## Storia

### Età antica

#### La fondazione tra leggenda e storia

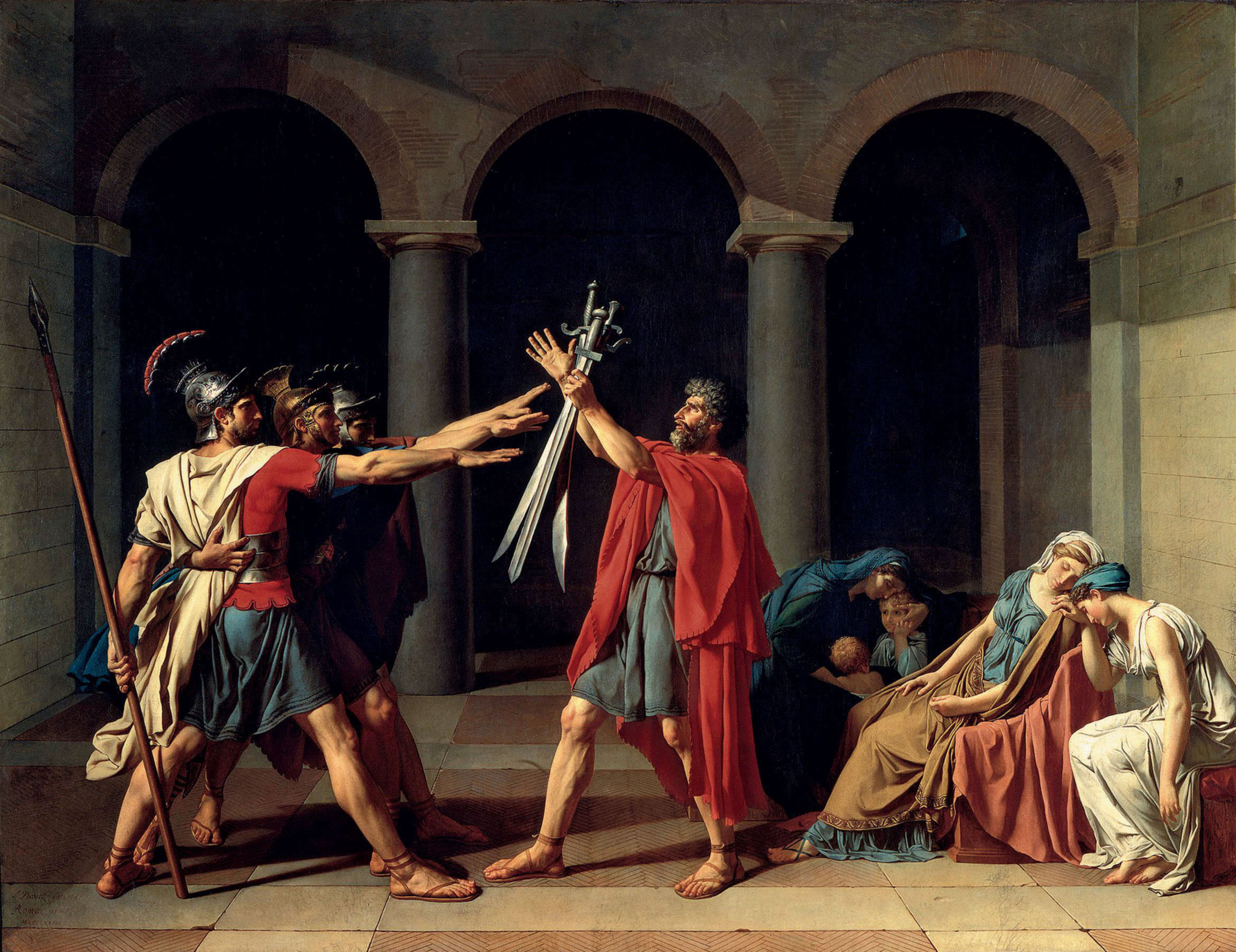
Jacques-Louis David, Il giuramento degli Orazi

Fondata secondo la tradizione da Romolo il 21 aprile 753 a.C., Roma fu retta per un periodo di 244 anni da un sistema monarchico, con sovrani inizialmente di origine latina e sabina, e successivamente etrusca. Roma, dunque, storicamente nacque dal sincretismo culturale dei popoli del Lazio.
La leggenda di Romolo e Remo, inoltre, lega la nascita della città a quella dei popoli mediterranei: Rea Silvia li avrebbe generati con il dio della guerra, Marte. Questi, però, in pericolo di vita perché pericolosi eredi al trono, furono lasciati alle acque del Tiber (Tevere) in una cesta. Li raccolse una lupa e li allattò. Per altri, questa lupa era la moglie di un pastore, chiamata Acca Larenzia. Quando i fratelli crebbero, decisero di adempire il rito della fondazione della città. Romolo sul Palatino, Remo sull'Aventino avrebbero contato i volatili di passaggio. Chi ne avesse visti di più sarebbe stato il prescelto per fondare una nuova grande città e diventarne re. Romolo vinse, Remo - non accettando il verdetto divino - osò scavalcare il pomerio - il solco sacro traccia come confine - ed il fratello lo uccise.

#### Roma monarchica
La tradizione tramanda sette re: Romolo, Numa Pompilio, Tullo Ostilio, Anco Marzio, Tarquinio Prisco, Servio Tullio e Tarquinio il Superbo.
Romolo alla sua morte fu divinizzato come dio e assunse il nome di Quirino. Da allora i Romani furono detti anche Quiriti.

#### Roma repubblicana
Espulso dalla città l'ultimo re etrusco e instaurata una repubblica oligarchica nel 509 a.C., per Roma ebbe inizio un periodo contraddistinto dalle lotte interne tra patrizi e plebei e da continue guerre contro le altre popolazioni italiche: Etruschi, Capenati, Falisci, Latini, Volsci, Equi. Divenuta padrona del Lazio, Roma condusse diverse guerre contro i Sanniti, i Galli e le colonie della Magna Grecia che la portarono alla conquista di tutta la penisola italica.
Il III e il II secolo a.C. furono caratterizzati dalla conquista romana del Mediterraneo e dell'Oriente, dovuta alle tre guerre puniche (264-146 a.C.) combattute contro la città di Cartagine e alle tre guerre macedoniche (212-168 a.C.) contro la Macedonia. Vennero istituite le prime province romane: la Sicilia, la Sardegna e Corsica, la Spagna, la Macedonia, la Grecia (Acaia), l'Africa.

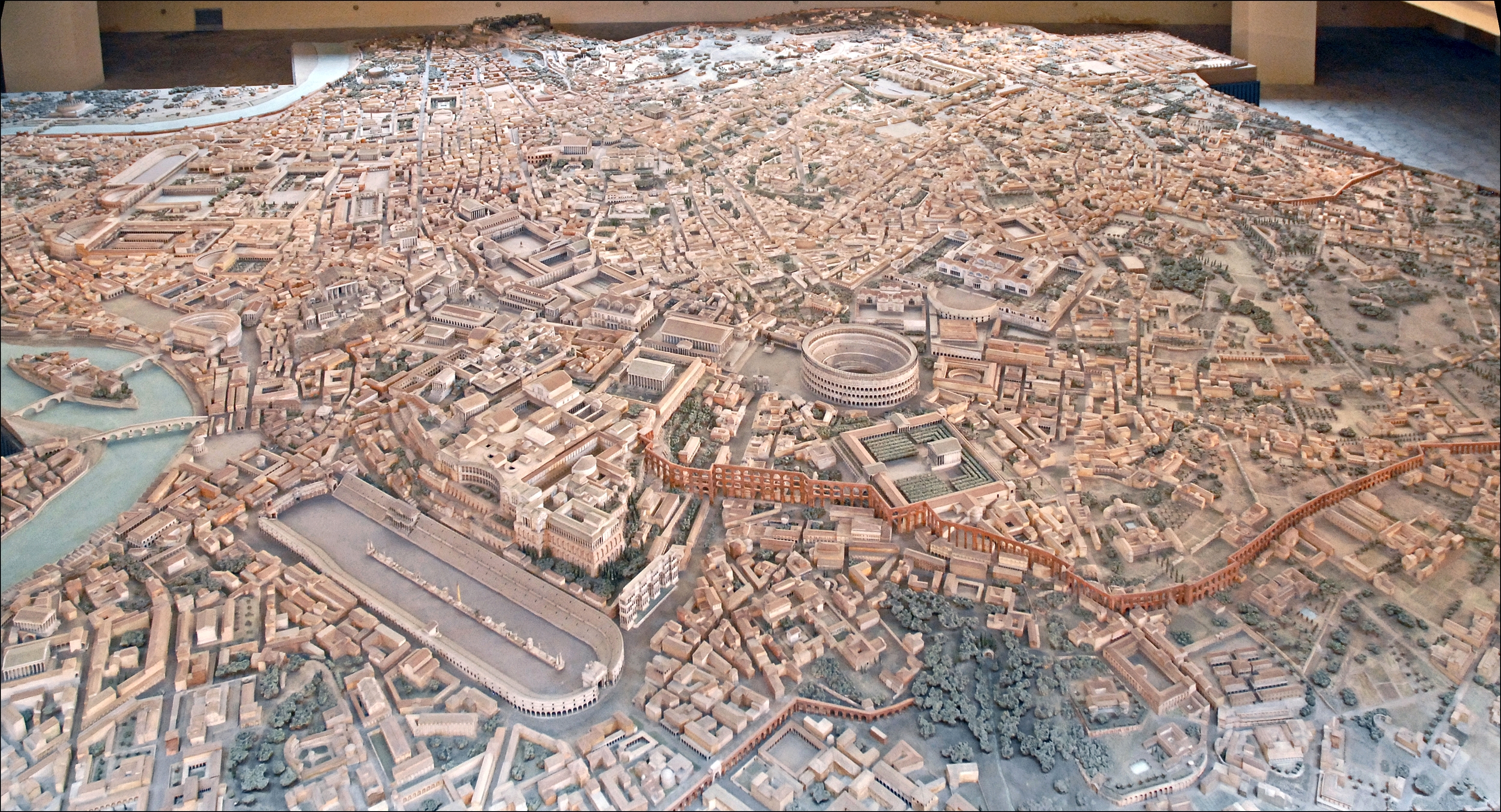
Ricostruzione di Roma imperiale conservata presso il museo della civiltà romana

Nella seconda metà del II secolo e nel I secolo a.C. si registrarono numerose rivolte, congiure, guerre civili e dittature: sono i secoli di Tiberio e Gaio Gracco, di Giugurta, di Quinto Lutazio Catulo, di Gaio Mario, di Lucio Cornelio Silla, di Marco Emilio Lepido, di Spartaco, di Gneo Pompeo, di Marco Licinio Crasso, di Lucio Sergio Catilina, di Marco Tullio Cicerone, di Gaio Giulio Cesare e di Ottaviano, che, dopo essere stato membro del secondo triumvirato insieme con Marco Antonio e Lepido, nel 27 a.C. divenne princeps civitatis e gli fu conferito il titolo di Augusto.

#### L'impero di Roma

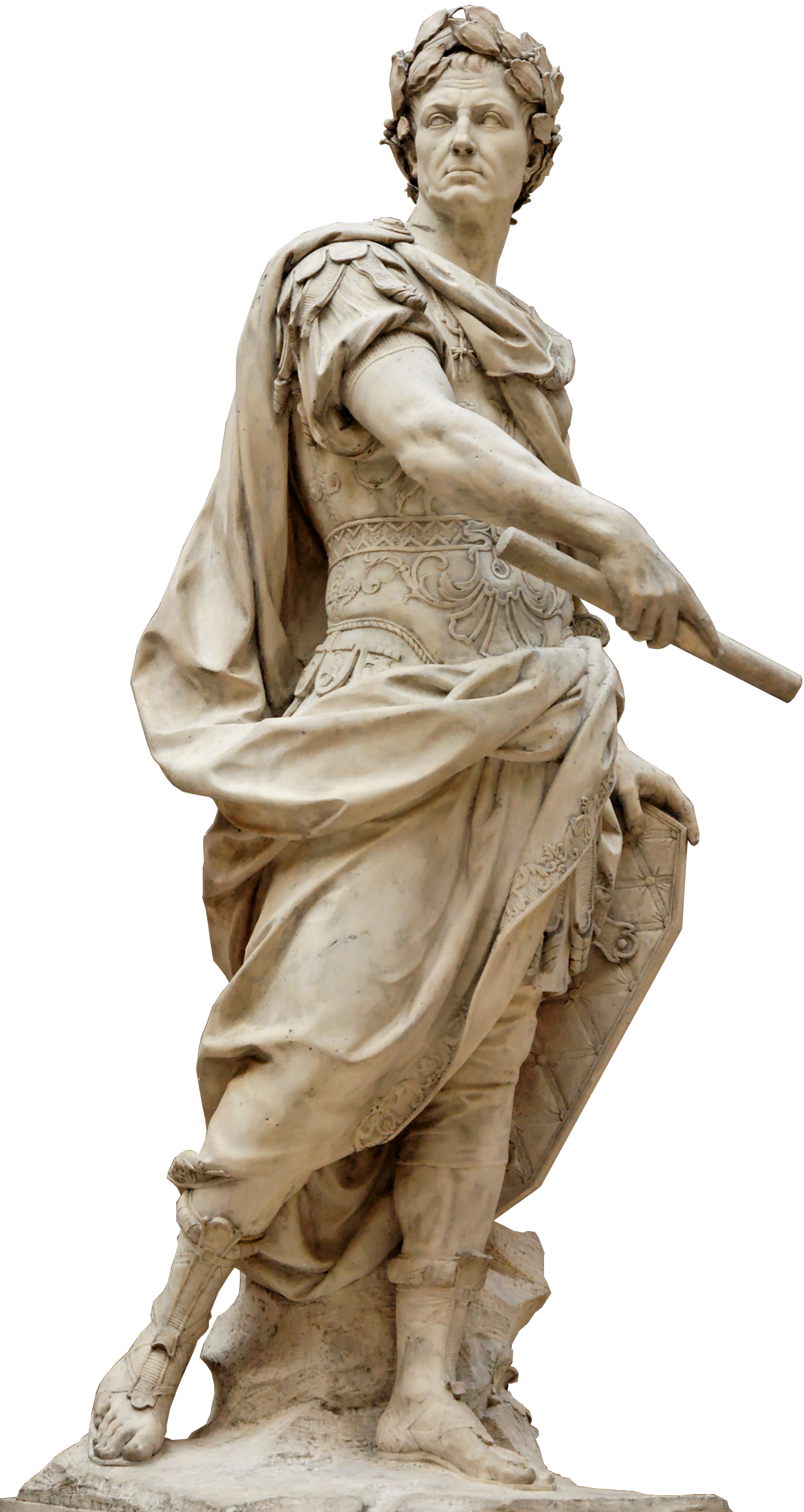
Statua di Giulio Cesare, realizzata da Nicolas Coustou

Istituito de facto l'Impero, che conobbe la sua massima espansione nel II secolo, sotto l'imperatore Traiano, Roma si confermò caput mundi, cioè capitale del mondo, espressione che le era stata attribuita già nel periodo repubblicano. Il territorio dell'impero, infatti, spaziava dall'Oceano Atlantico al Golfo Persico, dalla parte centro-meridionale della Britannia all'Egitto.
I primi secoli dell'impero, in cui governarono, oltre ad Ottaviano Augusto, gli imperatori delle dinastie Giulio-Claudia, Flavia (a cui si deve la costruzione dell'omonimo anfiteatro, noto come Colosseo) e gli Antonini, furono caratterizzati anche dalla diffusione della religione cristiana, predicata in Giudea da Gesù Cristo nella prima metà del I secolo (sotto Tiberio) e divulgata dai suoi apostoli in gran parte dell'impero.

#### La crisi del III secolo
Nel III secolo, al termine della dinastia dei Severi, iniziò la crisi del principato, cui seguì un periodo di anarchia militare.
Quando salì al potere Diocleziano (284), la situazione di Roma era grave: i barbari premevano dai confini già da decenni, le province erano governate da uomini corrotti. Per gestire meglio l'impero, Diocleziano lo divise in due parti: egli divenne Augusto della parte orientale (con residenza a Nicomedia) e nominò Valerio Massimiano Augusto della parte occidentale, spostando la residenza imperiale a Mediolanum. L'impero venne suddiviso ulteriormente con la creazione della tetrarchia: i due Augusti, infatti, dovevano nominare due Cesari, a cui affidavano parte del territorio e che sarebbero diventati, successivamente, i nuovi imperatori.

#### La Roma cristiana

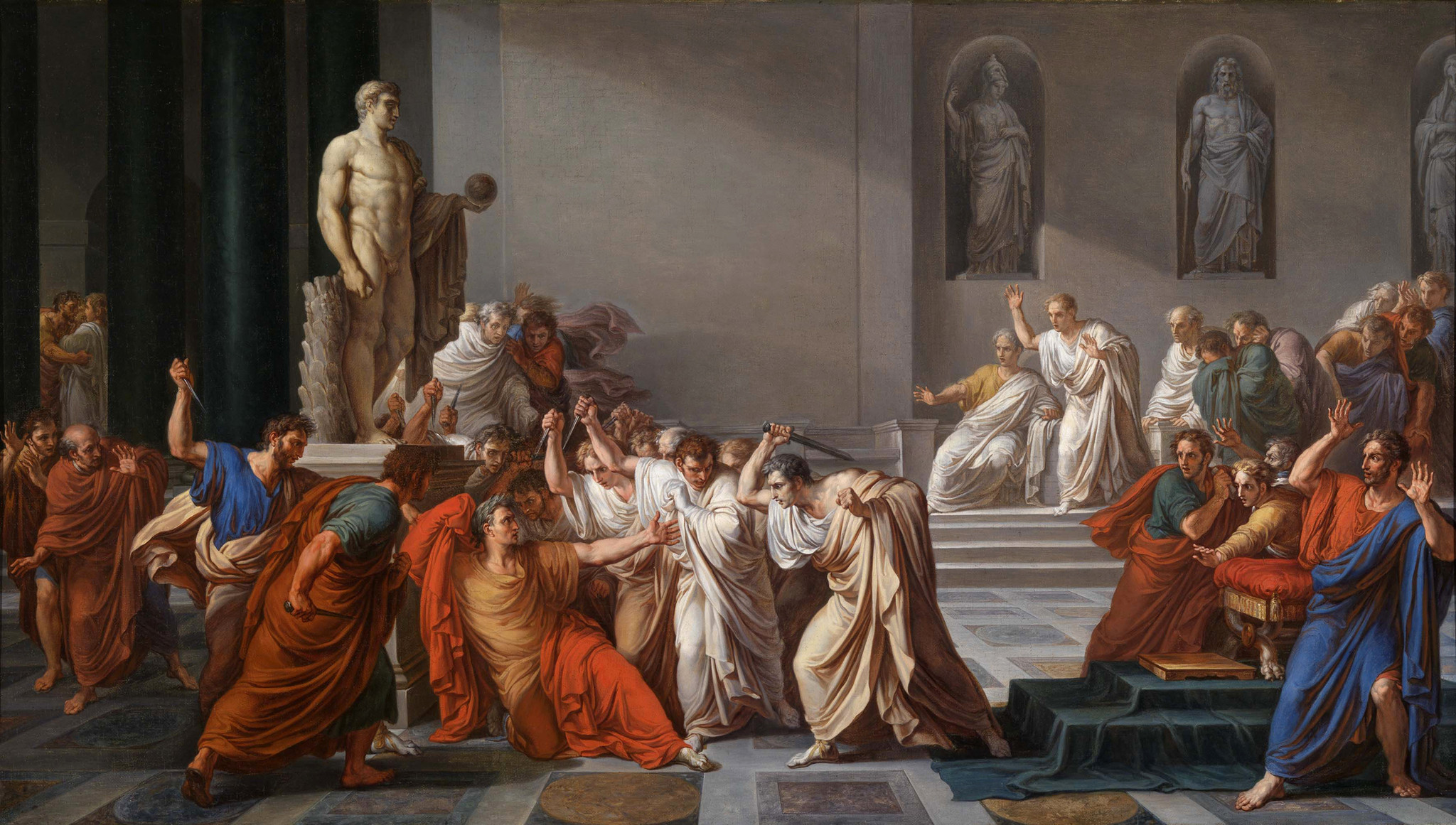
La Morte di Giulio Cesare di Vincenzo Camuccini

Una svolta decisiva si ebbe con Costantino I, che, in seguito a numerose lotte interne, centralizzò nuovamente il potere e, con l'editto di Milano del 313, diede libertà di culto ai cristiani, impegnandosi egli stesso per dare stabilità alla nuova religione. Fece costruire diverse basiliche, consegnò il potere civile su Roma al papa Silvestro I e fondò nella parte orientale dell'impero la nuova capitale, Costantinopoli.
Il cristianesimo divenne religione ufficiale dell'impero grazie ad un editto emanato nel 380 da Teodosio, che fu l'ultimo imperatore di un impero unificato: alla sua morte, infatti, i suoi figli, Arcadio e Onorio, si divisero l'impero. La capitale dell'Impero romano d'Occidente divenne Ravenna.
Roma, che non ricopriva più un ruolo centrale nell'amministrazione dell'impero, venne saccheggiata dai Visigoti comandati da Alarico I (410); impreziosita nuovamente dalla costruzione di edifici sacri da parte dei papi (con la collaborazione degli imperatori), la città subì un nuovo saccheggio nel 455, da parte di Genserico, re dei Vandali. La ricostruzione di Roma venne curata dai papi Leone I (defensor Urbis per avere convinto Attila, nel 452, a non attaccare Roma) e dal suo successore Ilario, ma nel 472 la città fu saccheggiata per la terza volta in pochi decenni (ad opera di Ricimero e Anicio Olibrio).
La deposizione di Romolo Augusto del 22 agosto 476 decretò la fine dell'Impero romano d'Occidente e, per gli storici, l'inizio del Medioevo.

### Età medievale

#### Roma tra Goti e Bizantini

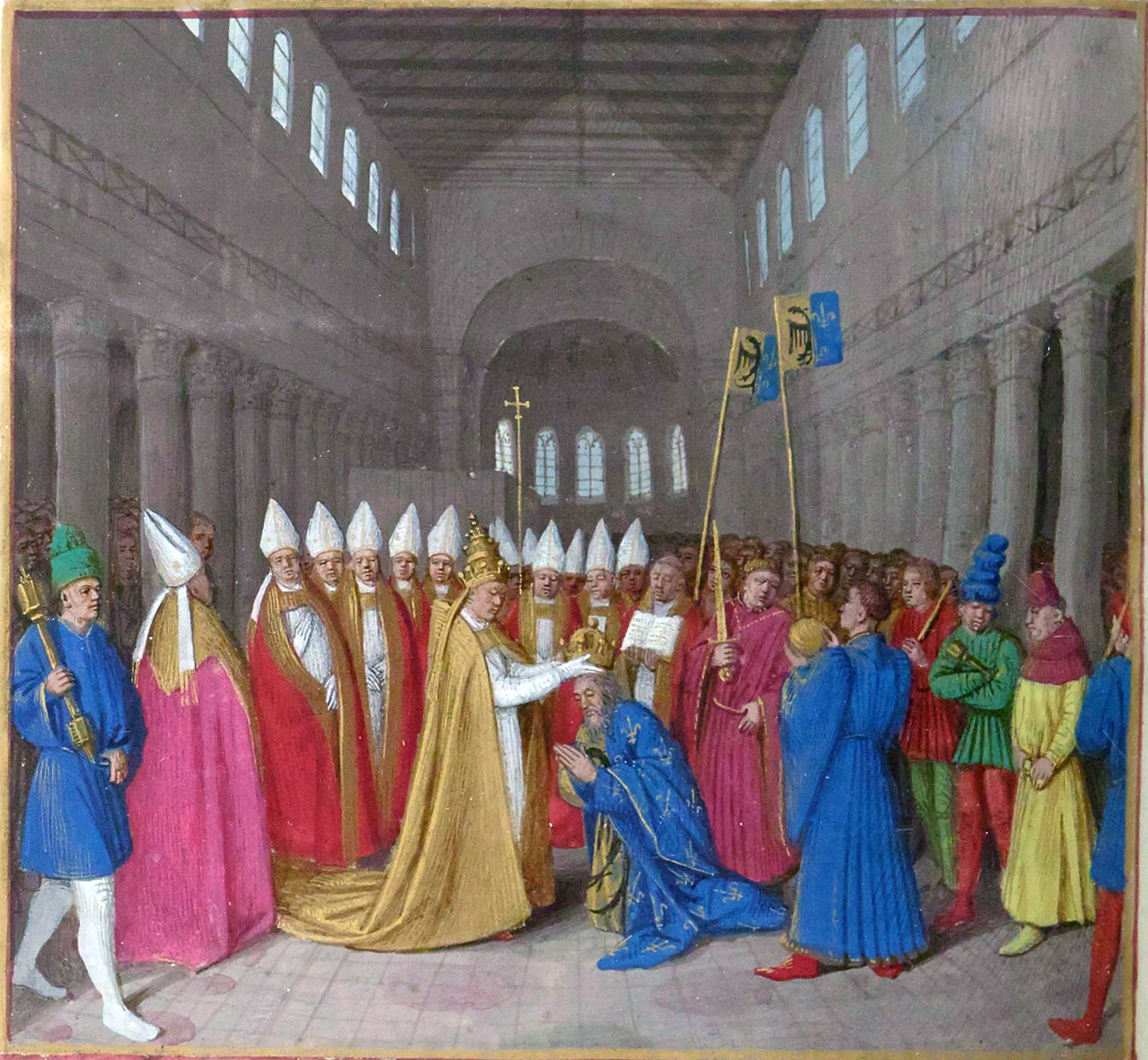
L'incoronazione di Carlo Magno

Con la fine dell'Impero romano d'Occidente per Roma ebbe inizio un periodo segnato dalla presenza barbarica in Italia e, soprattutto, dall'affermazione della Chiesa (con a capo il Papa), che si sostituì all'impero e gettò il ponte che avrebbe unito l'antichità al mondo nuovo.
Numerose lotte in ambito cittadino ed europeo non permisero l'instaurarsi di una struttura politica costante a Roma, che passò, così, attraverso varie forme di governo: venne dominata prima dai Goti, successivamente dai Bizantini. In questo periodo è attestata l'esistenza di un Ducato romano, che corrispondeva, grosso modo, alla città e al territorio ad essa circostante.

#### Capitale dello Stato Pontificio
Nel 756, sconfitto definitivamente il re longobardo Astolfo, Pipino il Breve, re dei Franchi, donò le terre conquistate al papa Stefano II, sancendo la nascita del Patrimonium Sancti Petri, lo Stato Pontificio, di cui Roma divenne capitale.
La notte di Natale dell'800 il papa Leone III incoronò imperatore Carlo Magno nell'antica basilica di San Pietro in Vaticano, istituendo così l'Impero carolingio/Sacro Romano Impero: Roma non ne fu la capitale (posta ad Aquisgrana), ma funse da centro religioso del nuovo Stato teocratico.

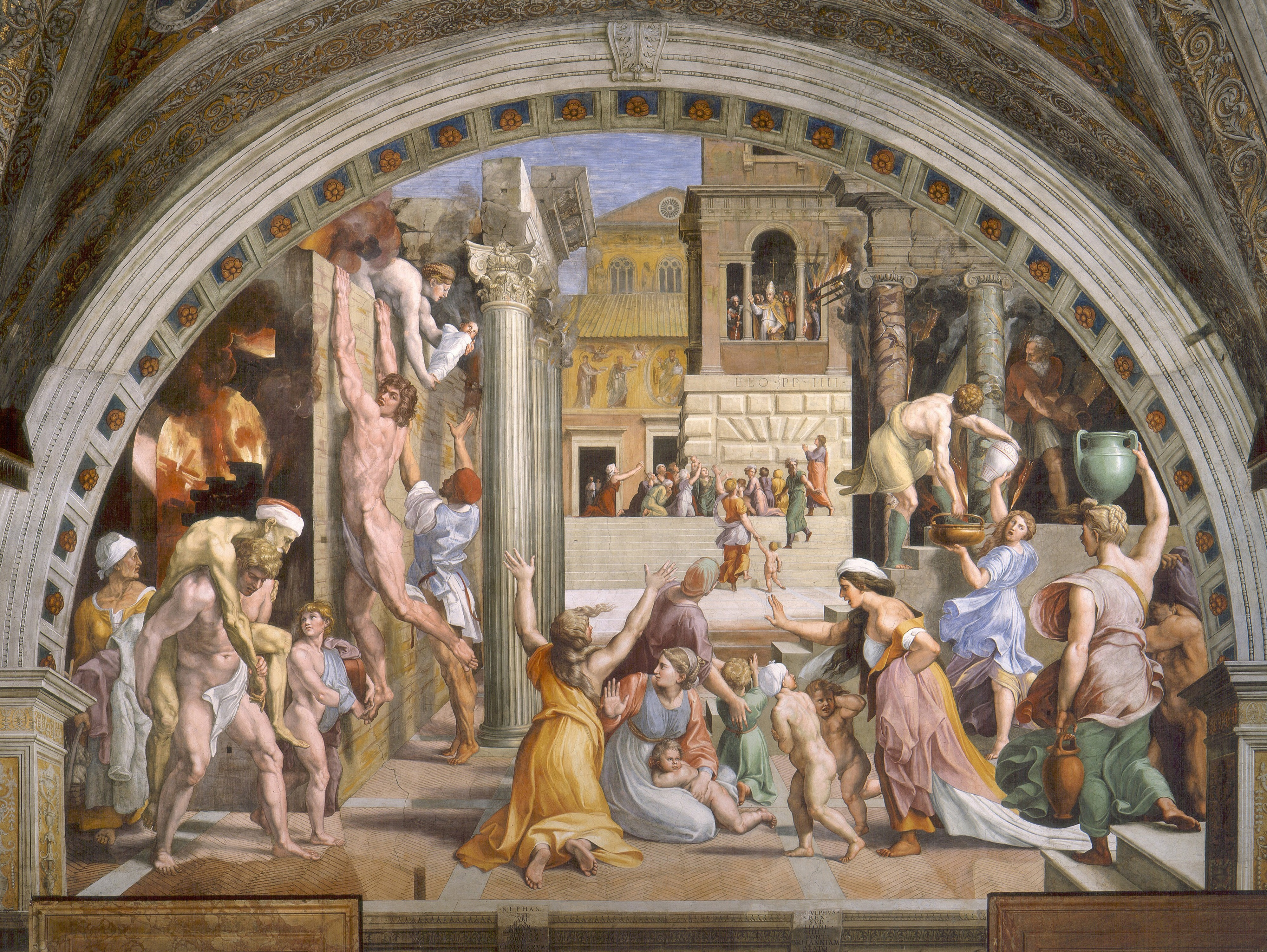
L'incendio di Borgo placato da Leone IV (affresco di Raffaello)

Intorno alla metà del IX secolo il papa Leone IV, dopo l'incursione saracena dell'846, fece fortificare la Civitas Leonina (corrispondente all'incirca alla Città del Vaticano), confermando il potere politico assunto dai pontefici, che venivano protetti dalle famiglie nobili. Anche queste ultime fortificarono le proprie residenze, fino a renderle veri e propri castelli: è il periodo compreso tra il 1100 ed il 1200, periodo in cui Roma allacciò rapporti con i comuni posti nelle sue vicinanze.
In questo lasso di tempo le grandi famiglie aristocratiche esibirono la propria potenza con la costruzione di case-torri alte e palazzi fastosi: i Crescenzi, gli Annibaldi, i Frangipane sono tra i più influenti in città.
Intorno alla metà del XII secolo i cittadini romani instaurarono il Comune Consolare (che si insediò sul Campidoglio), rivale dell'autorità papale e dell'autonomia dei nobili; in questo periodo Roma si munì di nuovi ed efficienti sistemi di difesa.
L'era medievale, inoltre, fu caratterizzata dalle lotte tra le famiglie nobili filopapali e quelle filoimperiali, che frenarono lo sviluppo dell'area centrale della città fino al XVI secolo.
Roma, centro politico del mondo e simbolo della religione cristiana, si confermò città pontificia e di potere quando Bonifacio VIII, nel 1300, proclamò il primo Giubileo (evento che fece accorrere in città circa due milioni di pellegrini); lo stesso Pontefice, tre anni dopo, fondò lo Studium Urbis.
Quando nel 1309 il papa Clemente V si ritirò ad Avignone Roma fu governata dalle famiglie nobili in continua lotta reciproca: la città subì un'involuzione, e nel Quattrocento registrò appena 20000 abitanti.
Il radicale mutamento della Roma medievale fu iniziato dal papa Niccolò V, che decise di realizzare ex novo il nuovo centro di Roma, il centro della fede cristiana, diverso da quello pagano dell'antica Roma. Si spostò dal Laterano e concepì l'idea della costruzione della nuova basilica di San Pietro: da quel momento, per circa quattro secoli, Roma fu sotto il completo dominio dei pontefici.

### Età moderna

#### Dal sacco di Roma del 1527 allo splendore dell'età barocca

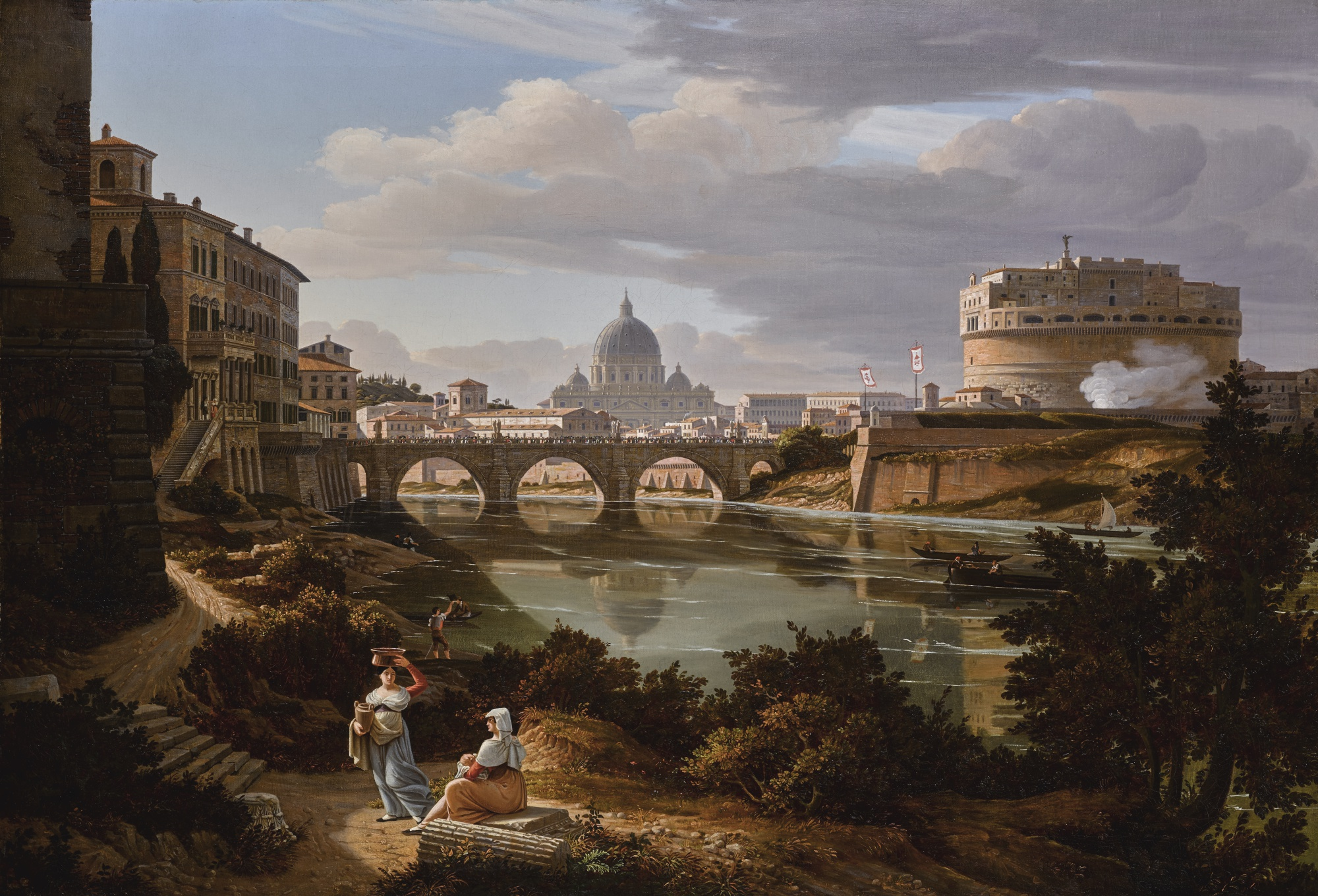
Rudolf Wiegmann, San Pietro e Castel Sant'Angelo, 1834

In seguito alla riforma luterana (1517) e al sacco di Roma da parte dei lanzichenecchi dell'imperatore Carlo V nel 1527, la città divenne il fulcro della Controriforma avviata dal Concilio di Trento centrata sull'assolutismo papale, anche se da quel periodo la figura del Papa smise di influire in maniera sostanziale sulla politica europea.
L'età barocca fu caratterizzata da un grande rinnovamento urbanistico della città, sia da parte dei nobili e delle potenti famiglie cardinalizie, che costruirono nuove dimore in centro e sulle colline, sia da parte dei pontefici. Il vero artefice della grande opera di modernizzazione architettonica, culturale ed economica della città fu il papa Sisto V, pontefice per soli cinque anni (1585-1590). Nel 1626 fu inaugurata la nuova basilica di San Pietro in Vaticano, emblema del dominio papale.
Tra gli artisti che incarnarono al meglio questo periodo, vi furono in pittura Caravaggio e in scultura Bernini e Borromini, dalla cui rivalità la città trasse diverse storie popolari.

#### La Repubblica Romana francese
L'assolutismo papale fu interrotto solo quando gli sconvolgimenti creati dalla Rivoluzione francese portarono il 15 febbraio 1798 alla proclamazione della prima Repubblica Romana e alla deposizione del papa Pio VI.
La nuova forma di governo durò appena un anno, ma con l'avvento di Napoleone Bonaparte, Roma entrò a far parte del Primo Impero francese (1808), con un ruolo simbolico importante, tanto da istituire il titolo di re di Roma per il proprio erede. Lo stesso Napoleone incaricò l'artista Antonio Canova di rinnovare la città; su suo ordine, inoltre, iniziarono gli scavi archeologici (in modo particolare al Foro Romano) guidati dal francese Quatremère de Quincy.
Durante il periodo francese furono numerose le spoliazioni napoleoniche di opere d'arte a Roma.
Alla conclusione dell'era napoleonica, nonostante una fugace occupazione da parte di Gioacchino Murat nel novembre del 1813, il papa Pio VII tornò a Roma nel 1814, ripristinando il potere temporale papale come sancito dal Congresso di Vienna.
A Roma il 2 febbraio 1836 morì la madre di Napoleone Bonaparte, Maria Letizia Ramolino, nel palazzo di Piazza Venezia che ancora oggi prende il suo nome, Palazzo Bonaparte.

### Età contemporanea

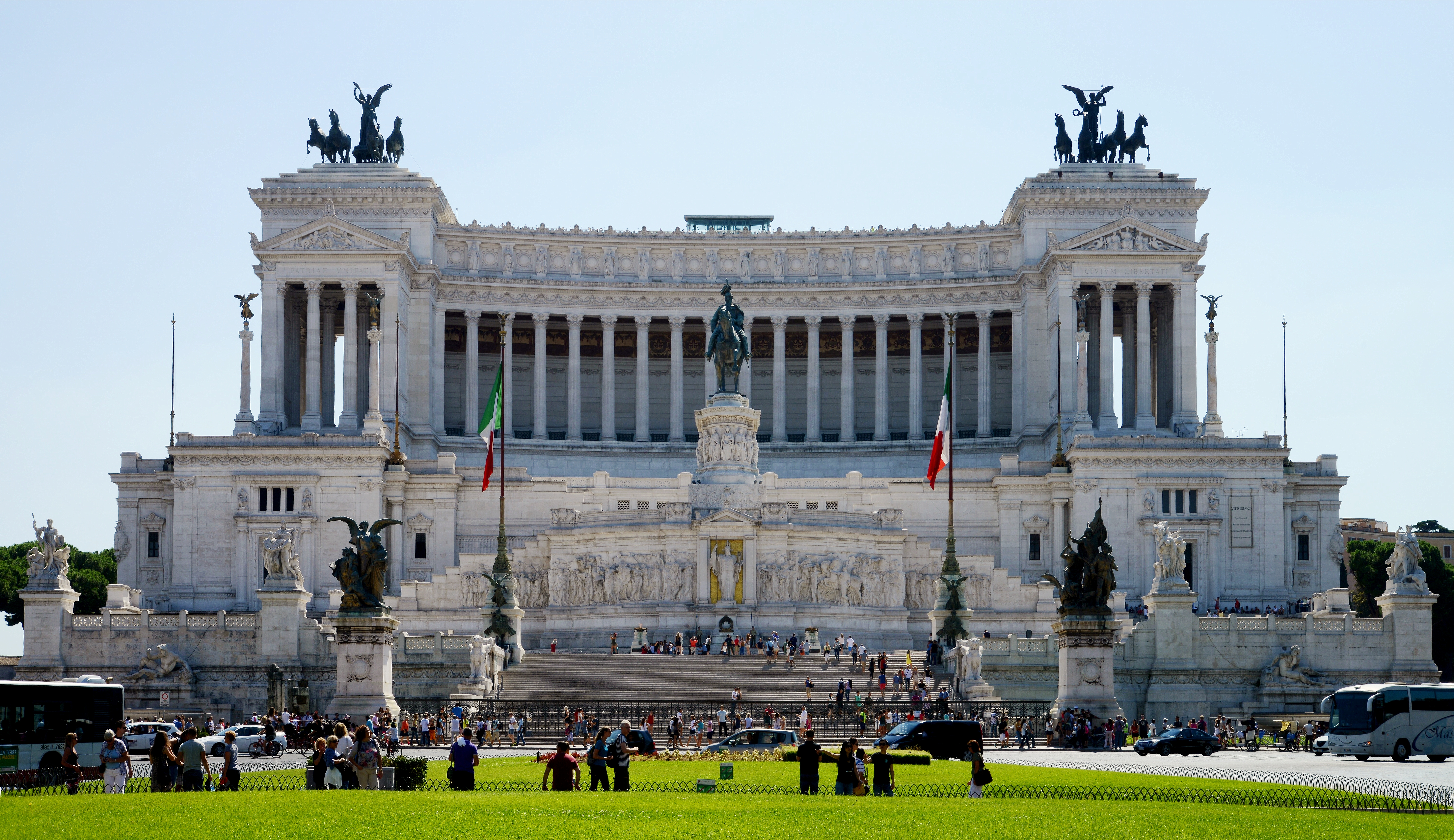
Il Vittoriano visto da Piazza Venezia

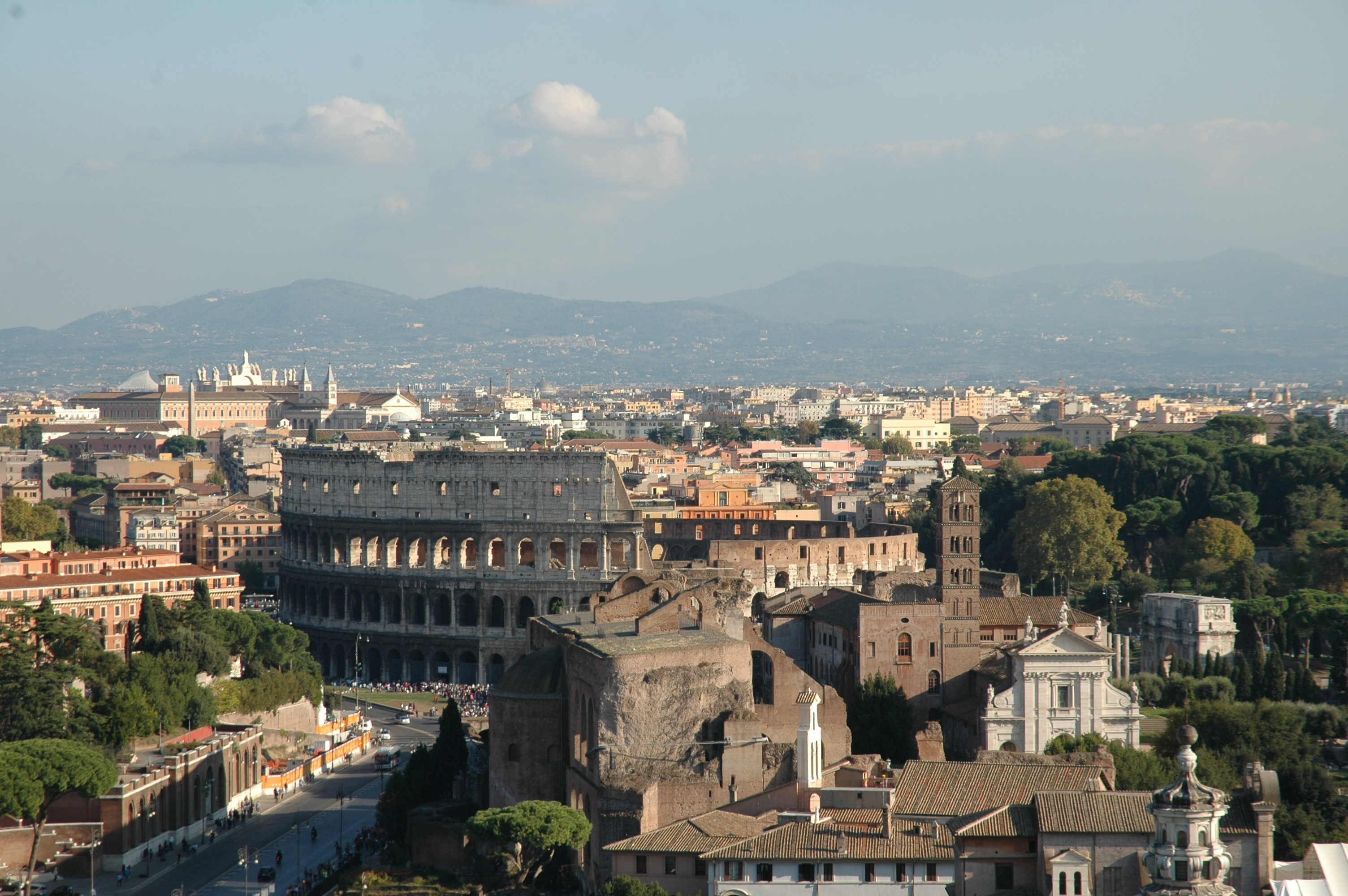
Il Colosseo dal Vittoriano

(Cavour, Discorso al Parlamento di Torino, 25 marzo 1861)

#### La Repubblica Romana mazziniana

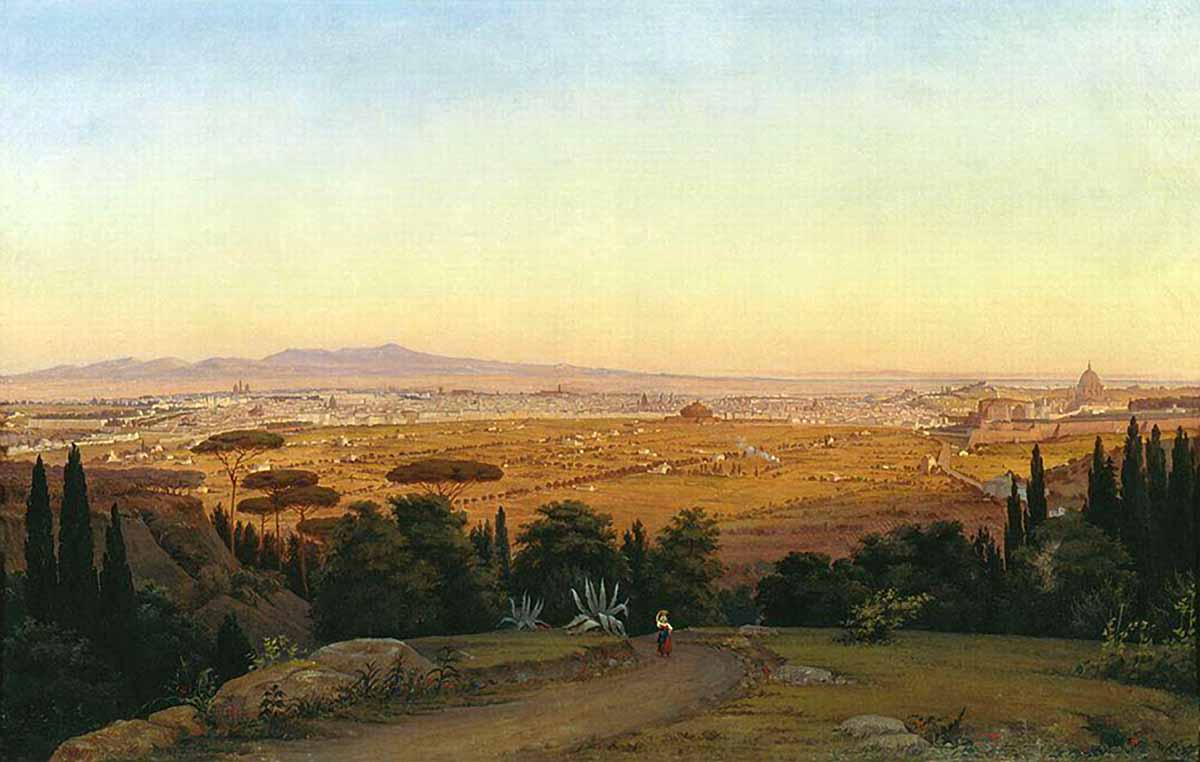
Vasilij Raev, Veduta di Roma dal Monte Mario, 1853

La Restaurazione del potere temporale dei papi durò pochi decenni, subendo gli effetti del Risorgimento italiano.
A seguito dei moti del 1848, dopo la fuga del papa Pio IX nel Regno delle Due Sicilie, nel 1849 fu istituita la Seconda Repubblica Romana, governata dal triumvirato di Carlo Armellini, Giuseppe Mazzini e Aurelio Saffi. Alla Repubblica Romana di Mazzini parteciparono vecchi e giovani patrioti da tutta Italia, tra cui Goffredo Mameli, Felice Orsini, Luigi Zuppetta, Enrico Dandolo, Luciano Manara, Emilio Morosini.
Figura fortemente simbolica è quella di Ciceruacchio, al secolo Angelo Brunetti, capopopolo fedele al papa e al cattolicesimo che, a seguito delle promesse tradite di riforme e libertà, seppe unire il popolo romano e i patrioti nella resistenza ai reazionari.
Durò solo pochi mesi, nonostante la difesa guidata da Giuseppe Garibaldi sul Gianicolo, a causa dell'intervento dell'esercito francese di Luigi Napoleone Bonaparte comandato dal generale Oudinot. Il Bonaparte aveva bisogno dell'appoggio politico dei cattolici francesi e così decise di porre fine ad un'esperienza che, di fatto, seppure con molte differenze, si richiamava alla Rivoluzione francese stessa.
In questo periodo furono molto attive le statue parlanti di Roma (Madama Letizia, Marforio, l'abate Luigi, il Babbuino), che da secoli criticavano, commentavano, dileggiavano papi, nobili, imperatori e fatti e misfatti della città e del mondo.
La più celebre, la statua di Pasquino, un busto - forse dell'eroe greco Menelao - rinvenuto durante la costruzione di Palazzo Braschi, motteggiò con famosi versi detti "pasquinate".

#### Roma capitale d'Italia
Nel 1861, in seguito all'unità d'Italia suggellata da Cavour, ebbero inizio le pressioni del primo re d'Italia, Vittorio Emanuele II nei confronti di Pio IX, invitato ripetutamente a lasciare il proprio dominio temporale. Furono vani anche i diversi tentativi (tra cui lo stesso Garibaldi, fermato a Mentana) di annettere con la forza la città di Roma al Regno d'Italia e la situazione rimase invariata fino alla caduta di Napoleone III nel 1870.
Il 20 settembre i bersaglieri comandati dal generale Raffaele Cadorna aprirono una breccia nella cerchia delle mura, nei pressi di Porta Pia, ed entrarono a Roma. Pio IX si chiuse nei palazzi vaticani dichiarandosi prigioniero politico, sebbene con la legge delle guarentigie gli fossero state garantite prerogative sovrane. Roma, tramite il plebiscito del 2 ottobre, fu annessa al Regno d'Italia, di cui divenne capitale il 3 febbraio 1871.

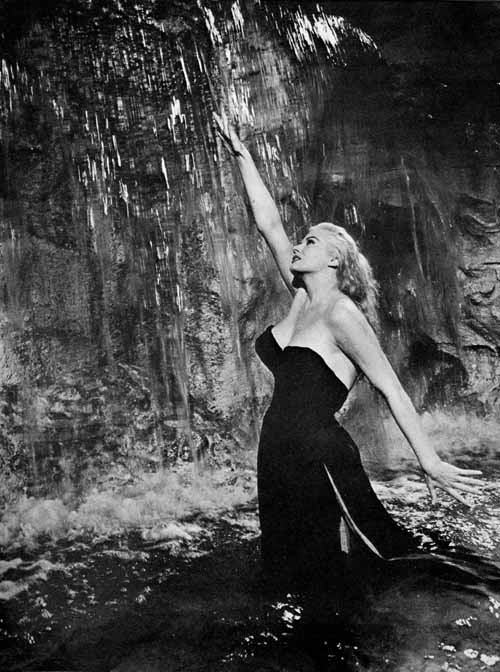
Anita Ekberg nel La dolce vita di Federico Fellini

I primi decenni della nuova capitale videro un grande fermento edilizio, con l'edificazione di gran parte dell'area racchiusa entro le mura a danno delle grandi ville preesistenti, come Villa Ludovisi, sia per edifici pubblici e ministeri, sia per nuovi quartieri residenziali. L'espansione urbana avvenne in parallelo con l'afflusso di molti nuovi abitanti, che superarono il mezzo milione all'inizio del XX secolo, ma fu anche la causa dello scandalo finanziario della Banca Romana.

#### Roma durante il fascismo
Dopo la prima guerra mondiale la città si venne a trovare in un clima di disordini e incertezza politica che, nel 1922, favorì l'ascesa al potere di Benito Mussolini (28 ottobre, la marcia su Roma). Durante il ventennio fascista, Roma fu al centro di una drastica rivoluzione urbanistica voluta e attuata dallo stesso Mussolini: il duce fece abbattere diversi edifici medievali e rinascimentali per permettere l'apertura di alcune grandi strade (via dei Fori Imperiali, via del Teatro di Marcello e via della Conciliazione) e l'isolamento di monumenti antichi (Mausoleo di Augusto, Campidoglio, Colosseo). Nacquero, inoltre, nuovi quartieri (tra cui le borgate) e nuove strutture, come l'EUR (costruito in occasione dell'Esposizione Universale di Roma del 1942, ma mai inaugurato a causa dello scoppio della guerra), la città-giardino Aniene, ossia l'attuale quartiere di Monte Sacro, la città universitaria, il foro Mussolini e gli studi di Cinecittà. Con la firma dei Patti Lateranensi, l'11 febbraio 1929, fu istituito il nuovo Stato indipendente della Città del Vaticano, con giurisdizione sull'omonimo colle e su altre proprietà extraterritoriali.
Nel 1940 l'Italia entrò nella seconda guerra mondiale, che non coinvolse direttamente Roma finché, a seguito dell'andamento sfavorevole all'Asse, il 19 luglio 1943 fu oggetto di un duro bombardamento ad opera di forze aeree alleate che causò la morte di oltre 3000 persone nei quartieri San Lorenzo, Tiburtino, Prenestino, Casilino, Labicano, Tuscolano e Nomentano.
Dopo l'arresto di Mussolini il 25 luglio e l'armistizio dell'8 settembre, Roma venne occupata dai nazisti, nonostante il tentativo di difesa presso Porta San Paolo e alla Montagnola e sebbene fosse stata dichiarata città aperta. Nei nove mesi di occupazione la città fu teatro della deportazione degli ebrei romani del 16 ottobre 1943, di attacchi alla Wehrmacht da parte della resistenza romana come quello avvenuto in via Rasella, e di eccidi da parte dei nazisti come alle Fosse Ardeatine, per poi essere infine liberata dagli Alleati il 4 giugno 1944.

#### Il Dopoguerra, la Dolce Vita, l'espansione delle borgate
Cessata la guerra Roma, in seguito al referendum del 2 e 3 giugno 1946, divenne capitale della neonata Repubblica Italiana. Negli anni cinquanta e sessanta la città si sviluppò urbanisticamente e demograficamente e, a partire dal Giubileo del 1950, divenne una delle più ambite mete turistiche trasformandosi, in poco tempo, in una delle capitali mondiali del divertimento e del cinema, grazie alle numerose pellicole di affermati autori cinematografici.
Gli anni cinquanta e sessanta sono ricordati come il periodo della dolce vita, raccontata da Federico Fellini nell'omonimo film. Roma, divenuta una delle capitali internazionali del cinema, è frequentata dai più importanti personaggi del jet set internazionale, che si ritrovano nei locali di via Veneto. Nello stesso periodo diventa uno dei centri dell'alta moda italiana, con l'apertura delle boutique delle grandi firme su via dei Condotti, via Borgognona, via Frattina e piazza di Spagna.
In questo periodo la città si espanse in modo rapido: furono realizzati nuovi quartieri e le aree periferiche, fino ad allora in aperta campagna, furono urbanizzate. Venne realizzata la nuova stazione Termini e furono costruite nuove infrastrutture (tra cui il primo tratto della rete metropolitana e il Grande Raccordo Anulare) e gli impianti sportivi per i giochi olimpici che Roma ospitò nel 1960. Il 25 marzo 1957, inoltre, furono firmati a Roma i due trattati che istituirono la comunità economica europea e la comunità europea dell'energia atomica; dal 1962 al 1965, nella basilica di San Pietro si svolse il Concilio Vaticano II.
Oggi Roma, città più popolosa e più vasta d'Italia, funge da centro della vita politica nazionale e centro della religione cattolica; in virtù anche della sua importanza come capitale dello Stato è stata dotata di un particolare ordinamento amministrativo che ha soppiantato il precedente comune ed è stato denominato Roma Capitale.
Inoltre, con la soppressione della provincia di Roma, è stata istituita la città metropolitana, che sebbene mantenga una certa autonomia amministrativa rispetto al comune speciale, è retta dal sindaco della città.

### Simboli

Bandiera civica

Gonfalone civico

La descrizione dello stemma del Comune di Roma, concesso con regio decreto del 26 agosto 1927, è contenuta nel primo articolo dello statuto comunale:

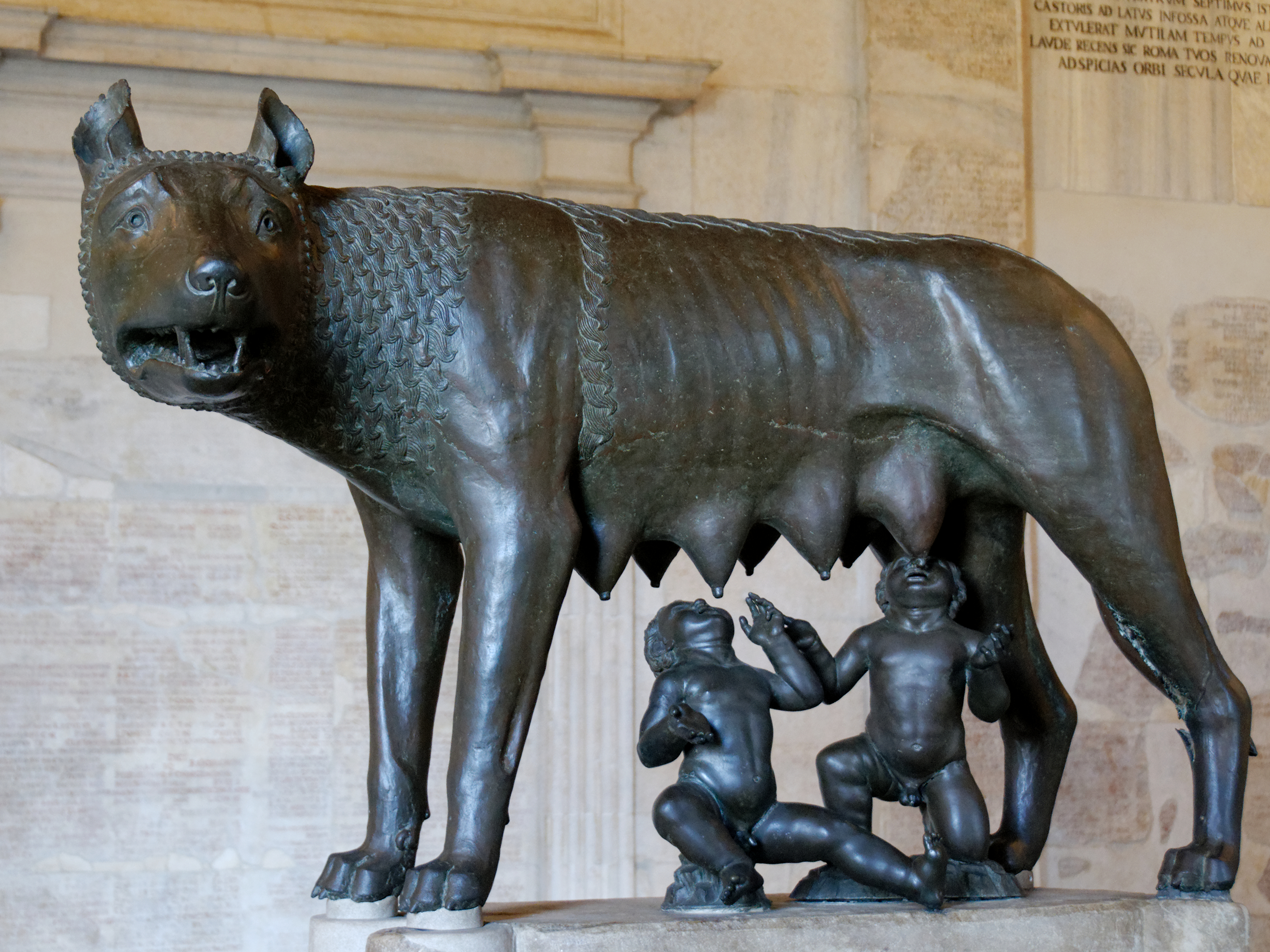
La Lupa capitolina, simbolo della città

Altri simboli di Roma, oltre allo stemma comunale, sono la lupa capitolina, statua bronzea raffigurante la leggendaria lupa che allattò i due gemelli Romolo e Remo; il Colosseo, il più grande anfiteatro del mondo romano, riconosciuto, nel 2007, come una delle sette meraviglie del mondo moderno (unica in Europa); il Cupolone, la cupola della basilica di San Pietro in Vaticano, che domina tutta la città e simboleggia il mondo cristiano. Simbolo della città durante l'antichità era l'aquila imperiale, effigie militare; durante il Medioevo era il leone, animale emblema di supremazia.
Il motto della città è SPQR, in latino Senatus PopulusQue Romanus (il Senato e il Popolo romano), che nell'antichità indicava le due classi che erano a fondamento della società romana, quelle dei patrizi e dei plebei.

### Onorificenze
La città di Roma è:
- la quarta tra le 27 città decorate con medaglia d'oro come "benemerite del Risorgimento nazionale", per azioni altamente patriottiche compiute dalla città nel periodo risorgimentale.

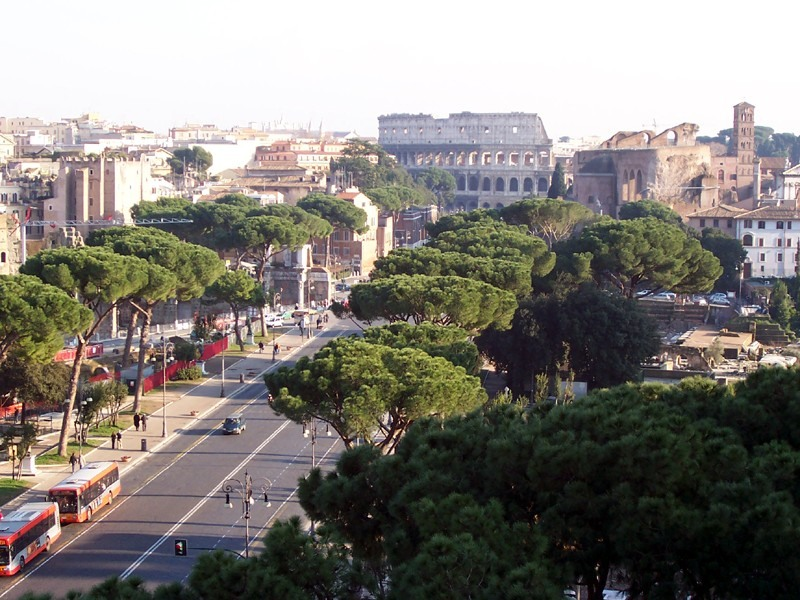
Via dei Fori Imperiali, scenario della parata militare del 2 giugno

- tra le città decorate al valor militare per la guerra di liberazione; insignita della medaglia d'oro al valor militare e di due medaglie d'oro al merito civile per i sacrifici subiti della sua popolazione, tra cui i bombardamenti e l'eccidio delle fosse Ardeatine e per la sua attività nella Resistenza partigiana durante la seconda guerra mondiale.

## Monumenti e luoghi di interesse
(Johann Wolfgang von Goethe, Viaggio in Italia, 1813-1817)
Roma si presenta come il risultato del continuo sovrapporsi di testimonianze architettoniche ed urbanistiche di secoli diversi, in una compenetrazione unica e suggestiva che mostra il complesso rapporto che la città ha sempre instaurato con il proprio passato, in un alternarsi di sviluppi caotici, periodi di decadenza, rinascite e tentativi, in età contemporanea, di ammodernamento del tessuto urbano.
Roma è la città con più monumenti al mondo sia in senso assoluto sia come densità, ovvero in rapporto alla superficie (monumenti per metro quadrato).

### Architetture religiose

#### Chiese e altri luoghi di culto

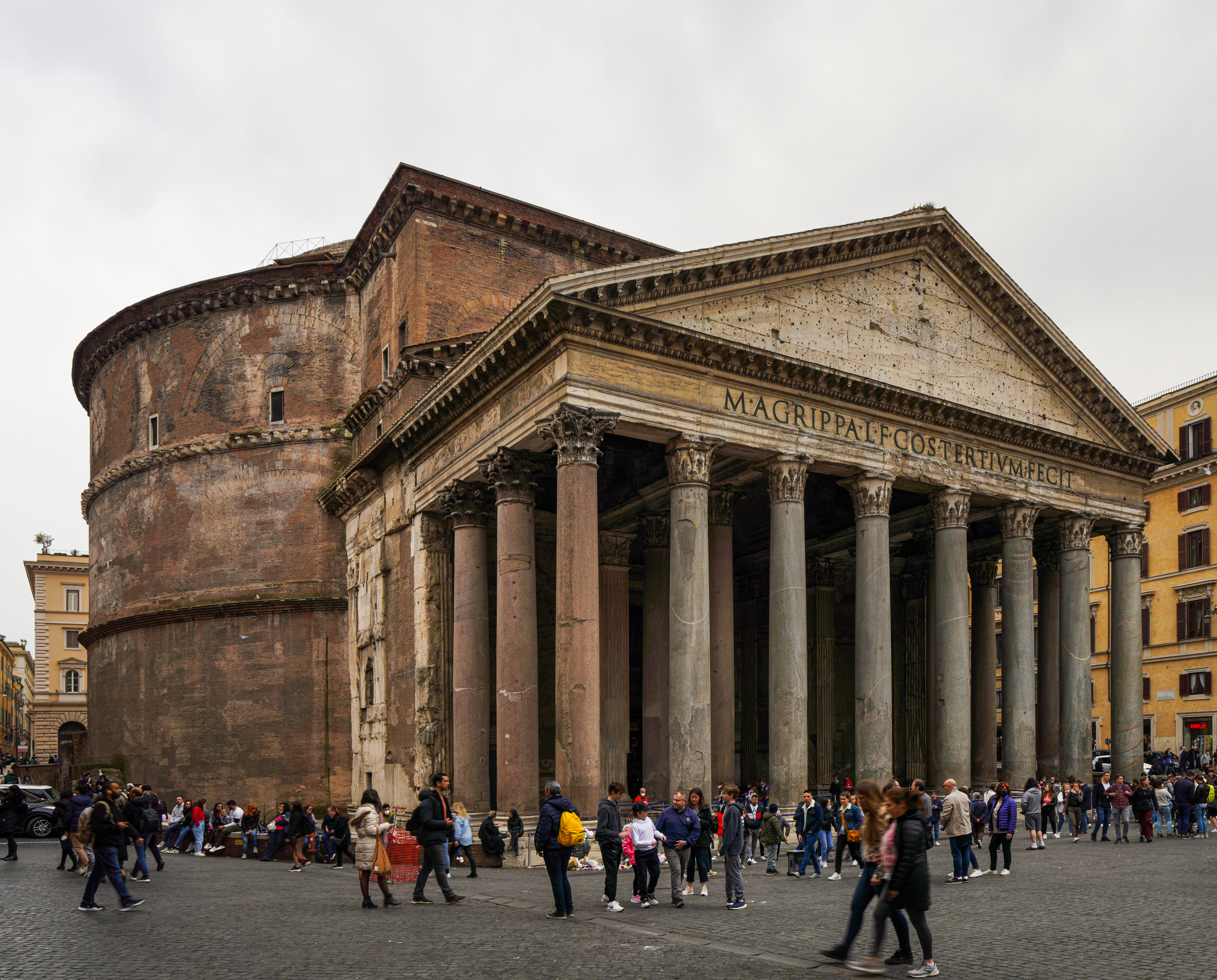
Il Pantheon, Santa Maria ad Martyres
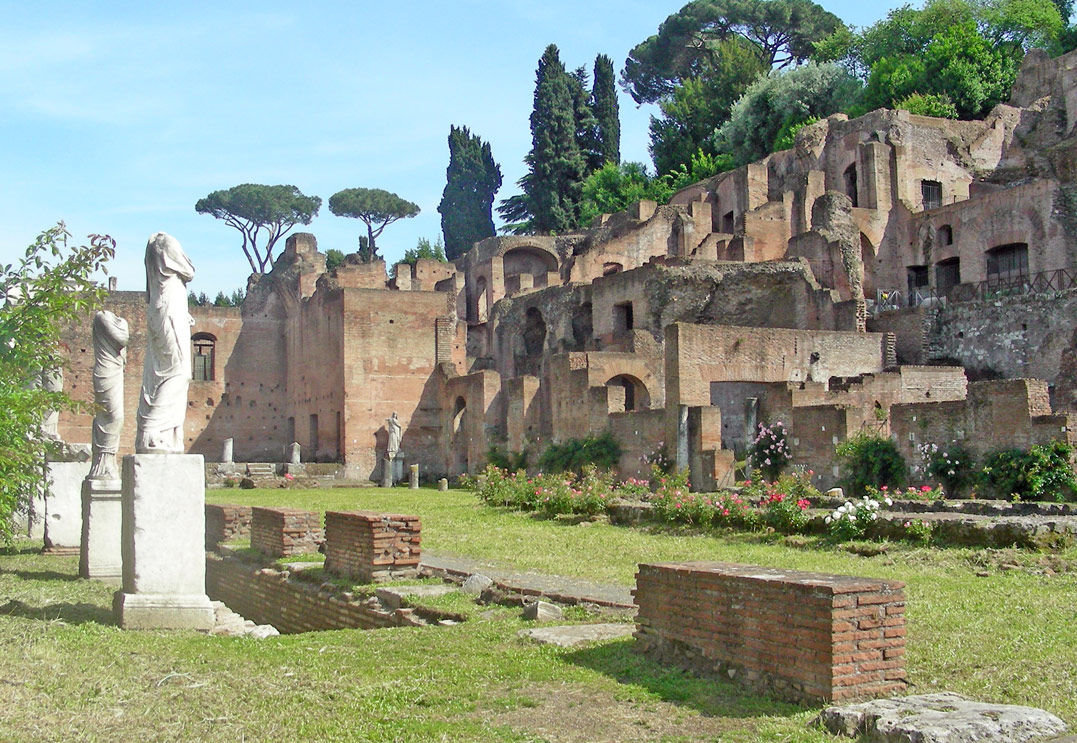
Casa delle Vestali
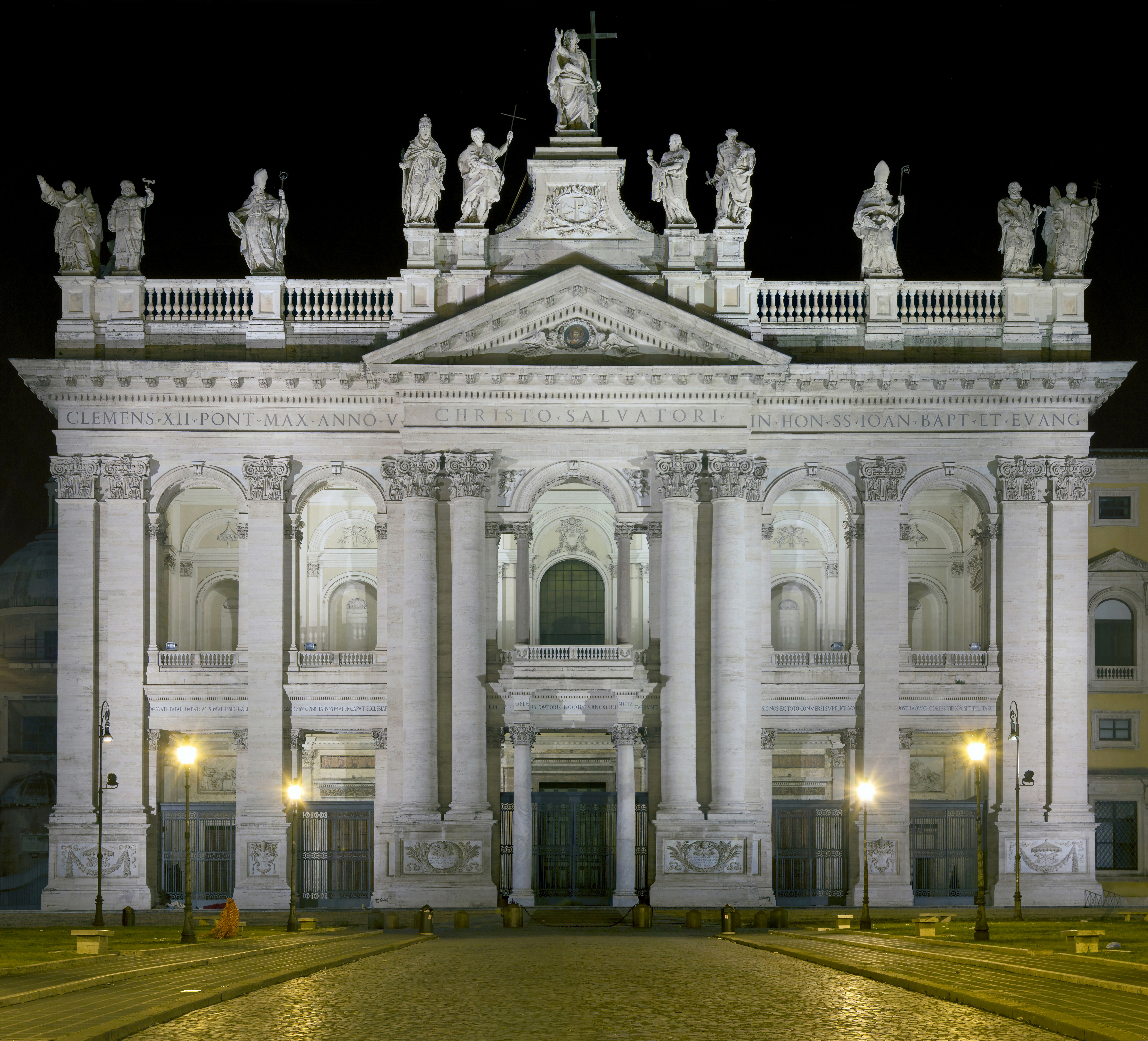
San Giovanni in Laterano, la Cattedrale di Roma
Basilica di San Pietro in Vaticano
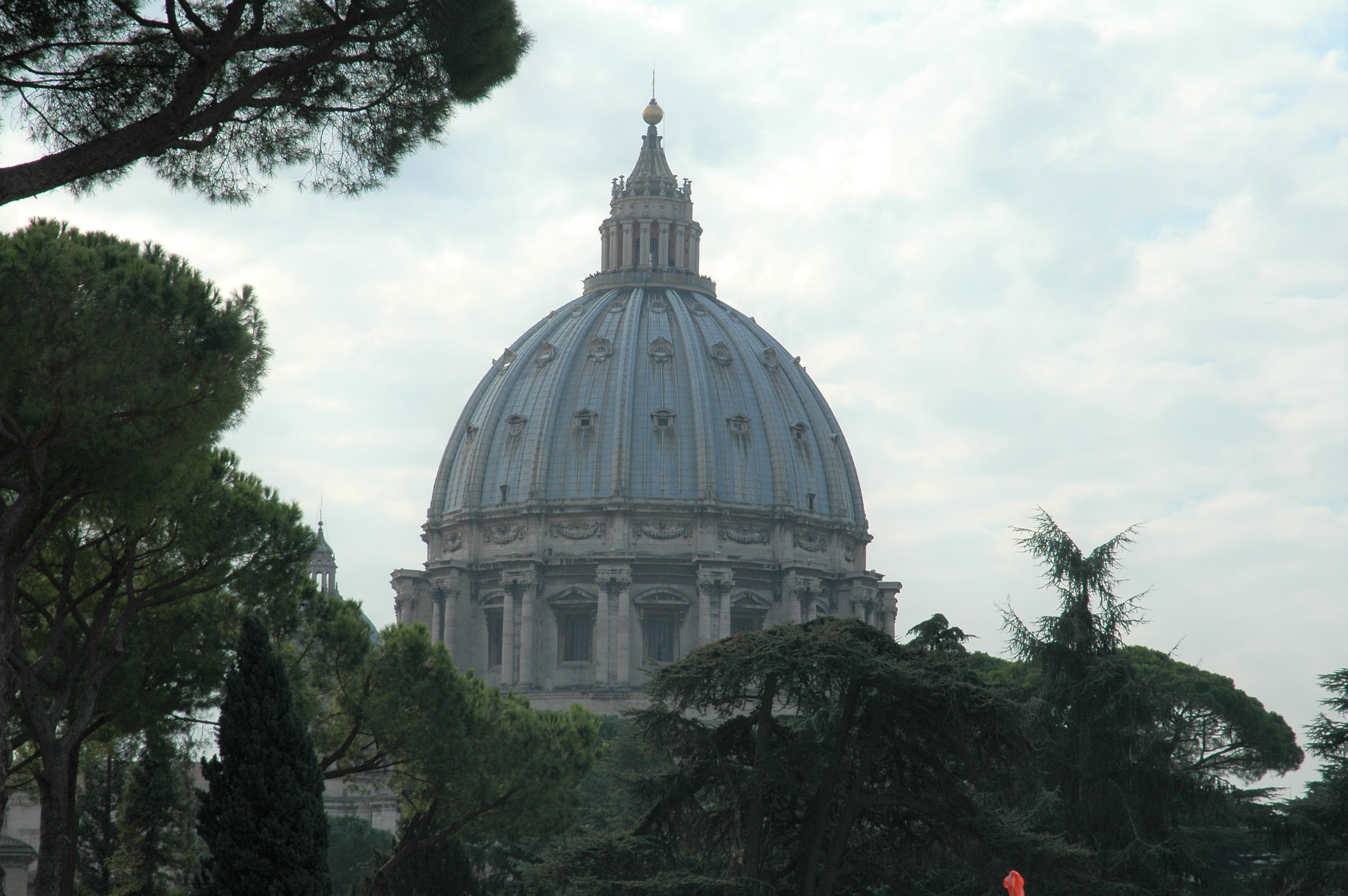
La Cupola di San Pietro vista dai Musei Vaticani
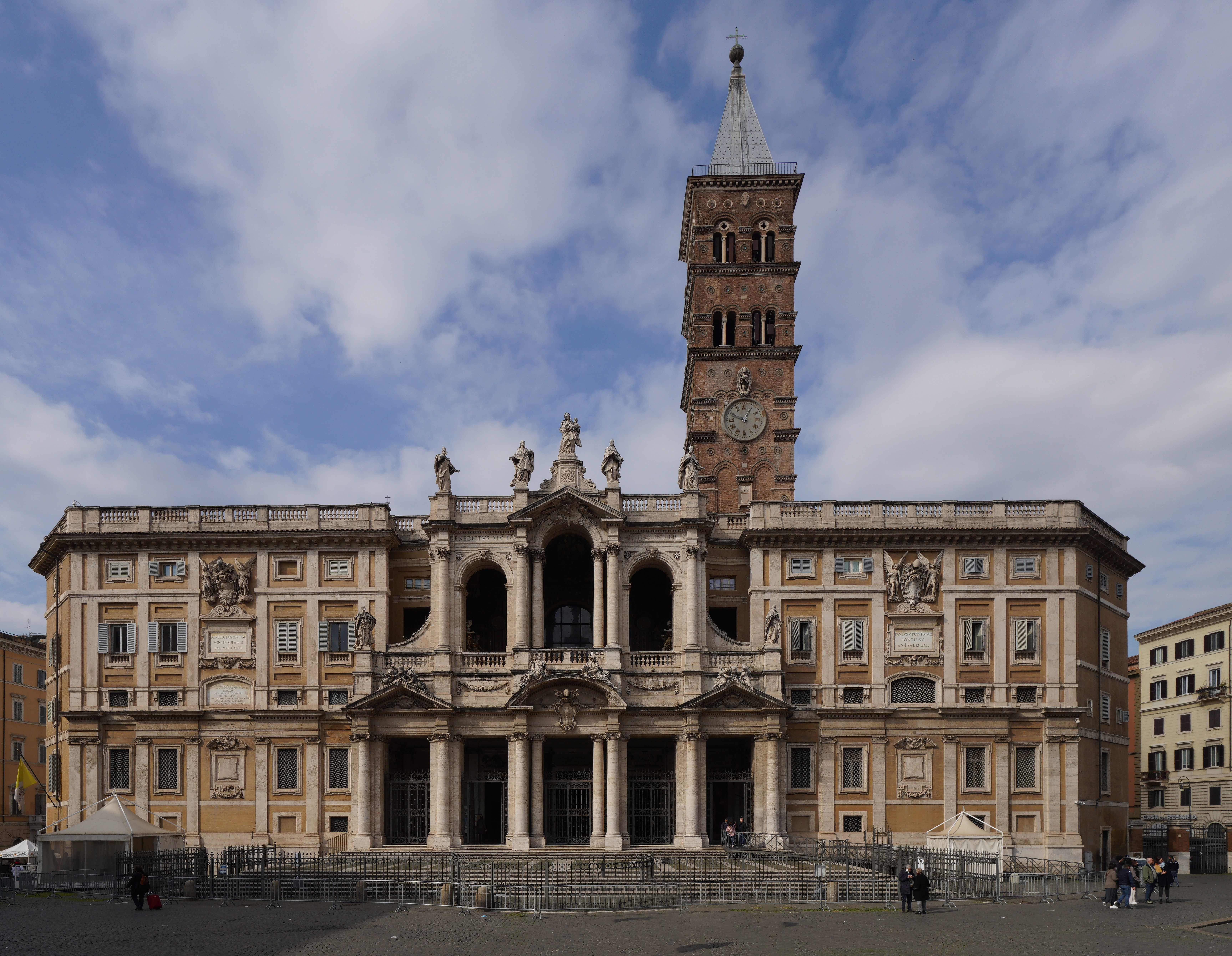
Basilica di Santa Maria Maggiore
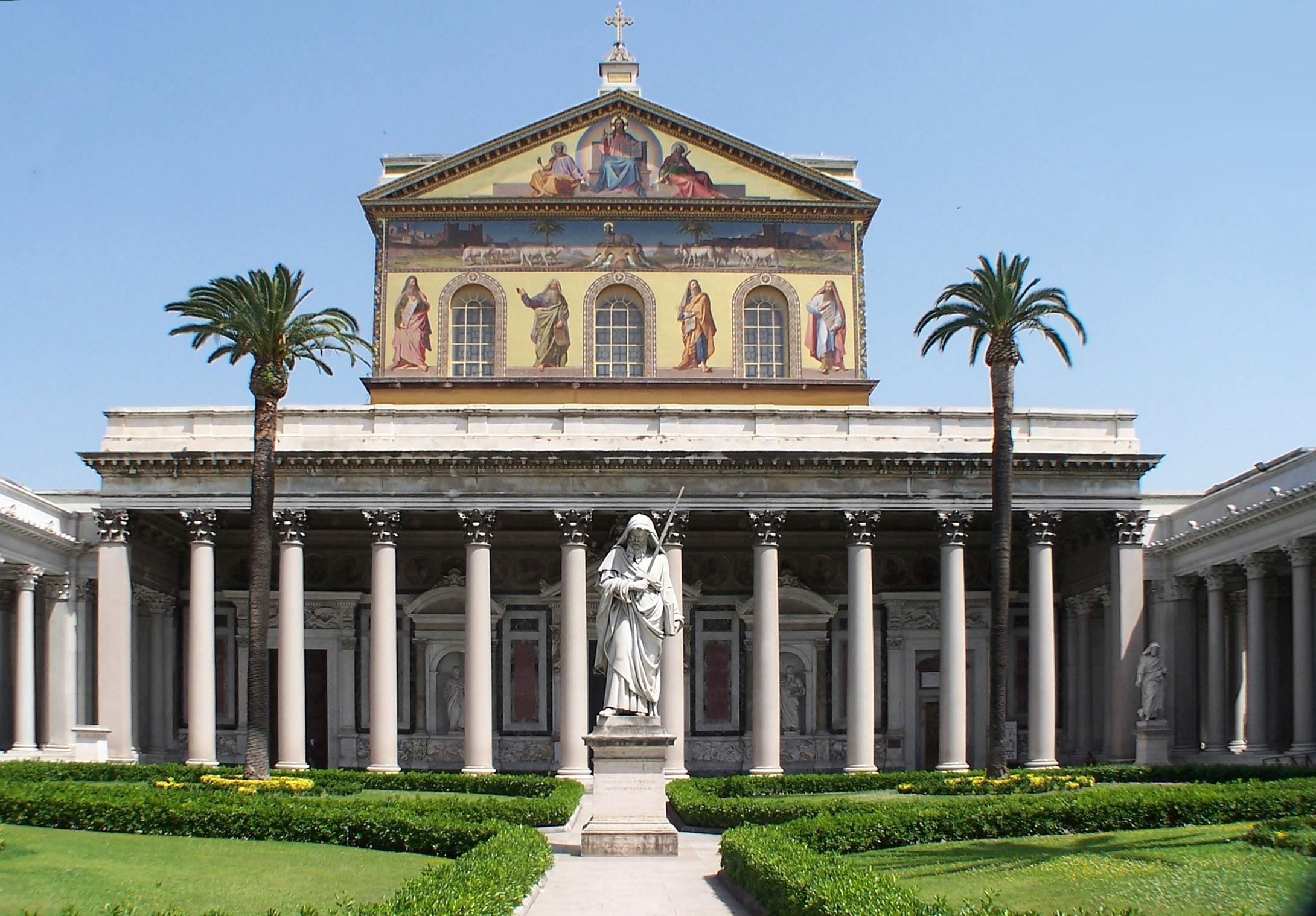
Basilica di San Paolo fuori le mura

Le architetture religiose di Roma costituiscono una parte fondamentale del patrimonio monumentale della città: esse sono il simbolo dell'importanza culturale, sociale ed artistica della componente religiosa nell'intero arco della storia di Roma.
I più importanti edifici sacri dell'antichità furono i templi; essi non erano luoghi di raduno per i fedeli, ma ospitavano unicamente l'immagine cultuale della divinità cui erano dedicati. Si ritiene che in tarda età repubblicana Roma avesse circa un centinaio di templi.
Le chiese cristiane sono diverse centinaia e la loro storia si intreccia con la storia religiosa, sociale ed artistica della città. La cattedrale della diocesi romana è la basilica di San Giovanni in Laterano, una delle quattro basiliche papali maggiori insieme con la basilica di San Pietro in Vaticano, la basilica di San Paolo fuori le mura e la basilica di Santa Maria Maggiore. Le quattro basiliche facevano parte del cosiddetto "giro delle sette chiese" che i pellegrini dovevano compiere a piedi ed in un unico giorno. Le altre tre chiese facenti parte di tale itinerario sono: la basilica di San Lorenzo fuori le mura, la basilica di Santa Croce in Gerusalemme e la basilica di San Sebastiano fuori le mura.
Sebbene la città sia il centro della chiesa cattolica non mancano esempi di luoghi di culto appartenenti ad altre confessioni religiose del cristianesimo come il Tempio valdese di piazza Cavour (valdismo), il Tempio di Roma Italia (Chiesa di Gesù Cristo dei Santi degli Ultimi Giorni), la chiesa di San Teodoro al Palatino (ortodossa), la chiesa di Santa Caterina Martire (ortodossa russa), la chiesa di San Paolo dentro le Mura (anglicana). Roma pertanto può essere considerata come la città con il maggior numero di chiese al mondo. Oltre al cristianesimo la città è un punto di riferimento anche per la comunità islamica, dopo la realizzazione nel quartiere Parioli della più grande moschea d'Europa, che occupa una superficie di 34000 m² e per la comunità ebraica, grazie al Tempio Maggiore di Roma, completato nei primi anni del Novecento nel ghetto ebraico.
Inoltre, Roma ospita numerosi templi buddisti, un tempio taoista e una varietà di templi gentili romani gestiti dall'Associazione Tradizionale Pietas, che ogni anno partecipa alle festività religiose del Natale di Roma.

#### Architetture funerarie
La città è inoltre disseminata di diversi esempi di architetture funerarie tra cui figurano: le antiche catacombe di Roma, in particolar modo quelle cristiane di Priscilla e di San Callisto, i mausolei e le tombe monumentali, che adornavano anche le vie consolari, come ad esempio il mausoleo di Augusto nel Campo Marzio o i sepolcri della via Appia, gli ipogei privati delle grandi famiglie romane, le necropoli, concentrate in particolar modo fuori città e anche rari esempi di piramidi, come la piramide Cestia e la Meta Romuli. A questi monumenti, in particolare dopo il Medioevo, si aggiunsero i moderni cimiteri.
Roma conta in totale undici cimiteri comunali: il cimitero del Verano, il cimitero Flaminio (che con i suoi 140 ettari è il più esteso), il cimitero Laurentino, il cimitero di Ostia Antica, il cimitero di Maccarese, il cimitero di Castel di Guido, il cimitero di Santa Maria del Carmine, il cimitero di Cesano, il cimitero di Isola Farnese, il cimitero di Santa Maria di Galeria e il cimitero di San Vittorino, oltre che il cimitero acattolico e il Rome War Cemetery. A questi si aggiunge anche il cimitero Teutonico, situato nelle adiacenze del confine con Città del Vaticano.

### Architetture civili

Il Colosseo
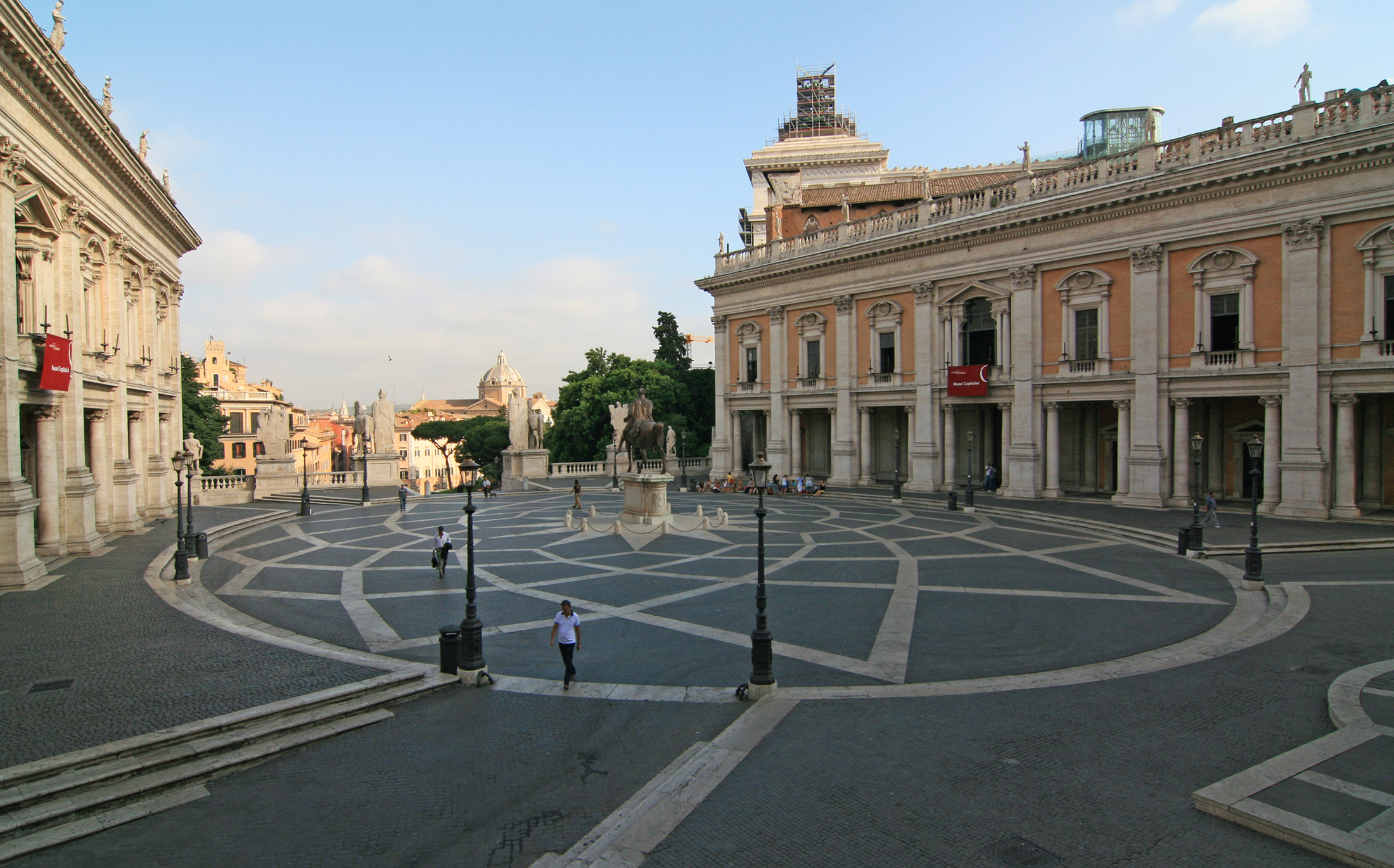
Piazza del Campidoglio
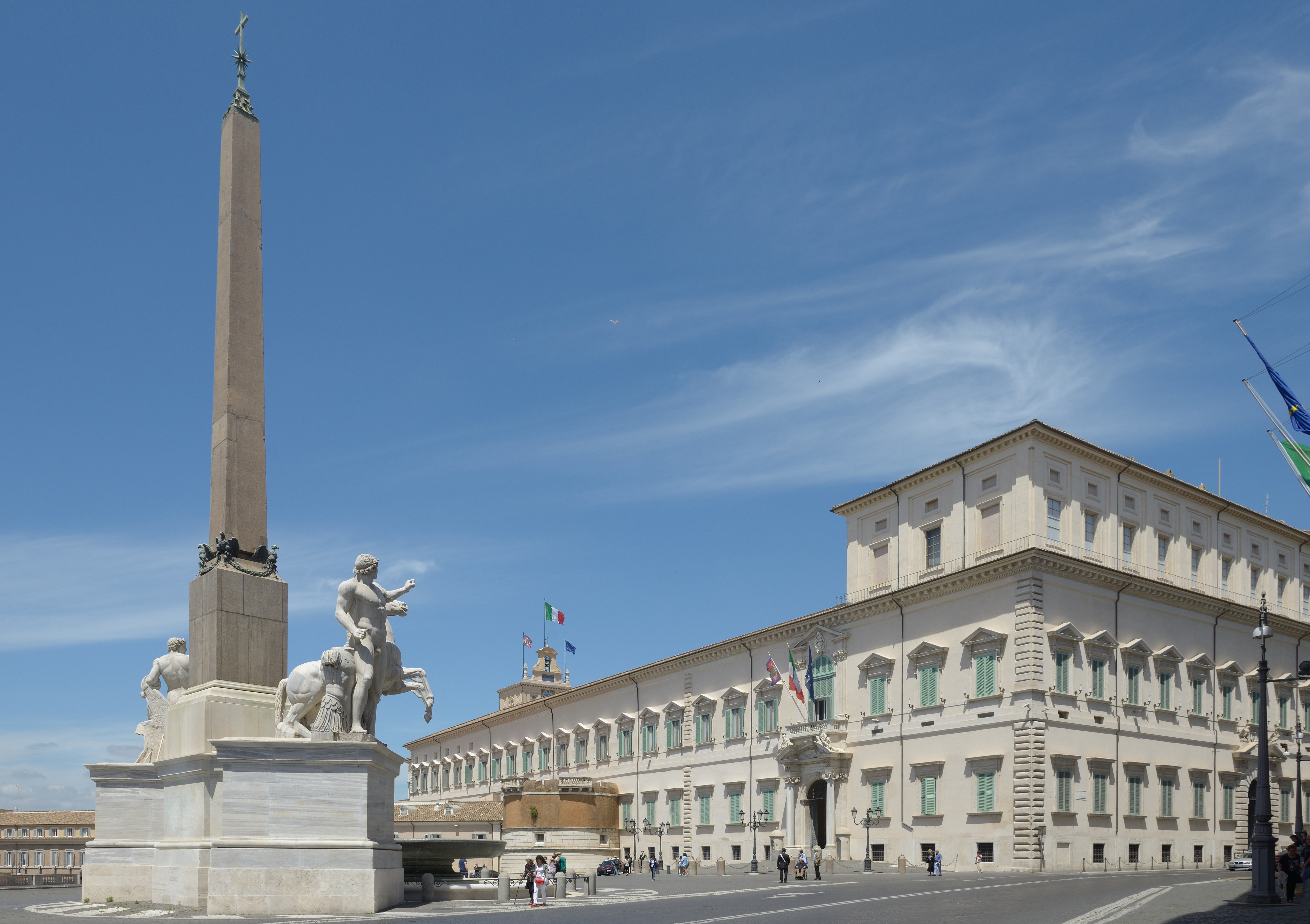
Il Palazzo del Quirinale
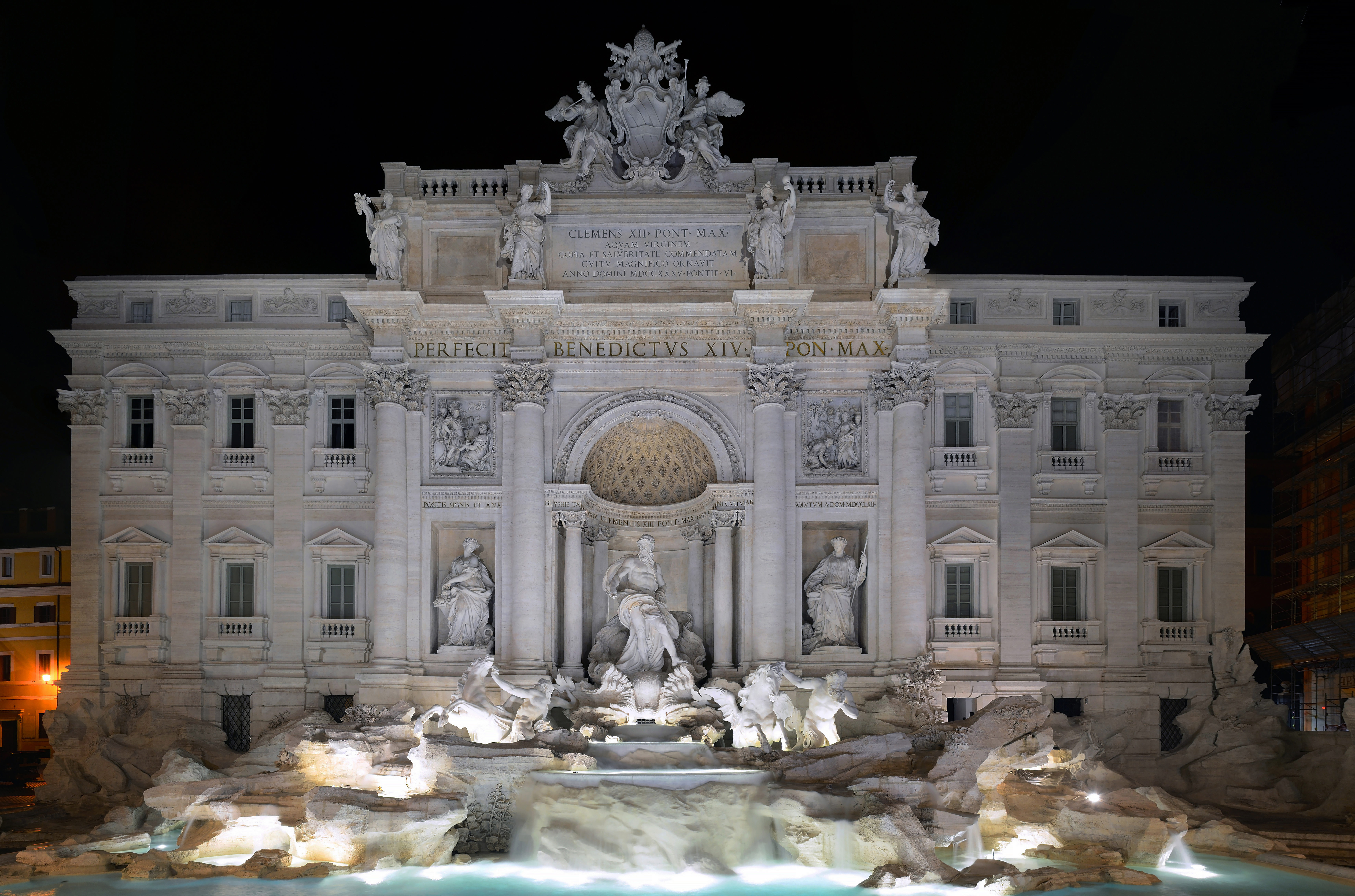
La fontana di Trevi
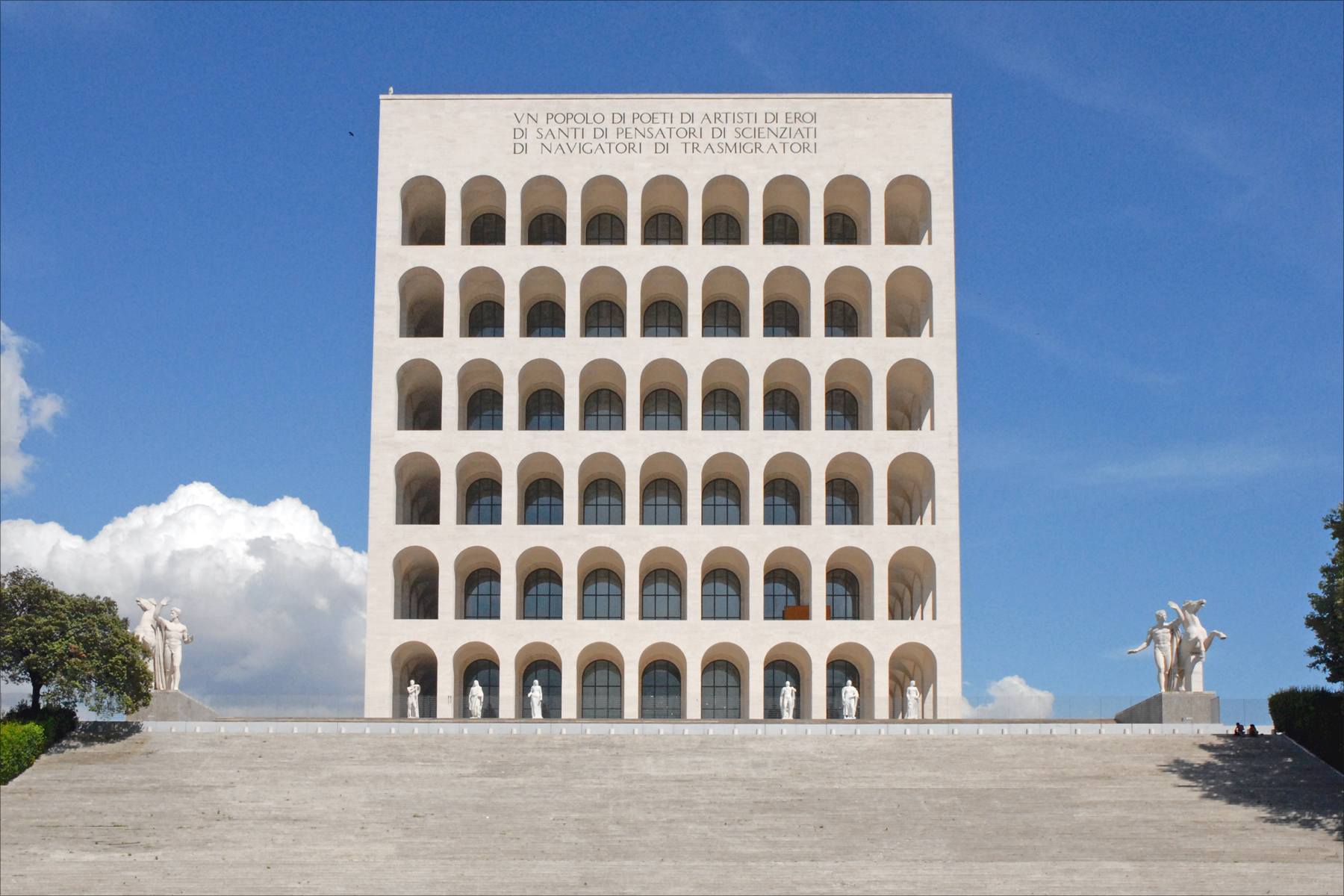
Palazzo della Civiltà Italiana
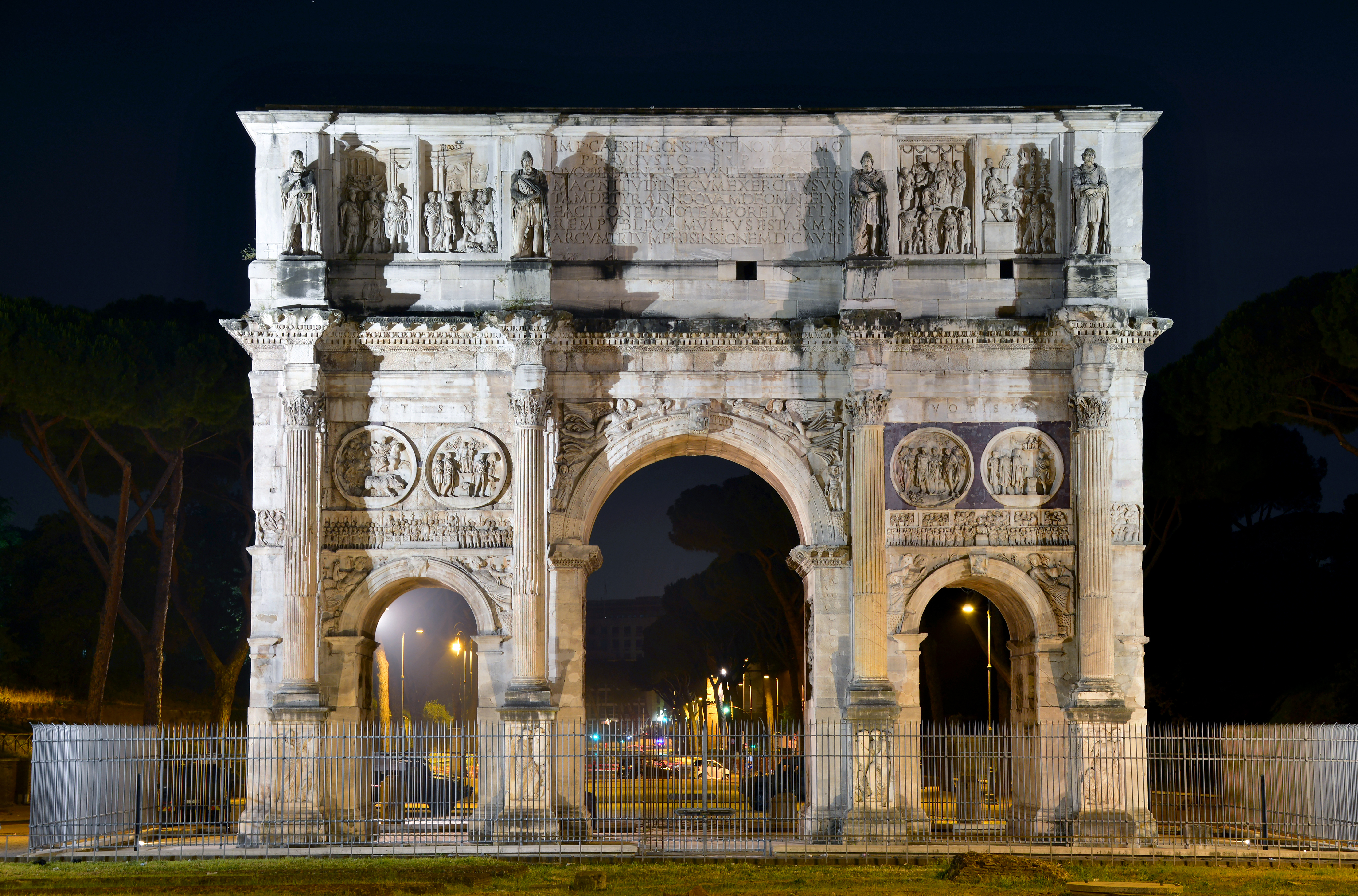
Arco di Costantino
Il Museo dell'Ara Pacis di Richard Meier
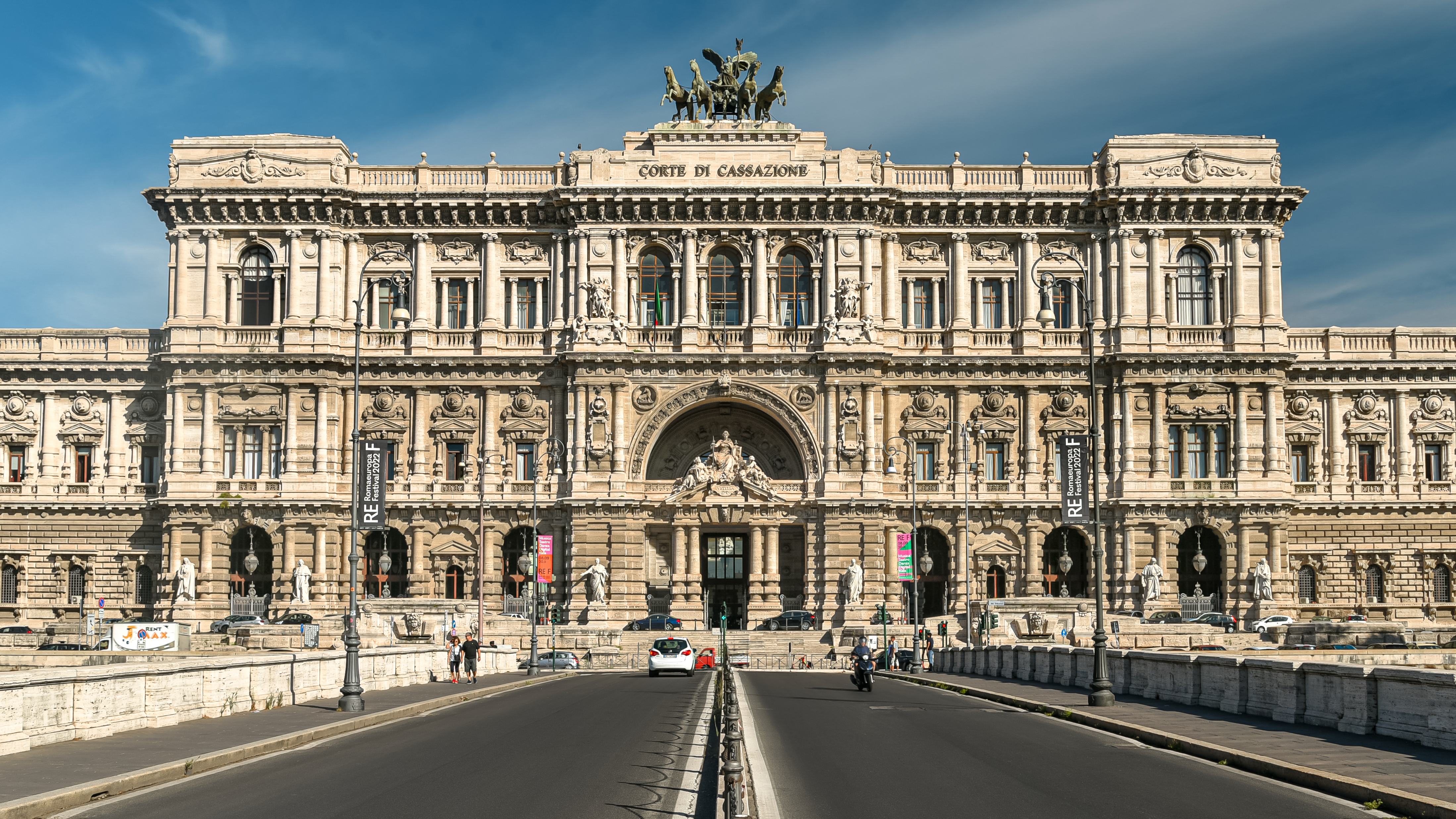
Palazzo di giustizia - Corte Suprema di Cassazione

Le architetture civili di Roma consistono in diverse centinaia di edifici e altri monumenti che accompagnano la storia della città da circa 28 secoli: dall'arx Capitolina e le domus dell'antica Roma ai palazzi signorili dell'età medievale, dalle lussuose ville della Roma pontificia alle costruzioni moderne che caratterizzano l'EUR, come il Palazzo della Civiltà Italiana e i quartieri più recenti, fino alle opere dei più importanti architetti contemporanei realizzate negli ultimi due decenni. Non mancano inoltre esempi di sintesi, ossia casi in cui edifici di epoche precedenti sono stati integrati o trasformati nelle epoche successive, come ad esempio accaduto al Tabularium o a Castel Sant'Angelo.
I palazzi di maggior pregio risalenti all'epoca medievale e all'età moderna sono concentrati nel centro storico della città. Tra di essi figurano: il complesso di piazza del Campidoglio, formato da palazzo Senatorio, municipio e sede di Roma Capitale, palazzo dei Conservatori e palazzo Nuovo, entrambi adibiti a sede dei Musei Capitolini, oltre che le residenze storiche delle grandi famiglie nobiliari nonché di papi e cardinali come palazzo Venezia, palazzo Farnese, palazzo Colonna e palazzo Barberini. Molti di essi, dopo l'annessione di Roma al Regno d'Italia, furono adibiti a sede dei vari organi del governo nazionale. Tra di essi quelli di maggiore importanza sono: il palazzo del Quirinale, sede della Presidenza della Repubblica, palazzo Madama, sede del Senato della Repubblica, palazzo Montecitorio, sede della Camera dei deputati, palazzo Chigi, sede del Governo italiano, palazzo Koch, sede della Banca d'Italia, palazzo Spada, sede del Consiglio di Stato, il palazzo di Giustizia, noto anche come Palazzaccio e sede della Corte suprema di cassazione e il palazzo della Consulta, sede della Corte costituzionale. La città ospita anche le sedi di tutti i ministeri oltre che delle varie ambasciate presso la Repubblica Italiana e gran parte di quelle presso la Santa Sede. Infine a Roma si trovano anche le sedi principali della Regione Lazio e, presso palazzo Valentini, della città metropolitana di Roma Capitale.
Numerose sono anche le ville e giardini, un tempo dimore nobiliari, a partire dagli horti urbani, di proprietà dei personaggi di spicco della Roma antica, fino alle grandi ville sorte in età moderna tra cui le principali sono: villa Doria Pamphilj, villa Borghese, villa Ada, villa Giulia, villa Chigi, villa Albani e villa Torlonia.
Nel corso della sua plurisecolare storia, Roma è stata sede di centinaia di teatri (il più antico in muratura era il teatro di Pompeo e si possono menzionare tra gli altri il teatro di Marcello e quello di Ostia) ed altri edifici ludici, come i circhi (il più celebre dei quali è il Circo Massimo, capace di ospitare circa 250 000 spettatori) e gli anfiteatri (tra cui è degno di nota il Colosseo, divenuto simbolo della città e dell'anfiteatro stesso).
Roma, inoltre, è ricca di fontane e di acquedotti: tra le fontane monumentali, la maggior parte delle quali sono state fatte costruire dai papi all'inizio dell'età moderna, vi sono la fontana di Trevi, la fontana dell'Acqua Felice (o del Mosè), le Quattro Fontane, la fontana della Barcaccia, le tre fontane di piazza Navona (Quattro Fiumi, Moro e Nettuno), la fontana delle Tartarughe, la fontana del Tritone, la fontana dell'Acqua Paola e la fontana delle Naiadi.
Gli acquedotti furono costruiti in età antica: la loro lunghezza complessiva arrivò a misurare circa 350 km; nel Medioevo e in età moderna i papi li fecero restaurare e ne fecero costruire altri; gli ultimi risalgono al Novecento e furono realizzati per le accresciute esigenze idriche della città. I principali acquedotti di Roma sono: l'acquedotto Felice, l'acquedotto dell'Acqua Paola, l'Acqua Pia Antica Marcia, l'acquedotto del Peschiera-Capore e l'acquedotto Appio-Alessandrino.
Caratterizzano il centro cittadino anche alcuni archi trionfali antichi (arco di Tito, arco di Settimio Severo, arco di Costantino) e i resti di diverse terme, uno dei principali luoghi di ritrovo durante l'antichità (tra cui le terme di Caracalla, le terme di Diocleziano e le terme di Tito).
Il Tevere e l'Aniene, i fiumi che attraversano la città, sono scavalcati da più di una trentina di ponti: nell'area urbana, ventotto attraversano il Tevere (tra cui gli antichi ponte Milvio, ponte Sant'Angelo, ponte Sisto e ponte Fabricio), mentre cinque sono stati costruiti per l'attraversamento dell'Aniene, tra cui il ponte Nomentano.
Tra le architetture contemporanee si possono annoverare: l'Auditorium Parco della Musica di Renzo Piano, il MAXXI di Zaha Hadid, il Museo di arte contemporanea di Odile Decq, il Museo dell'Ara Pacis e la chiesa di Dio Padre Misericordioso di Richard Meier, il Roma Convention Center "La Nuvola" di Massimiliano Fuksas.

### Architetture militari

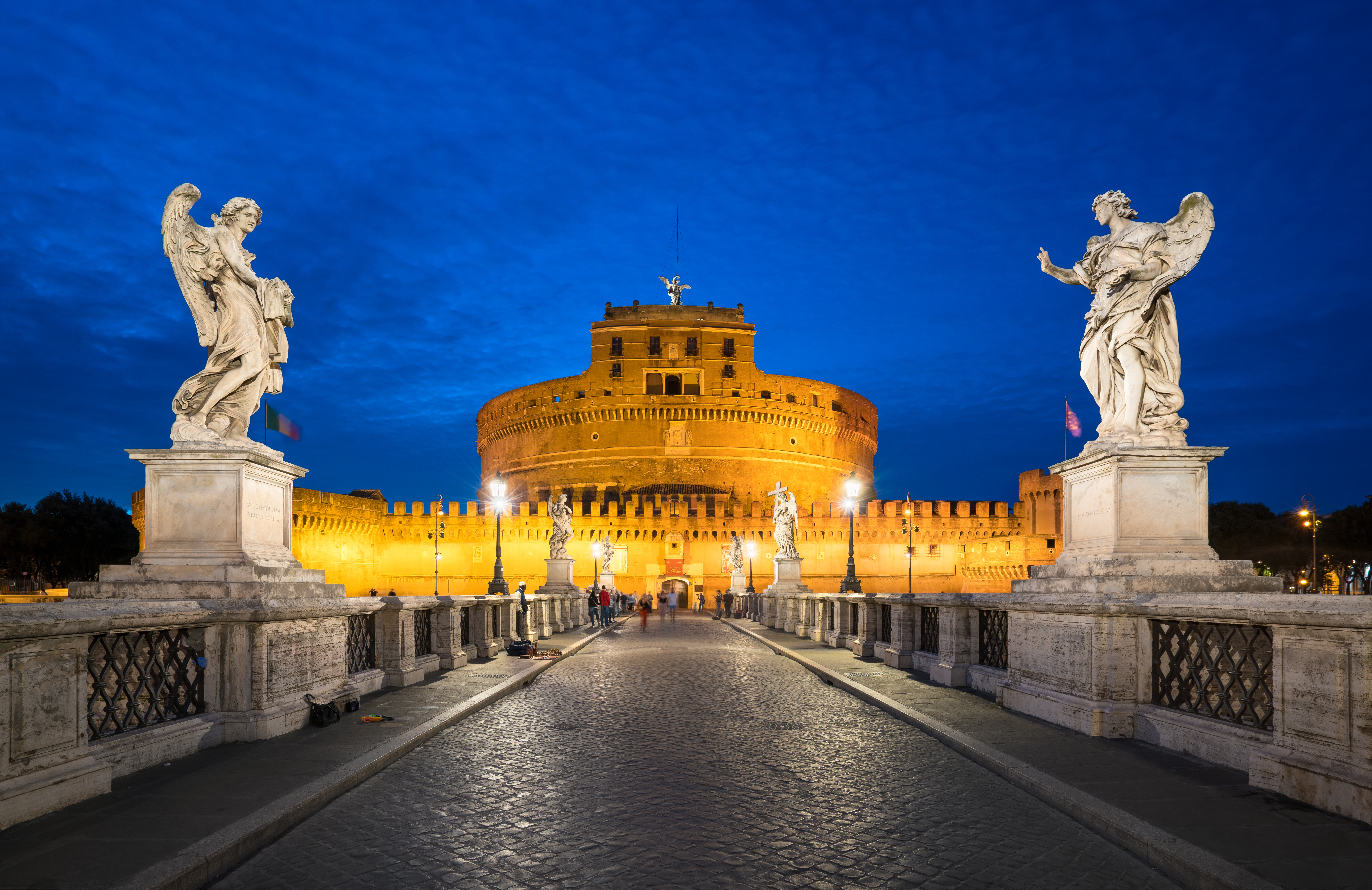
Il ponte Sant'Angelo, che conduce all'omonimo castello
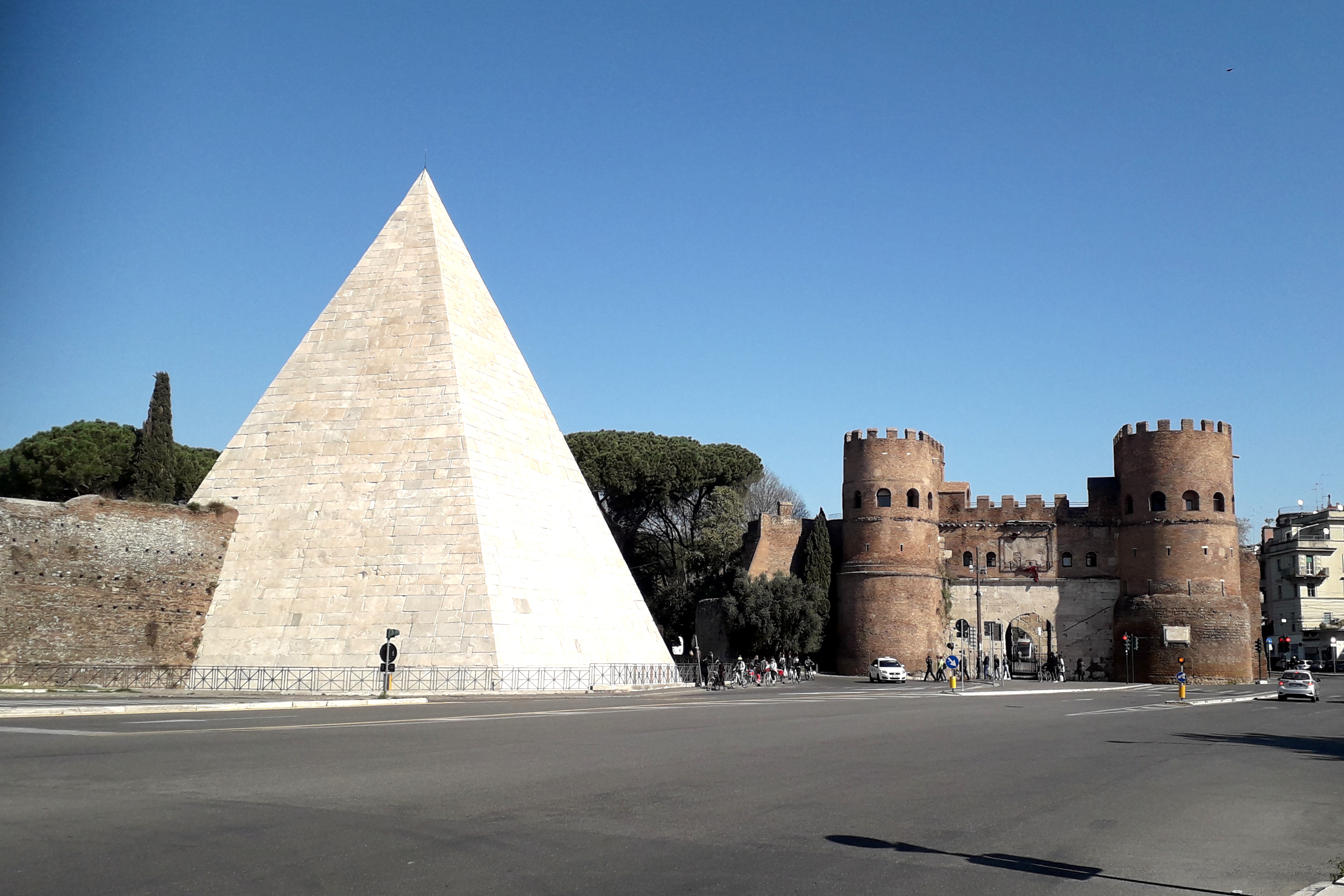
La Piramide Cestia e Porta San Paolo
Porta Maggiore

Le architetture militari di Roma risalgono alle origini mitiche della città, quando Romolo avrebbe innalzato le mura della Roma quadrata, per segnare il confine sacro dell'urbs, ribattezzato pomerio, e ricoprirono un ruolo rilevante nell'intero arco della storia dell'Urbe, determinandone lo sviluppo e la difesa.
Nel corso della sua storia furono eretti cinque distinti sistemi difensivi: dopo le mura romulee, quelle serviane (poi ricostruite in epoca repubblicana), aureliane, leonine (medievali, intorno al Vaticano e a Borgo) e gianicolensi (seicentesche, intorno a Trastevere e al Gianicolo). La principale cerchia muraria della città, fatta costruire dall'imperatore Aureliano, è ancora in gran parte esistente e delimita il suo centro storico; in origine lunga circa 19 km con diciotto porte, la maggior parte delle quali si apriva su una via consolare: tra le più imponenti ancora oggi, le attuali porta Maggiore, porta San Sebastiano e porta San Paolo. Roma è l'unica capitale europea ad avere conservato quasi interamente il circuito delle sue mura.
Altra immagine caratteristica della Roma medievale e dell'Agro romano, erano le torri e i castelli, spesso costruiti su rovine antiche, dimore delle potenti famiglie baronali che spadroneggiavano in città tra il X e il XIV secolo. Gregorovius affermò che nel Medioevo Roma contasse circa 900 torri, la maggior parte di esse abbattuta nella seconda metà del Duecento per volere del senatore ghibellino Brancaleone degli Andalò; ne rimangono ancora oggi circa 50, tra cui nel centro storico: torre delle Milizie, torre Argentina, torre Caetani, torre dei Capocci, torre dei Conti, tor Sanguigna e torre della Moletta, e fuori dal centro villa Gordiani, torre di Centocelle, Torpignattara e tor Tre Teste. Ad esse si aggiungono alcune torri costiere del Lazio, di cui due nella frazione litoranea di Ostia, ossia tor Boacciana e tor San Michele, ed altre, ormai distrutte, nei comuni circostanti, come torre Clementina (Fiumicino) e torre del Vajanico (Pomezia).
Tra i castelli rimangono invece Castel Sant'Angelo, costruito dai papi a controllo della città sulla riva destra del Tevere, il mausoleo di Cecilia Metella sull'Appia antica, la Rocca di Ostia a Ostia Antica, il castello della Cecchignola, il castello della Magliana, il castello di Isola Farnese, il castello di Corcolle, il casal de' Pazzi, il castello di Lunghezza, il castello di Porcareccia, il castello di Torrenova.
Dopo l'unità d'Italia la città venne protetta con un campo trincerato composto da quindici forti e quattro batterie che formavano un anello di circa 40 km intorno all'abitato.

### Vie e piazze

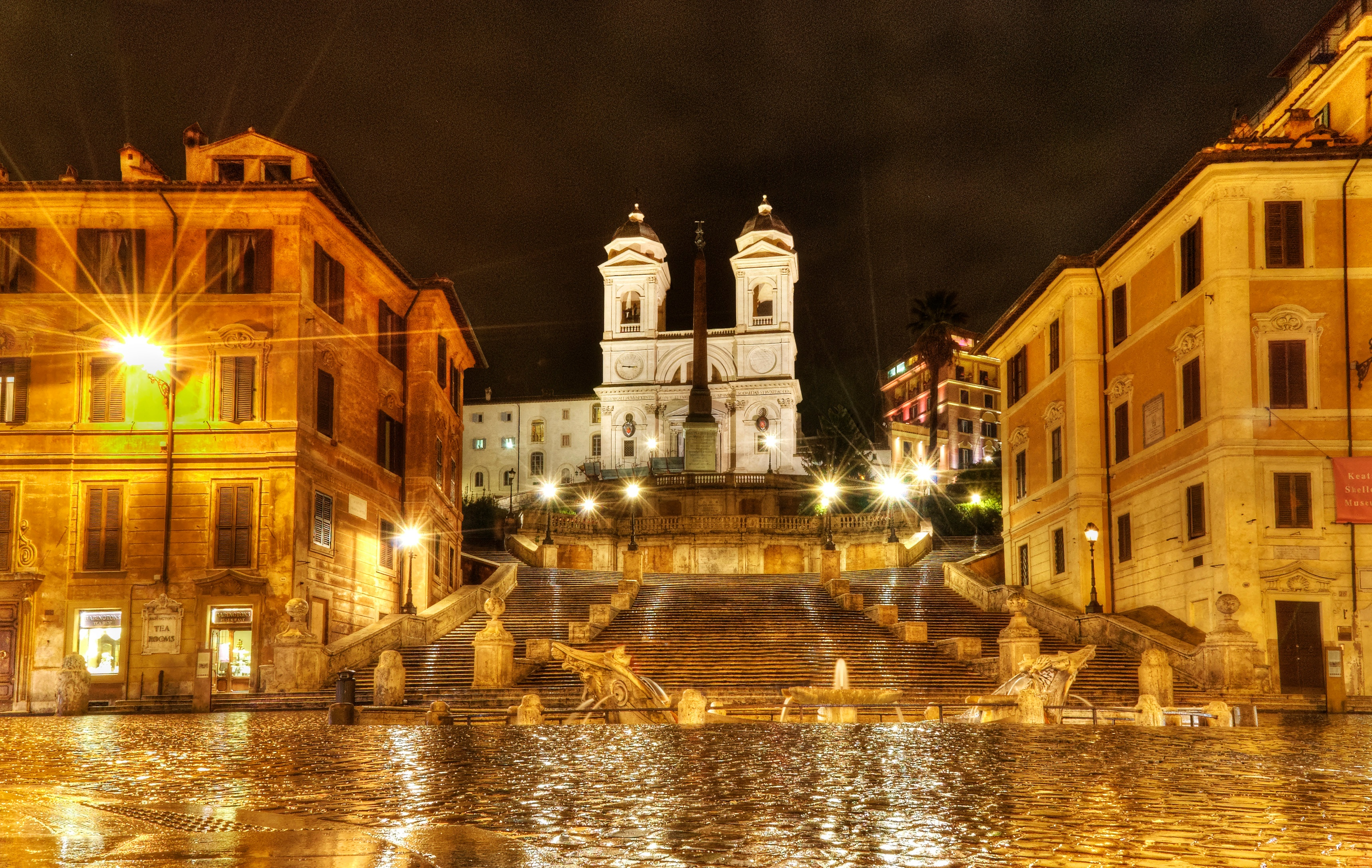
Piazza di Spagna
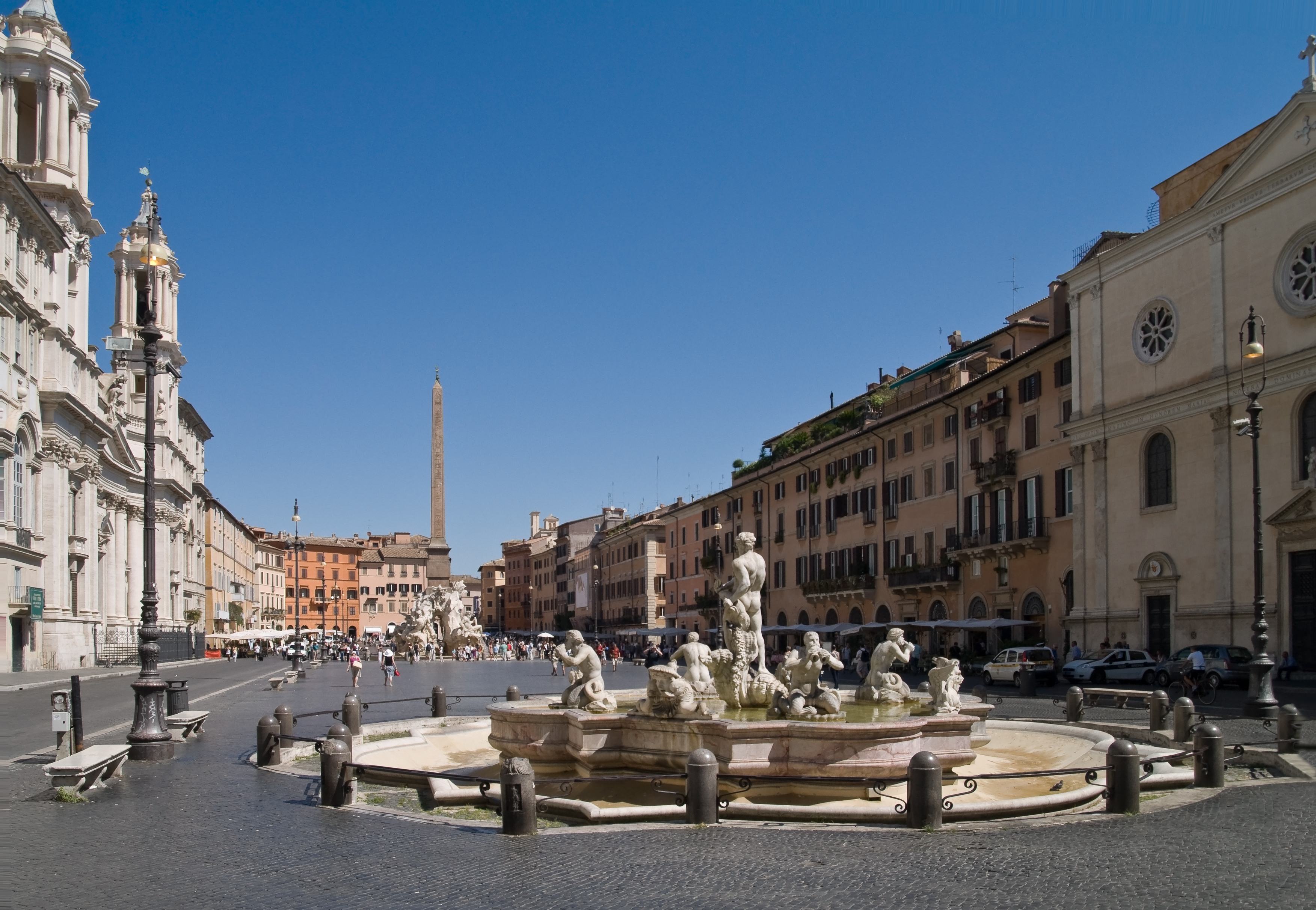
Piazza Navona
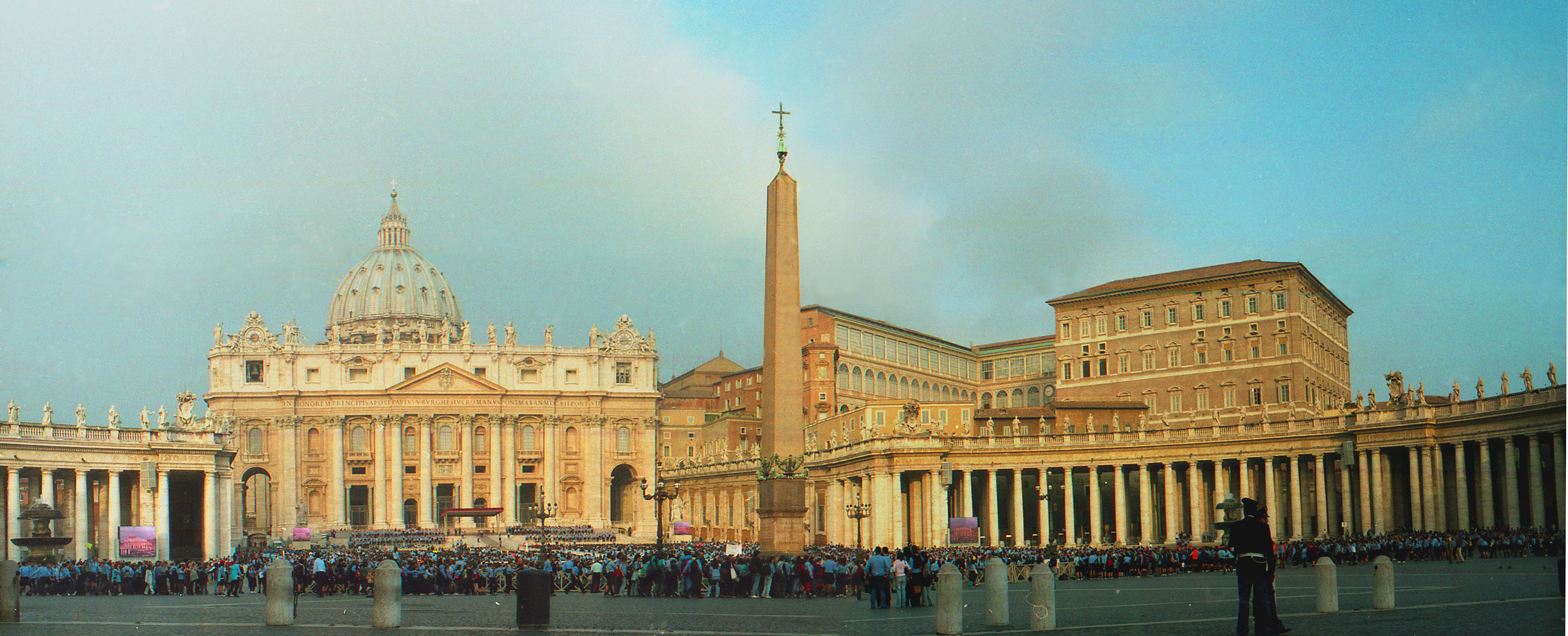
Piazza San Pietro e il colonnato del Bernini
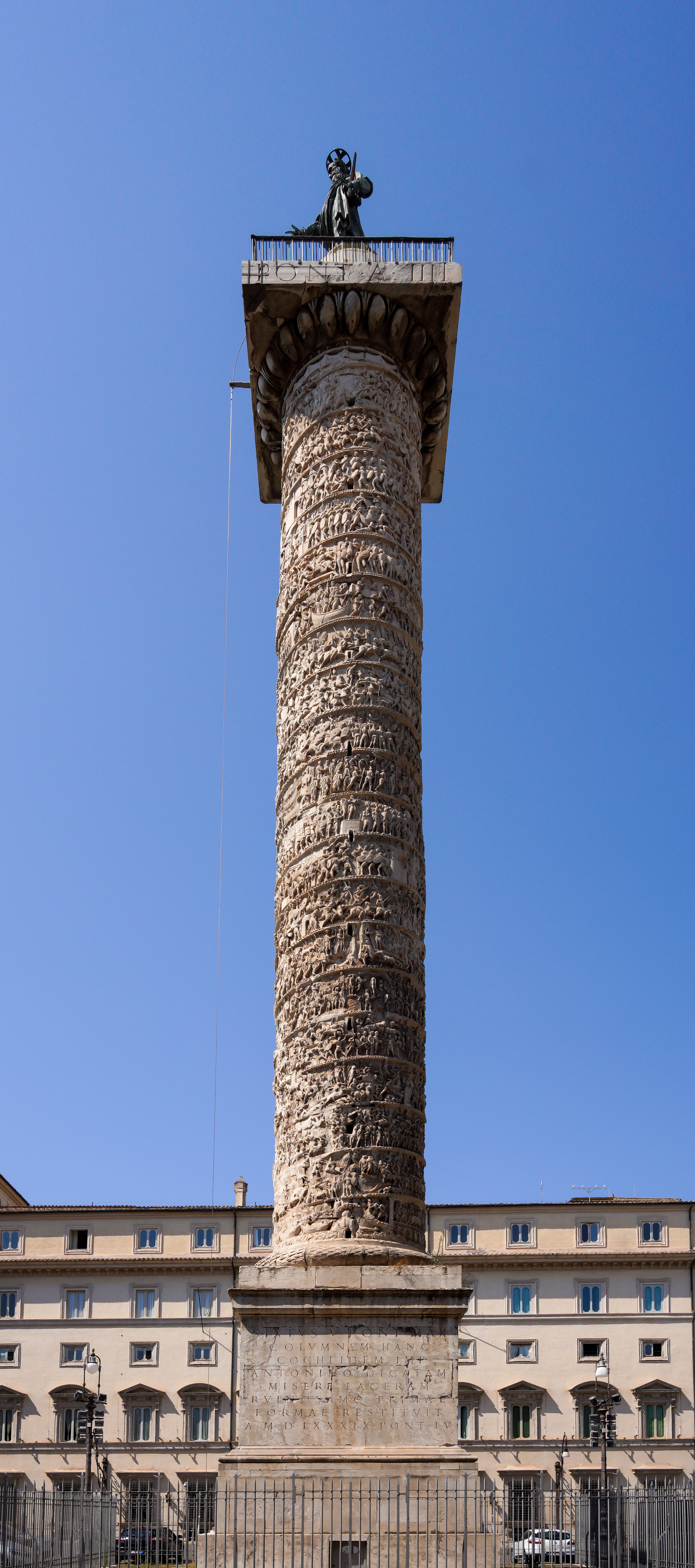
Colonna di Marco Aurelio, Piazza Colonna
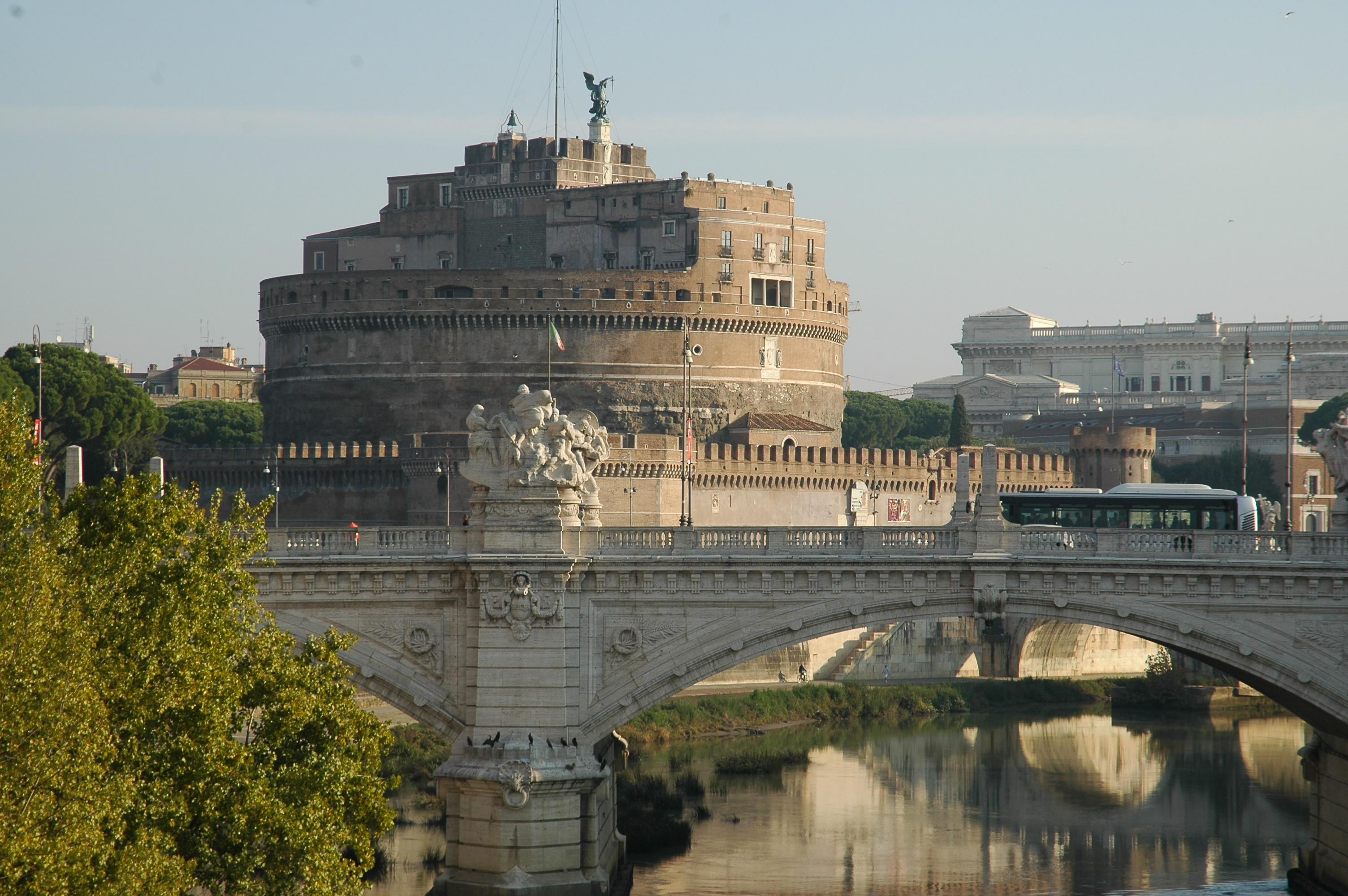
Castel Sant'Angelo
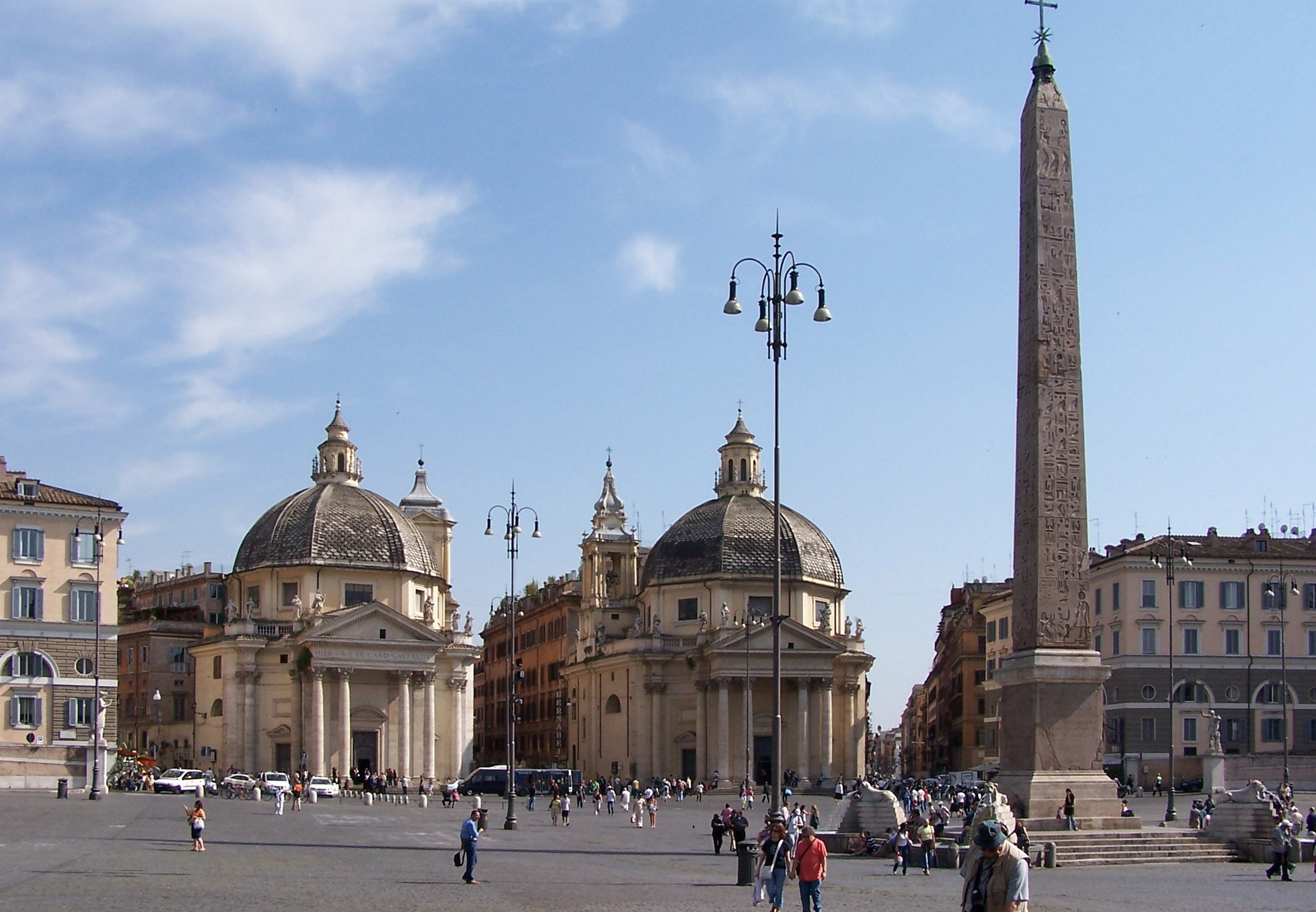
Piazza del Popolo
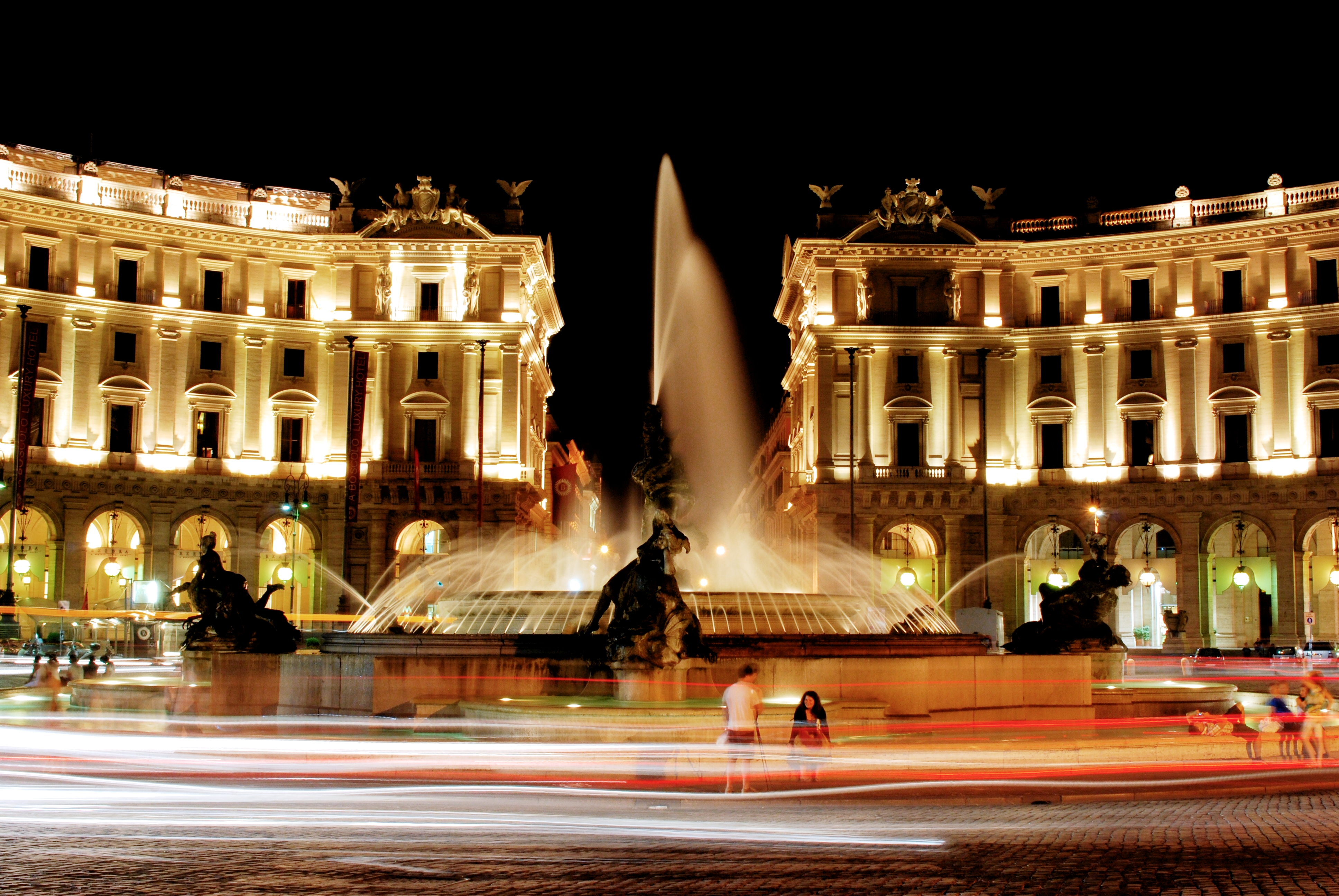
Piazza della Repubblica di sera

Le principali piazze di Roma, nate durante il Rinascimento o il periodo barocco, tendono a testimoniare la capacità creativa di un ideale di vita armonioso tra esaltazione umanistica e concezione soprannaturale. Tra le più celebri piazze romane, vi sono piazza di Spagna, piazza Navona, Piazza del Popolo, piazza della Repubblica, piazza Venezia, piazza Colonna, piazza Farnese, largo di Torre Argentina, Campo de' Fiori e piazza San Pietro.
Tra le principali vie del centro cittadino, via del Corso, via del Babuino e via di Ripetta, che formano il Tridente; via dei Fori Imperiali, già via dell'Impero; via Vittorio Veneto, resa celebre negli anni sessanta; via dei Condotti, la principale via dello shopping; via Margutta, la via degli artisti; via Nazionale, realizzata dopo l'unità; via della Conciliazione, che collega lo Stato italiano con la Città del Vaticano.
Roma è la città che conserva il maggior numero di obelischi: molti risalgono all'età imperiale, quando gli obelischi venivano trasportati direttamente dall'Egitto; altri furono realizzati dai Romani, che usarono lo stesso granito degli Egizi. La maggior parte di essi è stata fatta restaurare dal papa Sisto V.
Fin dall'antichità, strade, piazze ed edifici di Roma sono ornati da statue di vario genere (equestri, statue in piedi, statue sedute, busti). Anticamente ad esse era attribuito quasi un potere mistico, in grado di proteggere il popolo romano e rappresentare il consesso degli dei. Particolari e caratteristiche sono le sei statue parlanti (tra cui Pasquino e la statua del Babuino), attraverso le quali il popolo, in modo satirico e pungente, esprimeva il proprio malumore nei confronti di chi deteneva il potere in città.
A Roma, nel corso dei secoli, sono state erette numerose colonne, a scopo commemorativo; tra le quattordici ancora esistenti vi sono la colonna di Marco Aurelio e la colonna Traiana. Tra i principali colonnati della città, il più noto è probabilmente quello realizzato da Bernini nel Seicento.

### Siti archeologici
Per la sua vastità di siti e reperti archeologici, Roma è un vero museo a cielo aperto.
La culla della storia di Roma è il Palatino, sotto il quale si trovano il Foro Romano, i Fori Imperiali e i Mercati di Traiano, i centri della vita politica, economica, religiosa e sociale del mondo antico.
A non molta distanza si trova il Colosseo, il monumento simbolo dell'antica Roma; sul vicino colle Oppio si trovano i resti della Domus Aurea, la casa d'oro di Nerone.
Procedendo da piazza Venezia verso il Tevere si trovano la Crypta Balbi (parte dell'antico teatro di Balbo), il Foro Boario, il teatro di Marcello con i templi dell'area di Sant'Omobono e del Foro Olitorio, l'area sacra di largo di Torre Argentina (nei cui pressi fu ucciso Giulio Cesare).
Altri siti archeologici presenti in città sono la basilica sotterranea di Porta Maggiore, le terme di Caracalla, le terme di Diocleziano, le terme di Tito, il mitreo di San Clemente, l'auditorium di Mecenate, lo stadio di Domiziano, i resti del Ludus Magnus, l'ateneo di Adriano e le case romane del Celio (sottostanti la Basilica dei Santi Giovanni e Paolo).
Fuori dal centro abitato si trovano gli scavi di Ostia; il mausoleo di Cecilia Metella, l'adiacente villa di Massenzio, il Castrum Caetani, il sepolcro degli Scipioni e la villa dei Quintili sull'Appia Antica; il parco delle Tombe della via Latina, la villa di Livia a Prima Porta; l'area archeologica di Veio con il santuario etrusco dell'Apollo.

### Aree naturali

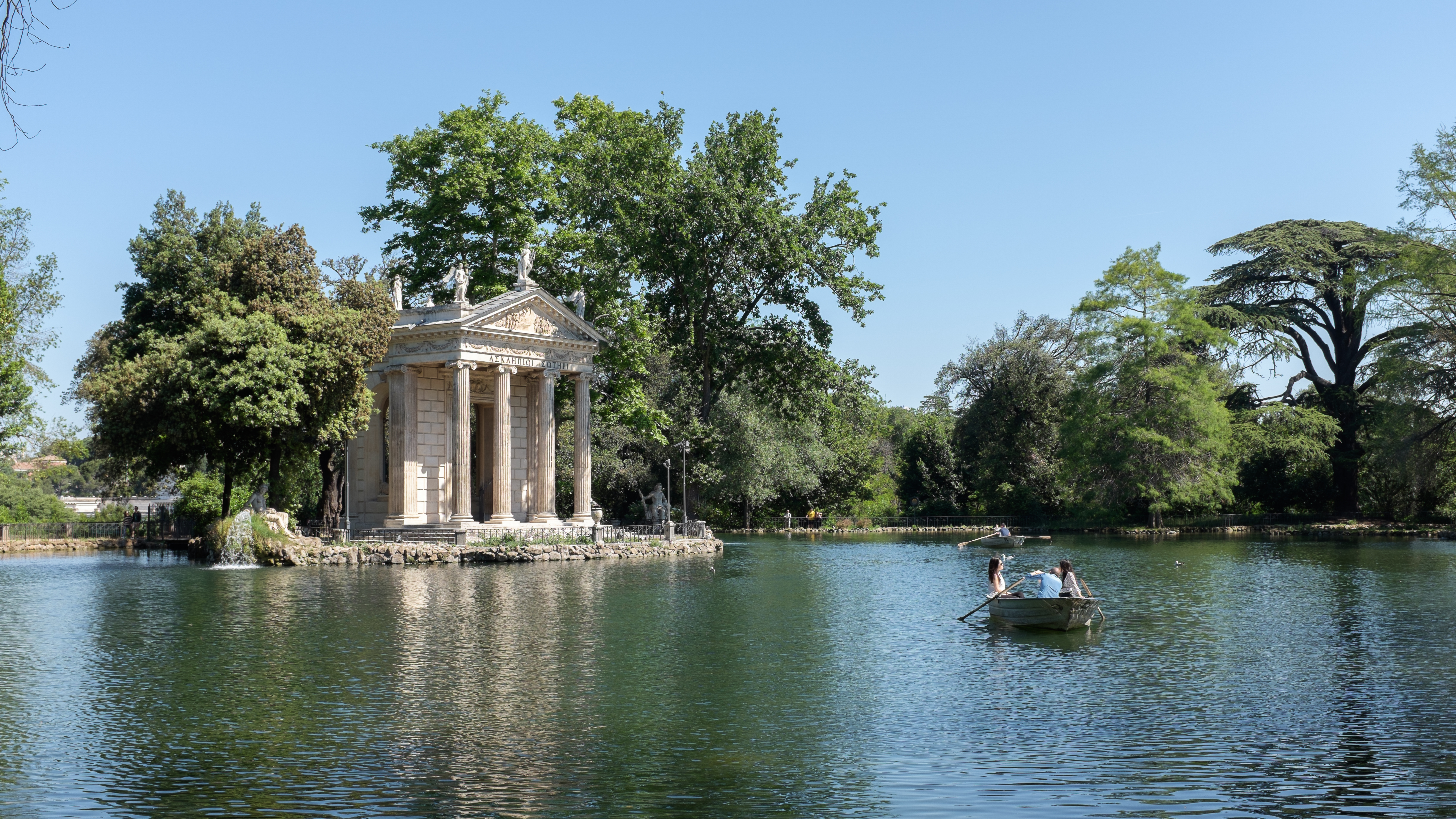
Lago e tempietto di Esculapio nei giardini di Villa Borghese

L'insieme delle aree verdi libere copre una superficie complessiva di 86000 ha, il 67% dei 128500 ha di Roma Capitale che ne fa la città europea più verde in termini assoluti. Tra questi si segnalano le aree naturali protette, il cui habitat è particolarmente ricco di specie vegetali e animali, comprendenti diciannove parchi terrestri e uno marino, le secche di Tor Paterno.
Le aree protette sono una realtà recente, cominciata con l'istituzione del Parco regionale urbano del Pineto nel 1987 e di quello del Parco regionale Appia antica l'anno successivo; nel 1997 nacque l'ente regionale RomaNatura, che ampliò notevolmente il numero di zone protette, aggiungendone ben quattordici.

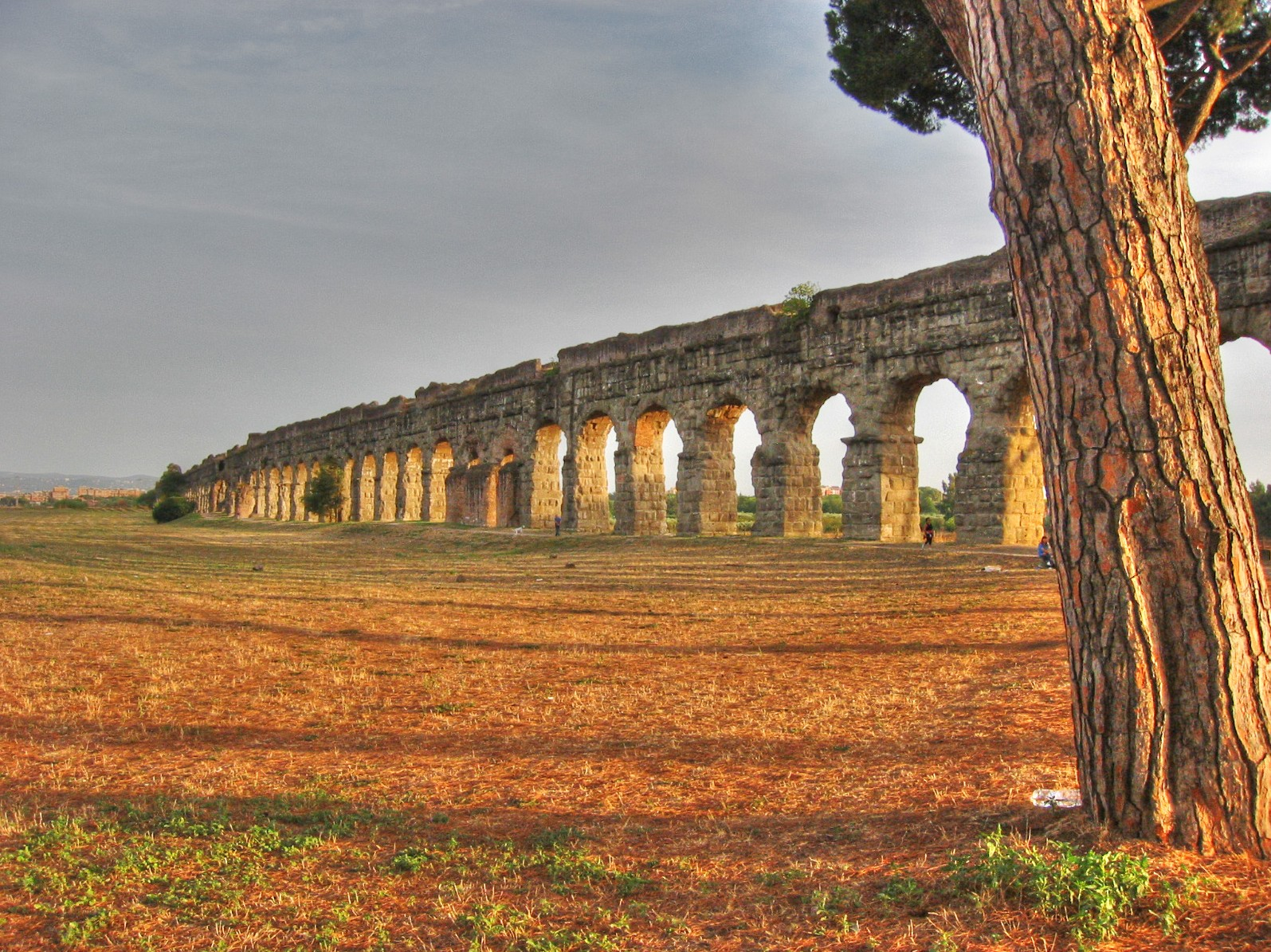
Il Parco degli Acquedotti, parte del Parco regionale dell’Appia Antica

Tra i parchi regionali e le riserve naturali ricadenti all'interno del territorio comunale di Roma da ricordare, oltre al parco dell'Appia Antica, la riserva naturale della Marcigliana, la riserva naturale di Decima-Malafede, la Riserva naturale statale Litorale Romano, la riserva naturale Valle dell'Aniene, la riserva naturale dell'Insugherata e la riserva naturale di Monte Mario, ai quali si aggiungono i parchi all'interno delle ville di Roma e i vari parchi urbani (es. Parco degli Acquedotti). Specifiche aree verdi sono destinate all'orto botanico ed al roseto comunale mentre, nelle zone più periferiche, sono pure presenti aree agricole.
La vasta area rurale, in parte pianeggiante ed in parte collinare, che si estende attorno alla città di Roma viene definita Agro romano, che si differenzia dalla campagna romana in quanto contenuto nel territorio comunale.
Lungo il Tevere è presente l'oasi urbana gestita dal WWF e presso la foce del fiume è presente il Centro Habitat Mediterraneo, altra oasi urbana gestita dalla LIPU.

#### Fauna urbana
Nella città eterna vivono migliaia di specie di animali, vertebrati ed invertebrati. Tipici della zona del Colosseo, per esempio, sono i gatti, dichiarati dal 2001 "patrimonio bioculturale di Roma" (unico esempio in Italia di un provvedimento del genere). I gatti romani sono circa 300000. Approssimativamente 120000 vivono nelle case e i restanti sono randagi, raggruppati in almeno 400 colonie feline definite habitat libero (previsto dalla legge numero 281 del 1991 e dalla legge regionale numero 34 del 1997), e moltissimi romani, principalmente le donne, definite talvolta gattare, se ne prendono cura.
Tra gli uccelli, in ambito urbano, si distinguono gli storni comuni, stimati in addirittura 5 milioni di esemplari, oltre che i gabbiani reali mediterranei e altri tipici componenti della fauna urbana come i piccioni, le cornacchie grigie e le tortore dal collare. A queste specie autoctone, in particolare negli ultimi decenni, si sono affiancate anche altre specie aliene tra cui il parrocchetto monaco. In relazione agli storni Roma è la città italiana con il maggior numero di questi volatili, che hanno colonizzato l'ambiente urbano a partire dal primo dopoguerra, in seguito alla distruzione di molte zone umide periferiche, trovando pochi predatori e facile riparo. Le prime aree occupate da questi uccelli sono state le zone verdi di palazzo Venezia, di villa Torlonia e piazza Cavour, seguite nel 1970 da villa Ada, villa Doria Pamphilj, via Venti Settembre, viale di Trastevere e via Appia Nuova. In seguito hanno colonizzato i platani della riva destra del Tevere, tra ponte Matteotti e ponte Sant'Angelo, per arrivare infine ad entrambe le rive. Nelle stagioni di migrazione causano, con le loro deiezioni, notevoli problematiche. Cionondimeno vengono diffusi molteplici video delle spettacolari danze effettuate nel cielo sotto gli occhi di abitanti e turisti.

## Società

### Evoluzione demografica
Con i suoi oltre 2 752 000 abitanti, Roma è il comune più popoloso d'Italia. Nel contesto dell'Unione europea, il comune di Roma si colloca al terzo posto in termini di popolazione, dopo Berlino e Madrid. Annoverando anche pendolari, militari, studenti, residenti vaticani, politici e diplomatici, il totale degli abitanti di Roma in un normale giorno lavorativo raggiunge la cifra di circa 4 000 000 di persone.
Abitanti prima dell'unità d'Italia (migliaia)
Abitanti censiti (migliaia)

### Etnie e minoranze straniere
Roma è il comune italiano con il maggior numero di residenti stranieri: al 31 dicembre 2023 erano in totale 361 872, pari al 13,15% della popolazione, con un incremento significativo negli ultimi decenni, dai 169 000 nel 2000 (6% della popolazione) ai 346 000 nel 2010 (12%), con un aumento del 126% tra 2000 e 2018. Le comunità più numerose sono quelle provenienti da:
- Romania 73 798
- Filippine 38 354
- Bangladesh 34 649
- Cina 17 536
- Ucraina 15 366
- Perù 12 534
- India 11 709
- Egitto 10 805
- Sri Lanka 8 929
- Polonia 8 541

Roma ha alcuni quartieri etnici sebbene non ufficialmente riconosciuti come tali:
- Banglatown: tra il Pigneto e Tor Pignattara, ad alta concentrazione di bengalesi[134][135][136];
- Chinatown: ad elevata concentrazione di cinesi, dove ha sede anche il Tempio Buddhista Cinese Putuoshan dell'Esquilino[137][138].

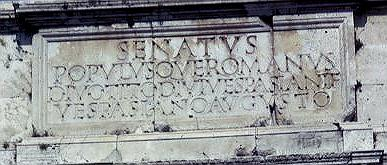
, dall'arco di Tito

### Lingue e dialetti
Il latino fu la prima lingua di Roma; subì la stessa evoluzione e trasformazione della città: dapprima parlato solamente nell'Urbe e nel Latium vetus (con poche varianti dialettali, ad esempio a Falerii e Preneste), subì l'influsso dell'etrusco e soprattutto del greco. Successivamente la lingua latina seguì l'espansione di Roma nella penisola italica e in tutto l'impero, fino a subire, insieme all'istituzione politica, una fase di declino. In epoca medievale si confermò come lingua ufficiale della Chiesa di Roma e come la lingua colta e internazionale dell'Europa occidentale.

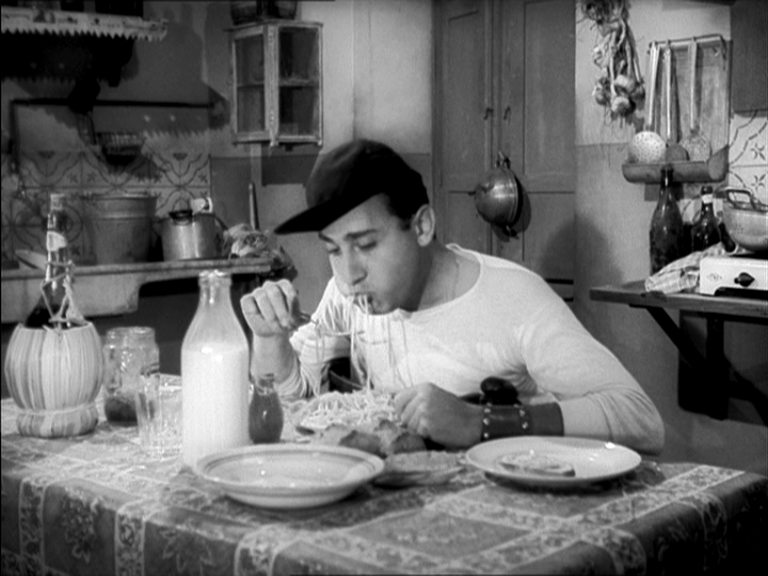
Alberto Sordi, uno dei maggiori rappresentanti della romanità

Attualmente, l'idioma utilizzato comunemente dalla popolazione, oltre all'ufficiale lingua italiana, è il dialetto romanesco, che, come la maggior parte dei dialetti italiani, non ha alcuna ufficialità. Formatosi in età medievale, originariamente era affine ai dialetti meridionali, per poi subire l'influenza culturale del fiorentino durante il Rinascimento, che lo rese più simile alla parlata toscana.
Il romanesco, come tutte le lingue, si è poi evoluto negli anni (Giuseppe Gioachino Belli, nella prima metà dell'Ottocento, usa forme linguistiche che non vengono utilizzate da Trilussa all'inizio del Novecento), e dall'inizio del XX secolo si è diffuso anche in altre zone del Lazio, in conseguenza della crescita demografica.
Tra le maggiori creazioni letterarie in dialetto romanesco sono da ricordare, oltre i poeti già citati Gioachino Belli e Trilussa, Cesare Pascarella, Giuseppe Berneri, Filippo Chiappini, Crescenzo Del Monte. Numerosi attori hanno contribuito e contribuiscono all'espressione teatrale e cinematografica del romanesco nel Novecento: tra questi, Aldo Fabrizi, Elena Fabrizi, Alberto Sordi, Nino Manfredi, Gina Lollobrigida, Anna Magnani, Gigi Proietti, Gabriella Ferri, Enrico Montesano e Carlo Verdone.

### Religione

#### Storia
(Mary Beard, Gli spazi degli dei, le feste in Roma antica)

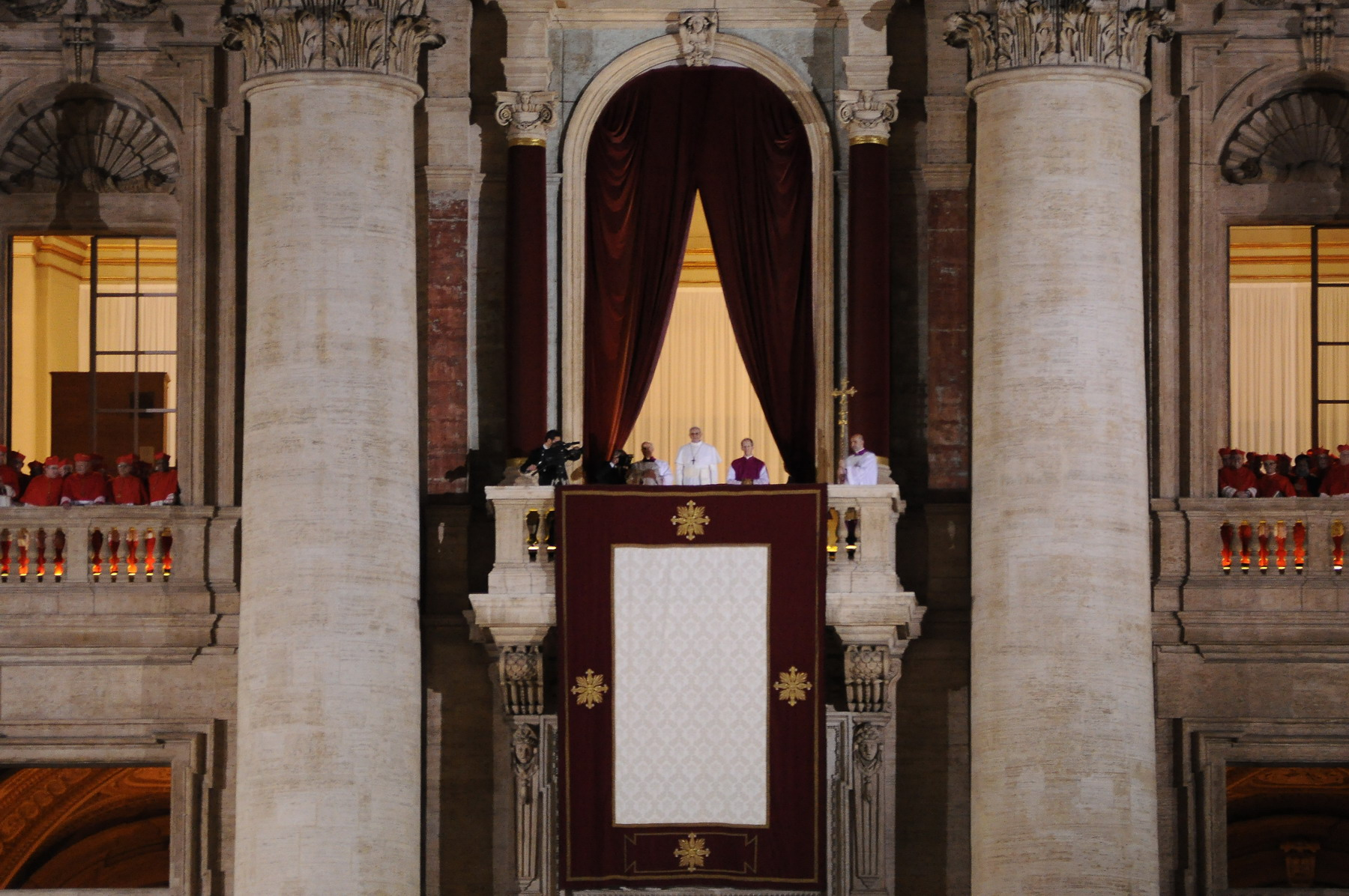
Papa Francesco appena eletto

Nonostante le origini indoeuropee, la religione romana, legata alla storia e alle tradizioni della città sin dalle sue origini, presenta caratteristiche proprie, dovute alla mentalità storica, giuridica e politica tipica della società romana.
Le divinità, a differenza di quelle greche, non avevano un'esistenza autonoma; la religio non dava adito a racconti mitici o riflessioni teologiche, ma era instrumentum regni: già dalla fase arcaica della storia romana, infatti, le istituzioni religiose non erano sempre distinte da quelle politiche.

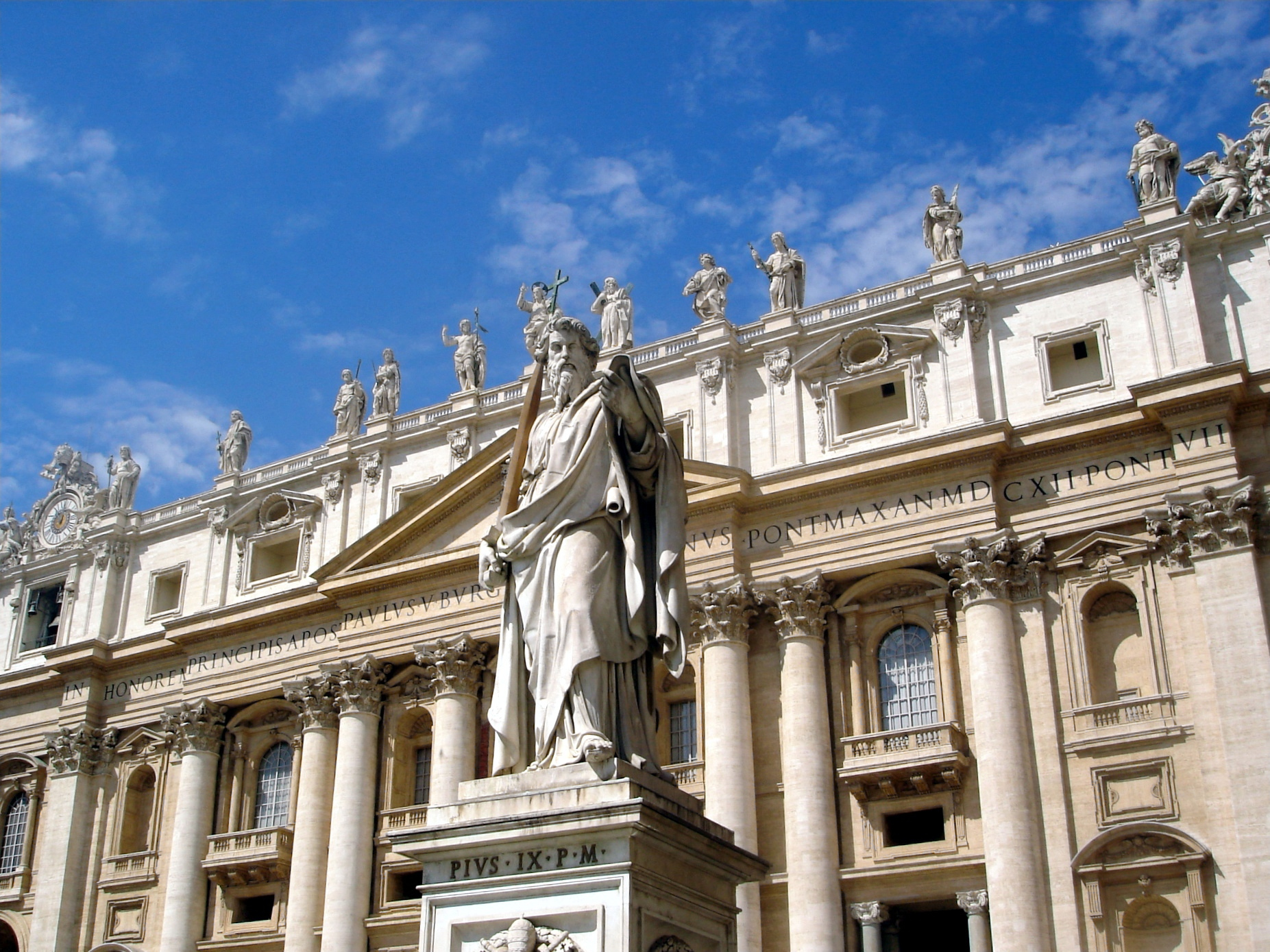
La statua di San Paolo, compatrono di Roma, di fronte alla basilica di San Pietro in Vaticano

Accanto alle divinità maggiori (Giove, Giunone, Minerva, Vesta, Giano, Marte), antropomorfizzate, vi erano alcuni spiriti protettori, come i Lari e i Penati. La religione romana era caratterizzata anche da un ciclo principale di feste annuali, legato esclusivamente alla città di Roma; tuttavia, con l'espansione dell'impero, si diffusero in Roma numerose nuove religioni e culti misterici, provenienti soprattutto dall'Oriente.
Nel I secolo, come avvenne nei centri più importanti dell'impero, si diffuse rapidamente anche il cristianesimo: inizialmente ritenuti una setta giudaica, i cristiani, appartenenti a tutti i ceti della società, avevano una propria organizzazione (la chiesa, assemblea di Dio), con a capo un vescovo (successivamente chiamato Papa), primo dei quali è considerato l'apostolo Pietro; egli morì a Roma come Paolo di Tarso, l'apostolo dei Gentili giunto nell'Urbe per la predicazione intorno al 60: entrambi sono i santi patroni di Roma.
In seguito alla svolta costantiniana del 313 e all'editto di Tessalonica del 380, il cristianesimo si affermò come religione di Stato e la Chiesa di Roma, che detiene il primato della sede di Pietro, accrebbe il proprio potere spirituale e liturgico e instaurò un rapporto con le istituzioni politiche che caratterizzò i secoli successivi.

#### Cattolicesimo
Roma, da secoli meta di pellegrinaggio di milioni di fedeli, è il centro principale del cattolicesimo ospitando al proprio interno lo Stato della Città del Vaticano, governato dal vescovo di Roma, che per uso della Chiesa stessa è sempre il papa regnante. Per tale motivo è stata a volte definita capitale di due Stati. La religione cattolica di rito romano è anche quella attualmente più diffusa tra la popolazione, risultando battezzato con tale confessione circa l'82,0% della popolazione.
Il territorio comunale di Roma Capitale risulta principalmente appartenere alla diocesi di Roma, anche se una parte consistente della zona nordoccidentale ricade nella diocesi di Porto-Santa Rufina (con la sede vescovile in località La Storta), la zona di Ostia Antica (sede vescovile) e parte di Casal Palocco nella diocesi di Ostia, una parte di Torre Gaia e Borghesiana nella diocesi di Frascati e la zona di San Vittorino nella diocesi di Tivoli.
Ogni 25 anni, o in anni diversi in occasione di particolari ricorrenze, a Roma si celebra il Giubileo universale della Chiesa cattolica, indetto e inaugurato solennemente dal Papa regnante con il rito dell'apertura della porta santa. Al pellegrino che le varca, all'interno delle quattro basiliche maggiori, è offerta la possibilità di salvezza e remissione dei peccati.

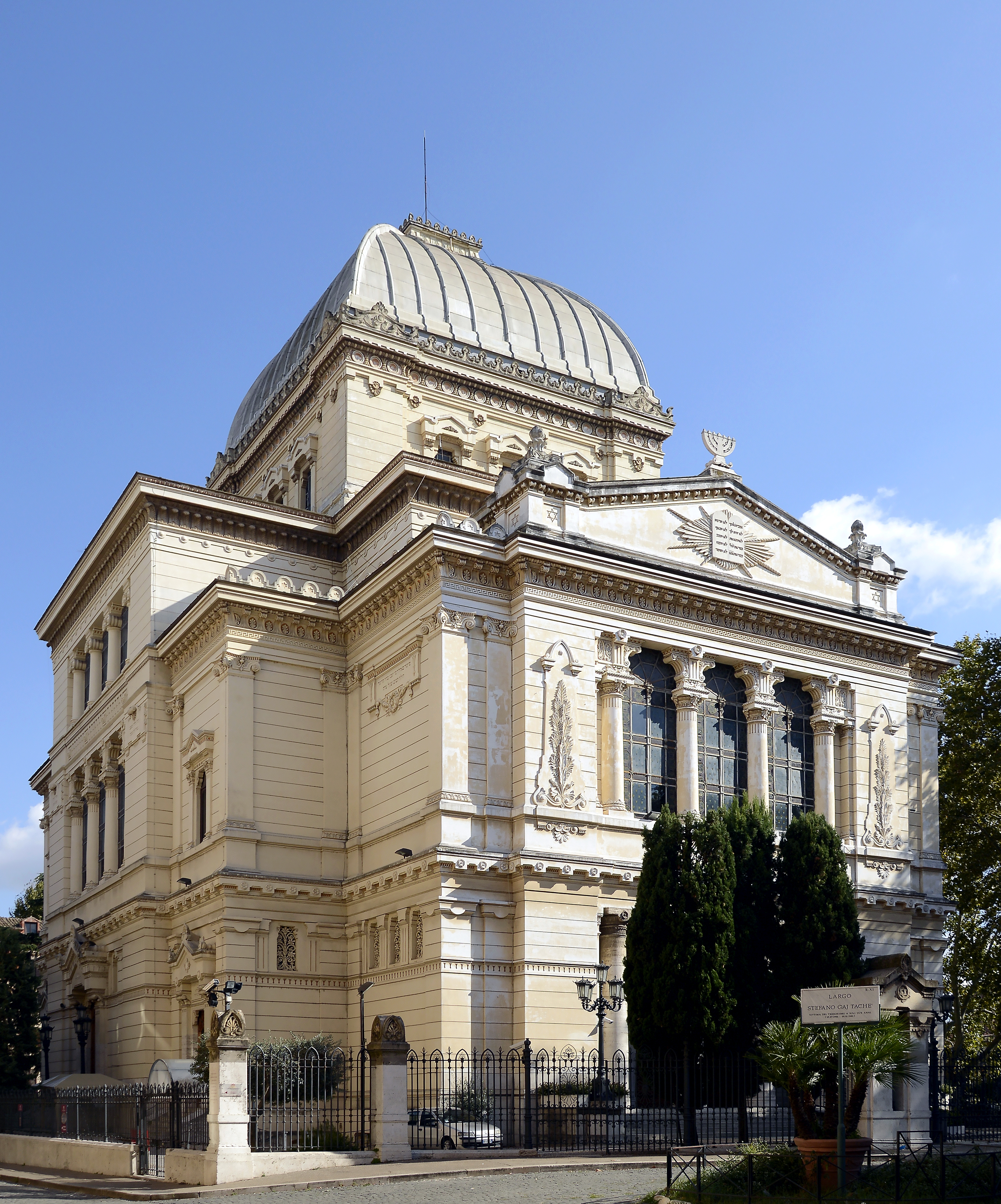
Il Tempio Maggiore di Roma

#### Altre religioni
Oltre al cattolicesimo, a Roma sono diffusi l'islam ed altri culti cristiani; in città, inoltre, dalla tarda età repubblicana è presente una folta comunità ebraica. In particolare è presente la Chiesa Evangelica Valdese con il tempio valdese di piazza Cavour, l'ortodossia con la chiesa di Santa Caterina Martire e il mormonismo con il tempio di Roma Italia. L'islam ha, come principale sede cittadina, la moschea di Roma (la più grande moschea dell'Occidente) in zona Acqua Acetosa. L'ebraismo ha una delle più grandi sinagoghe d'Europa, il Tempio Maggiore di Roma, nella zona del ghetto. Dal 2009 la comunità di Scientology ha la sua sede in Via della Maglianella 375, come “Chiesa di Scientology Roma e Mediterraneo”.

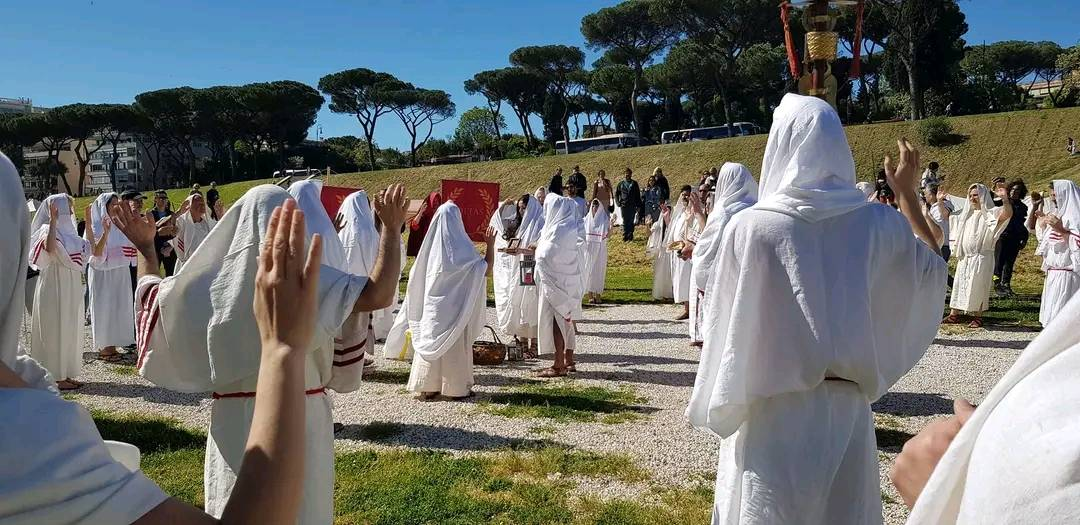
Rito ai numi tutelari di Roma in occasione del 2777 Natale di Roma. Svolto da Pietas Comunità Gentile.

Dalla seconda metà del XX secolo ad oggi, i gruppi neopagani sono aumentati in tutta Italia, con una particolare diffusione a Roma, dove molte associazioni di stampo Romano pagano hanno la loro sede. Tra queste, l'Associazione Tradizionale Pietas, che non solo ha eretto nuovi templi ai dei Romani nella capitale, ma organizza anche riti pubblici, come quello del Natale di Roma.

### Tradizioni e folclore

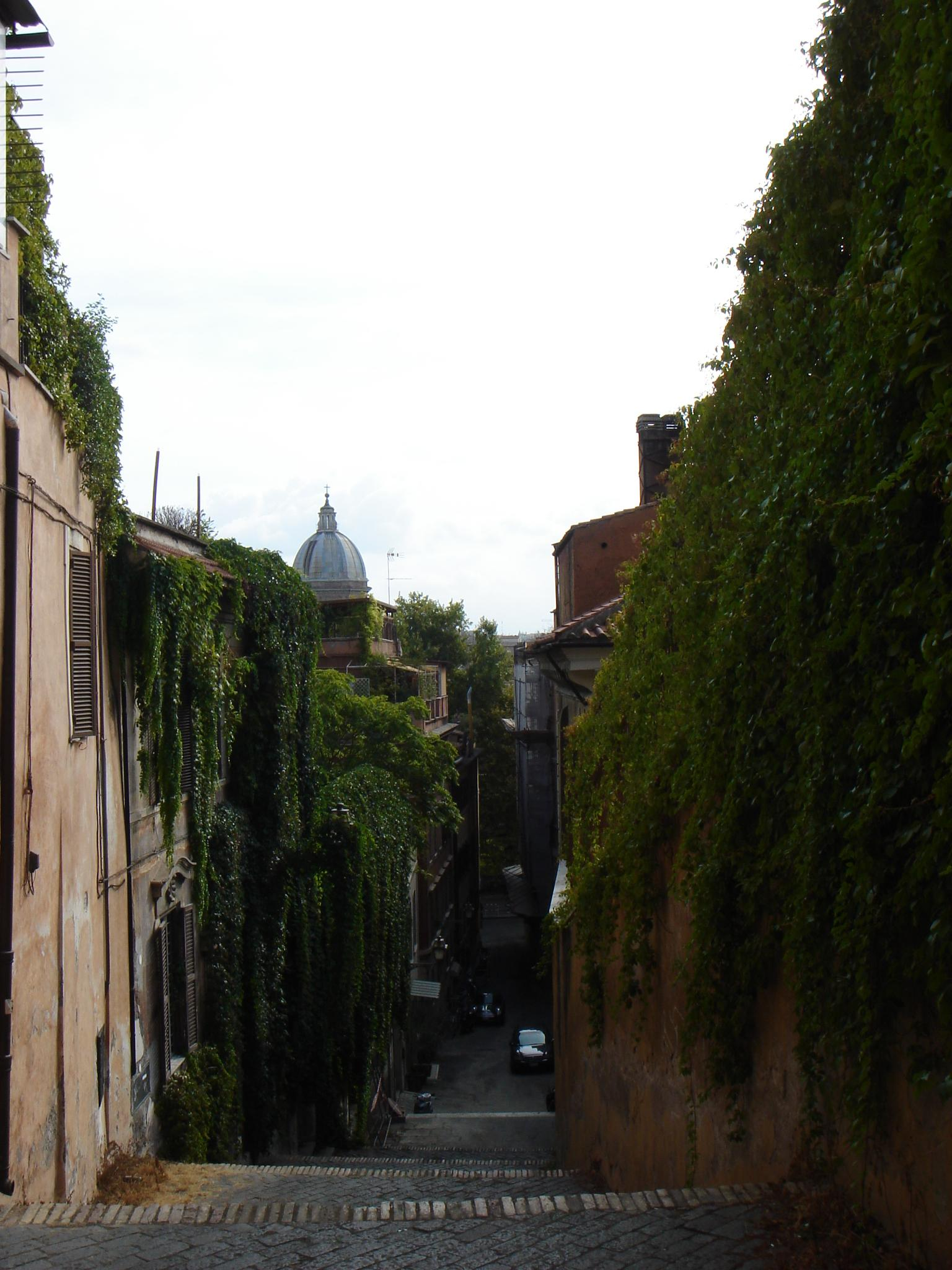
Trastevere, salita Sant'Onofrio

Uno dei principali festeggiamenti della tradizione popolare romanesca fu, dal XV al XIX secolo, il Carnevale romano, ripristinato dal comune di Roma, seppur in forma del tutto diversa, nel 2010. Le sue origini si fanno risalire ai Saturnalia dell'antica Roma, caratterizzati da divertimenti pubblici, balli e mascherate. I giochi carnascialeschi si svolsero dal X secolo sul monte Testaccio; qualche secolo dopo il papa Paolo III decise che il carnevale si svolgesse in via Lata, attuale via del Corso. Tra le maschere tipiche del carnevale romano vi sono Rugantino, Meo Patacca e il Generale Mannaggia La Rocca.
Una delle zone di Roma in cui è ancora possibile rintracciare testimonianze della cultura popolare è il rione di Trastevere; è proprio a Trastevere che sorge il museo del folklore e dei poeti romaneschi, che ospita documenti della vita quotidiana e delle tradizioni romane, tra cui gli acquerelli di Ettore Roesler Franz sulla Roma sparita.
Nel quartiere Europa si trova il museo nazionale delle arti e tradizioni popolari, che raccoglie materiale tradizionale e folkloristico-popolare proveniente da tutta Italia.
Da ricordare inoltre:
- Natale di Roma, il 21 aprile; è la data in cui, secondo la tradizione, Romolo avrebbe fondato la città (753 a.C.).[153] Il 21 aprile viene festeggiato con rappresentazioni in costume, eventi culturali e manifestazioni ludiche;
- 1º maggio, la festa dei lavoratori: i sindacati unitari organizzano un concerto gratuito in piazza di Porta San Giovanni in Laterano, a cui assistono centinaia di migliaia di spettatori;
- Festa della Repubblica, il 2 giugno; si svolge la tradizionale parata militare lungo via dei Fori Imperiali che termina a piazza Venezia, presso l'Altare della Patria;
- SS. Pietro e Paolo, patroni della città, il 29 giugno. La festa di San Pietro e Paolo è stata istituita con decreto dello Stato Pontificio il 29 aprile 1818;[154]
- Festa de Noantri, si svolge a Trastevere. Si festeggia il primo sabato dopo il 16 luglio in occasione della ricorrenza della Madonna del Carmelo.

### Istituzioni, enti e associazioni
La città è il centro di molte istituzioni finanziarie (banche ed assicurazioni), di centri di produzione televisiva, di aziende operanti nella moda e nella pubblicità e soprattutto dell'industria cinematografica, grazie alle numerose case di produzione e agli studi di Cinecittà.
Essendo capoluogo della città metropolitana di Roma Capitale, della regione Lazio e capitale della Repubblica Italiana, Roma ospita, oltre alle sedi comunali, le varie sedi del governo metropolitano, regionale e nazionale, nonché:
- lo Stato maggiore dell'Esercito italiano
- lo Stato maggiore della Marina
- lo Stato maggiore dell'Aeronautica Militare
- lo Stato maggiore della difesa
- il Comando generale dell'Arma dei Carabinieri
- l'Agenzia Spaziale Italiana.

### Ospedali
La città è servita da numerosi ospedali e centri di cura pubblici e privati, nelle varie ASL in cui è suddivisa la città. Tra i principali ospedali romani, vi sono i quattro policlinici universitari Umberto I (l'ospedale pubblico più grande in Italia), Tor Vergata, Agostino Gemelli (dell'Università Cattolica) e Campus Bio-Medico, i grandi complessi del San Camillo-Forlanini e del San Giovanni Addolorata, l'ospedale pediatrico Bambino Gesù (appartenente al Vaticano) e il policlinico militare del Celio. Inoltre l'Istituto superiore di sanità opera al servizio del Ministero della salute.
- Policlinico Umberto I (Nomentano)
- Policlinico Agostino Gemelli (Trionfale)
- Policlinico Tor Vergata (Tor Vergata)
- Policlinico Campus Bio-Medico (Trigoria)
- Policlinico Casilino (Torre Maura)
- Policlinico Portuense "Luigi di Liegro" (Corviale)
- Policlinico militare Celio (Celio)
- Azienda ospedaliera San Camillo-Forlanini (Gianicolense)
- Azienda ospedaliero-universitaria Sant'Andrea (Grottarossa)
- Complesso ospedaliero San Giovanni-Addolorata (Laterano)
- Azienda ospedaliera Lazzaro Spallanzani (Portuense)
- Arcispedale di Santo Spirito in Saxia (rione Borgo)
- Ospedale Carlo Forlanini (Portuense)
- Ospedale San Carlo di Nancy (Aurelio)
- Ospedale Cristo Re (Primavalle)
- Ospedale San Filippo Neri (Ottavia-Trionfale)
- Ospedale San Gallicano (Trastevere)
- Ospedale Sant'Eugenio (EUR)
- Ospedale Istituto Tumori Regina Elena e Istituto Dermatologico San Gallicano (Pontina-Mostacciano)
- Ospedale Fatebenefratelli (Isola Tiberina)
- Ospedale Sandro Pertini (Pietralata)
- Ospedale Madre Giuseppina Vannini - Istituto Figlie Di S. Camillo (Prenestino-Torpignattara)
- Ospedale pediatrico Bambino Gesù (Trastevere)
- Ospedale delle Donne (Monti)
- Ospedale Israelitico (Magliana)
- IRCCS San Raffaele Pisana (Via della Pisana)
- Centro Traumatologico Ospedaliero "Andrea Alesini" (Garbatella)
- Istituto Dermopatico dell'Immacolata (Aurelio)
- Presidio Ospedaliero Giovan Battista Grassi (Ostia)
- ICC - Istituto Clinico Cardiologico (Casal Palocco)

Non sono più attivi numerosi istituti di cura, tra cui l'arcispedale di Santo Spirito in Saxia (fondato nel Medioevo, uno dei più antichi ospedali al mondo), l'ospedale di San Giacomo degli Incurabili, l'ospedale Carlo Forlanini, l'ospedale Nuovo Regina Margherita, l'ex manicomio di Santa Maria della Pietà e l'ex Lazzaretto di Roma.

### Qualità della vita

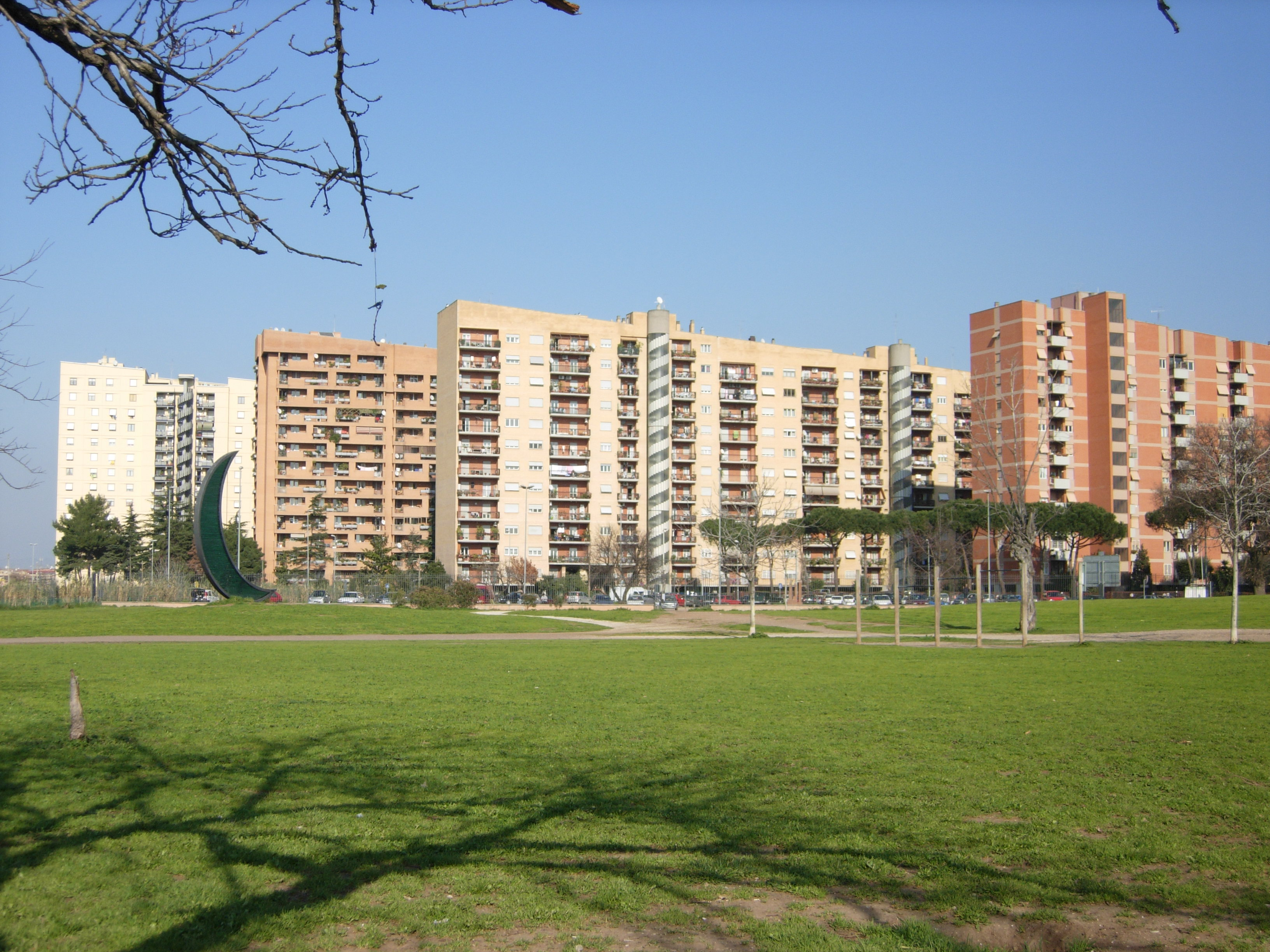
Villa De Sanctis al Casilino

Secondo un'indagine realizzata dall'ufficio di statistica del comune di Roma nel 2007, la qualità della vita dei cittadini romani nel complesso è buona; ciononostante, la capitale mostra vari punti di debolezza.
Tra questi, emergono i problemi di traffico, di inquinamento ambientale e acustico, causati dal crescente utilizzo dei mezzi privati; il decoro urbano soffre per la presenza massiccia di affissioni e cartellonistica pubblicitaria abusiva oltre per la presenza di graffiti vandalici. Un altro problema riguarda i servizi municipali, talvolta difficilmente raggiungibili, soprattutto dagli anziani. Roma ha anche un record negativo riguardo alle ore perse nel traffico: è la seconda città del pianeta, dopo Bogotà (Colombia) con una media di 254 ore ogni anno, perse nel traffico cittadino.
Tra gli aspetti positivi, emergono la soddisfazione dei cittadini di vivere a Roma, godendo quotidianamente del patrimonio storico e archeologico cittadino, delle sue bellezze monumentali, artistiche e culturali, del clima mite, della vicinanza con il mare e con il centro della cristianità, delle varie opportunità di studio e formazione, dei diversi impianti sportivi e dei grandi spazi verdi.
Secondo un'indagine sulla qualità della vita realizzata nel 2015 dalla società di consulenza Mercer, nonostante gli aspetti positivi Roma occupa il 52º posto, penalizzata dal suo sistema di trasporti e da un contesto commerciale non ottimale, restando distante dal 41º posto di Milano.
A causa della criminalità organizzata crescente, nella città c'è uno dei tassi di reati più alti d'Italia (nel 2010, secondo l'Associazione Nazionale Funzionari di Polizia, Roma si è piazzata al secondo posto dietro Milano per numero di reati ogni centomila abitanti, con particolare criticità per furti d'appartamento, furti d'auto, scippi e rapine, mentre nel 2011 era schizzata in testa per numero di omicidi).
Secondo l'indagine Insicurezza e degrado nelle periferie urbane realizzata nel 2009 dal dipartimento innovazione e società della Sapienza per conto dell'Osservatorio regionale per la sicurezza e la legalità, un romano su due considera pericolose le periferie, preoccupati soprattutto dalla criminalità e dagli incidenti stradali. La maggioranza dei romani intervistati, inoltre, nota che in città ci sono zone insicure, dove sarebbe meglio non andare.

## Cultura

### Istruzione

#### Archivi e biblioteche

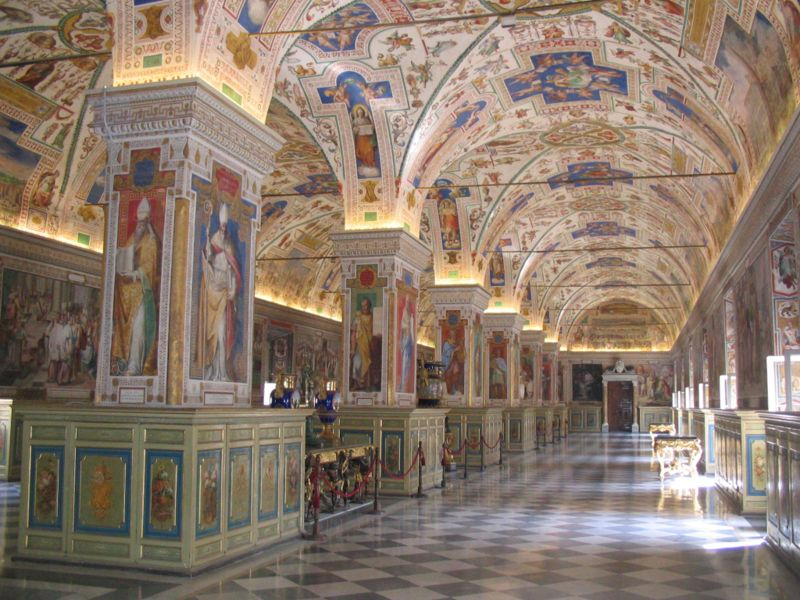
Sala Sistina, antica sede della Biblioteca apostolica vaticana

Nella sua veste di capitale d'Italia la città possiede due Archivi di Stato: l'Archivio Centrale dello Stato, che conserva (con alcune eccezioni) la documentazione prodotta dagli organi e dagli uffici dello Stato italiano sin dalla sua unità e l'Archivio di Stato di Roma, che fino al 1953 ha svolto anche le funzioni del primo.
Inoltre in Vaticano ha sede l'Archivio apostolico vaticano.
La città dispone di numerose biblioteche, di vari tipi e dimensioni.
Tra le più rilevanti si possono ricordare: la Biblioteca Angelica; la Biblioteca apostolica vaticana, in Vaticano; la Biblioteca Casanatense; la Biblioteca dell'Istituto dell'Enciclopedia Italiana, la Biblioteca Hertziana; la Biblioteca Nazionale Centrale di Roma, la biblioteca più grande d'Italia; la Biblioteca universitaria Alessandrina; la Biblioteca Vallicelliana. Con il nome di Biblioteche di Roma viene invece indicata la rete delle 37 biblioteche di pubblica lettura di Roma Capitale.
Numerose sono le biblioteche romane che partecipano al Servizio bibliotecario nazionale (SBN). Grazie all' OPAC SBN. è possibile effettuare via web ricerche nei cataloghi correnti di oltre 100 istituzioni bibliotecarie della città, aggregate nei diversi poli regionali.

#### Ricerca
A Roma sono presenti sedi di enti dediti alla ricerca scientifica, tecnologica, medica o umanistica: tra gli altri, l'ISTAT, un ente di ricerca pubblico dedito ai censimenti sulla popolazione, sull'industria, sui servizi, sull'agricoltura e a varie indagini in campo economico; l'IsIAO, un ente pubblico che opera attivamente nel campo della promozione culturale fra l'Italia e i paesi dell'Africa e dell'Asia; l'IPOCAN, un'istituzione dedicata allo studio e alla ricerca delle problematiche connesse al Vicino Oriente islamico in età moderna e contemporanea; il Consiglio Nazionale delle Ricerche, ente pubblico nazionale con il compito di svolgere, promuovere, diffondere, trasferire e valorizzare attività di ricerca nei principali settori di sviluppo delle conoscenze e delle loro applicazioni per lo sviluppo scientifico, tecnologico, economico e sociale dell'Italia, con diverse sedi sparse sul territorio comunale e una forte concentrazione di Istituti in un'Area di Ricerca; l'Accademia Nazionale dei Lincei, una delle più antiche in Italia, fondata nel 1603; i laboratori ENEA di Casaccia; i laboratori INFN di Frascati, l'Accademia Nazionale delle Scienze detta dei XL; la Pontificia accademia delle scienze.

#### Scuole

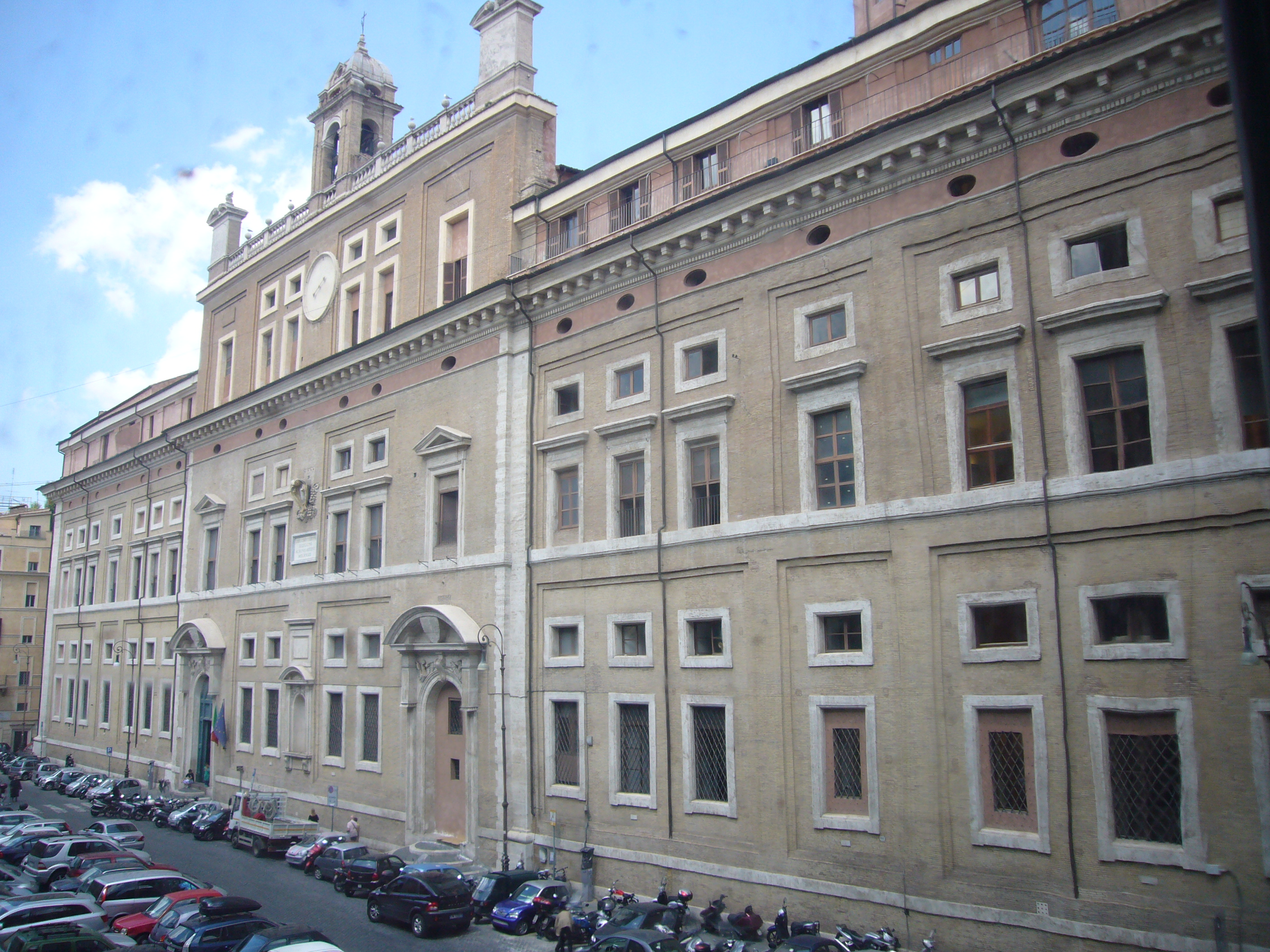
Il Collegio Romano, sede del "Visconti", il più antico liceo romano statale

La Città Universitaria di Roma, sede del principale ateneo romano, la Sapienza, realizzata su progetto urbanistico di Marcello Piacentini e inaugurata nel 1935, in una foto del 1938

Roma è la città italiana con il maggior numero (2 228) di scuole dell'infanzia, primarie e secondarie di primo e secondo grado, pubbliche e private. La scuola a Roma ha origini remote: Plutarco affermò che la prima scuola pubblica romana fu aperta verso la metà del III secolo a.C., anche se verosimilmente si tratta di un'istituzione molto più antica; durante tutto l'evo antico, Roma fu uno dei principali centri di istruzione del mondo occidentale. Durante il Medioevo, l'istruzione scolastica fu completamente affidata alla Chiesa; dall'epoca rinascimentale fino alla presa di Roma, fu in vigore l'ordinamento scolastico pontificio.
Tra i principali istituti scolastici romani si ricordano il liceo ginnasio Virgilio, il liceo ginnasio Torquato Tasso, il liceo classico Giulio Cesare, il liceo classico Ennio Quirino Visconti, il liceo classico Dante Alighieri, il liceo ginnasio Terenzio Mamiani, il liceo classico Pilo Albertelli, il liceo scientifico Camillo Cavour, il liceo scientifico Augusto Righi, il liceo scientifico Plinio Seniore, il liceo artistico Ripetta, il convitto nazionale Vittorio Emanuele II, il collegio San Giuseppe - Istituto De Merode, l'Istituto Massimiliano Massimo.

#### Università
Roma città ha il maggior numero di laureati in Italia e anche la percentuale più alta rispetto al numero degli abitanti. Inoltre ha il maggior numero di atenei e di iscritti universitari in Italia; sul suo territorio sono presenti ventidue atenei statali e privati e ventiquattro atenei pontifici, per un totale di quarantasei atenei.
La più importante è la Sapienza, che nel 2013 è stata anche l'unica università italiana a comparire tra le prime cento del mondo secondo la classifica internazionale elaborata dal Center for World University Rankings, collocandosi al 63º posto.
Università Statali:
- - Sapienza Università di Roma;
  - Università degli Studi di Roma "Tor Vergata";
  - Università degli Studi Roma Tre;
  - Università degli Studi di Roma "Foro Italico".

Università Private:
- - Libera Università Internazionale degli Studi Sociali Guido Carli;
  - Università Commerciale Luigi Bocconi (Sede di Roma);
  - Università Cattolica del Sacro Cuore;
  - Università Campus Bio-Medico;
  - Università Europea di Roma;
  - John Cabot University;
  - Libera Università Maria Santissima Assunta - LUMSA;
  - Facoltà Valdese di Teologia;
  - Link Campus University;
  - SSML Gregorio VII;
  - Istituto Superiore di Studi e Ricerca per l'Assistenza Sociale e Sanitaria - I.S.S.A.S.;
  - Saint Camillus International University of Health Sciences;
  - Istituto Lorenzo de' Medici;
  - John Felice Rome Center;
  - American University of Rome;
  - Quasar Design University;
  - Università degli Studi Internazionali di Roma.

Università Private Telematiche:
- - Università Telematica "Guglielmo Marconi";
  - Università degli Studi "Niccolò Cusano"
  - Università Telematica UNITELMA Sapienza;
  - Università Telematica internazionale "UniNettuno";
  - Università Telematica "San Raffaele";
  - Rome University of Fine Arts - RUFA.

Università, Accademie e Istituti Pontifici:
- - Pontificia Università Antonianum;
  - Pontificia Università gregoriana;
  - Pontificia Università lateranense;
  - Università Pontificia salesiana;
  - Pontificia Università della Santa Croce;
  - Pontificia Università San Tommaso d'Aquino (Angelicum);
  - Pontificia Università urbaniana;
  - Pontificio Ateneo Sant'Anselmo;
  - Pontificio Ateneo Regina Apostolorum;
  - Pontificia Facoltà di scienze dell'educazione Auxilium;
  - Pontificia Facoltà Teologica "Marianum";
  - Pontificia Facoltà Teologica San Bonaventura;
  - Pontificia Facoltà Teologica Teresianum;
  - Istituto Patristico Augustinianum;
  - Pontificio Istituto Biblico;
  - Pontificio Istituto Giovanni Paolo II;
  - Pontificio Istituto Orientale;
  - Pontificio Istituto di Studi Arabi e d'Islamistica;
  - Pontificio Istituto di Musica Sacra;
  - Accademia Alfonsiana;
  - Pontificia Accademia di Belle Arti e Lettere dei Virtuosi del Pantheon;
  - Pontificio Istituto di Archeologia;
  - Istituto Romano della Società di Görres.

Accademie:
- - Accademia Nazionale d'Arte Drammatica Silvio D'Amico;
  - Accademia Nazionale di Danza;
  - Accademia Nazionale di Santa Cecilia;
  - Accademia Nazionale dei Lincei;
  - Accademia Nazionale di San Luca;
  - Accademia di Belle Arti di Roma;
  - Accademia Filarmonica Romana;
  - Accademia Lancisiana;
  - Accademia Nazionale dei Sartori;
  - Accademia dell'Arcadia;
  - Accademia di Studi Storici Aldo Moro;
  - Accademia Nazionale delle Acienze detta XL;
  - American Academy;
  - Accademia di Francia;
  - British Academy;
  - Accademia Tedesca;
  - Real Academia de España;
  - Accademia d’Austria;
  - Accademia di Danimarca;
  - Accademia Belgica;
  - Accademia Polacca;
  - Accademia d’Ungheria;
  - Accademia di Romania;
  - Accademia d’Egitto.

Istituti:
- - Istituto Svizzero;
  - Istituto Portoghese di Sant’Antonio;
  - Reale Istituto neerlandese;
  - Institutum Romanum Finlandiae;
  - Istituto di Norvegia;
  - Istituto Svedese;
  - Istituto Polacco;
  - Istituto Bulgaro di Cultura;
  - Istituto Culturale Ceco;
  - Istituto Slovacco;
  - Istituto di Cultura e Lingua Russa;
  - Istituto Italo-Latino Americano;
  - Istituto Giapponese;
  - Istituto Culturale Iraniano;
  - Istituto di Studi Germanici;
  - Istituto Cervantes;
  - Istituto Gramsci;
  - Istituto Lugi Sturzo;
  - Istituto Nazionale di Archeologia e Storia dell’Arte;
  - Istituto Centrale per la Grafica;
  - Istituto Centrale per i Beni sonori e Audiovisivi;
  - Istituto Centrale per il Restauro;
  - Istituto Centrale per il Restauro e la Conservazione del Patrimonio Archivistico e Librario;
  - Istituto Centrale per il Catalogo e la Documentazione;
  - Istituto di Studi Pirandelliani e sul Teatro Contemporaneo;
  - Istituto dell’Enciclopedia Italiana Treccani.

Organismi Culturali:
- - Centro Studi Americani;
  - Centro Culturale Brasile-Italia;
  - Centro Russo di Scienza e Cultura;
  - Casa Argentina;
  - Circolo Scandinavo;
  - Associazione Malacologica Internazionale;
  - Associazione Nazionale degli Archivi dell’Unione Donne Italiane;
  - Archivio Audiovisivo del Movimento Operaio;
  - Hertziana - Istituto Max ;
  - Casa dell’Architettura;
  - Casa di Dante;
  - Circolo Gianni Bosio;
  - Giunta Storica Nazionale;
  - Società Geografica Italiana;
  - Dipartimento Beni e Attività Culturali della Comunità Ebraica.

### Musei

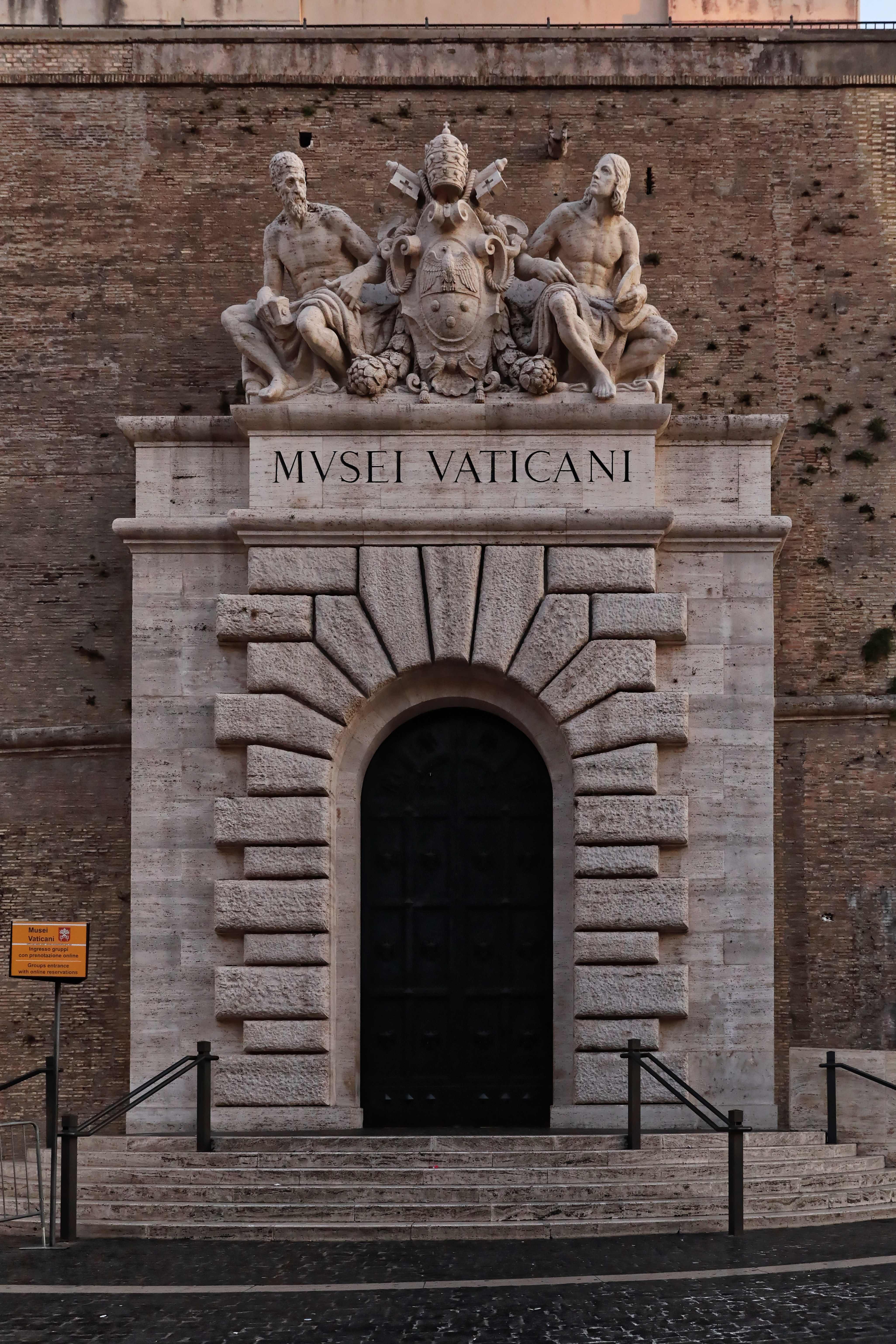
Ingresso ai Musei Vaticani

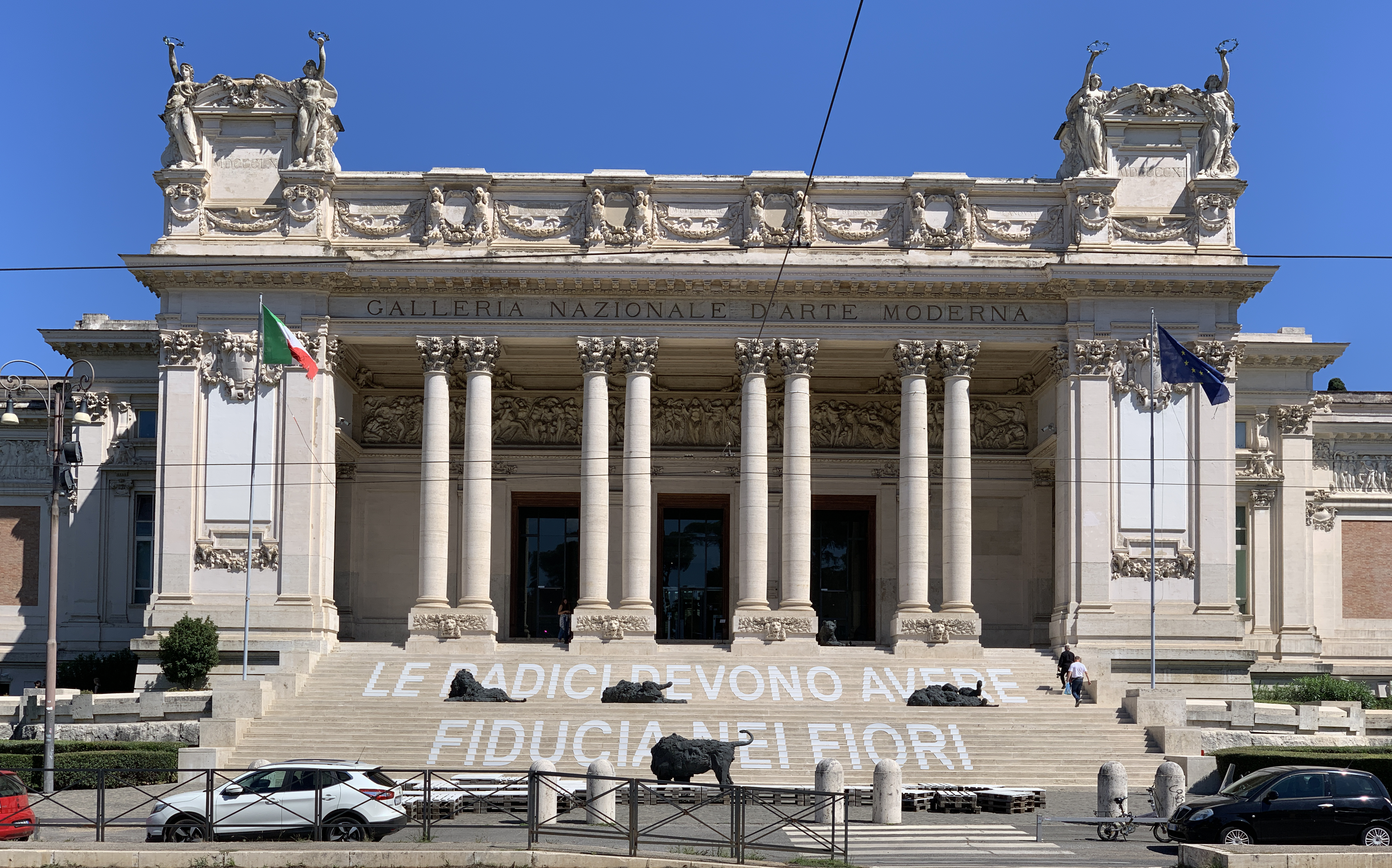
Galleria nazionale d'arte moderna

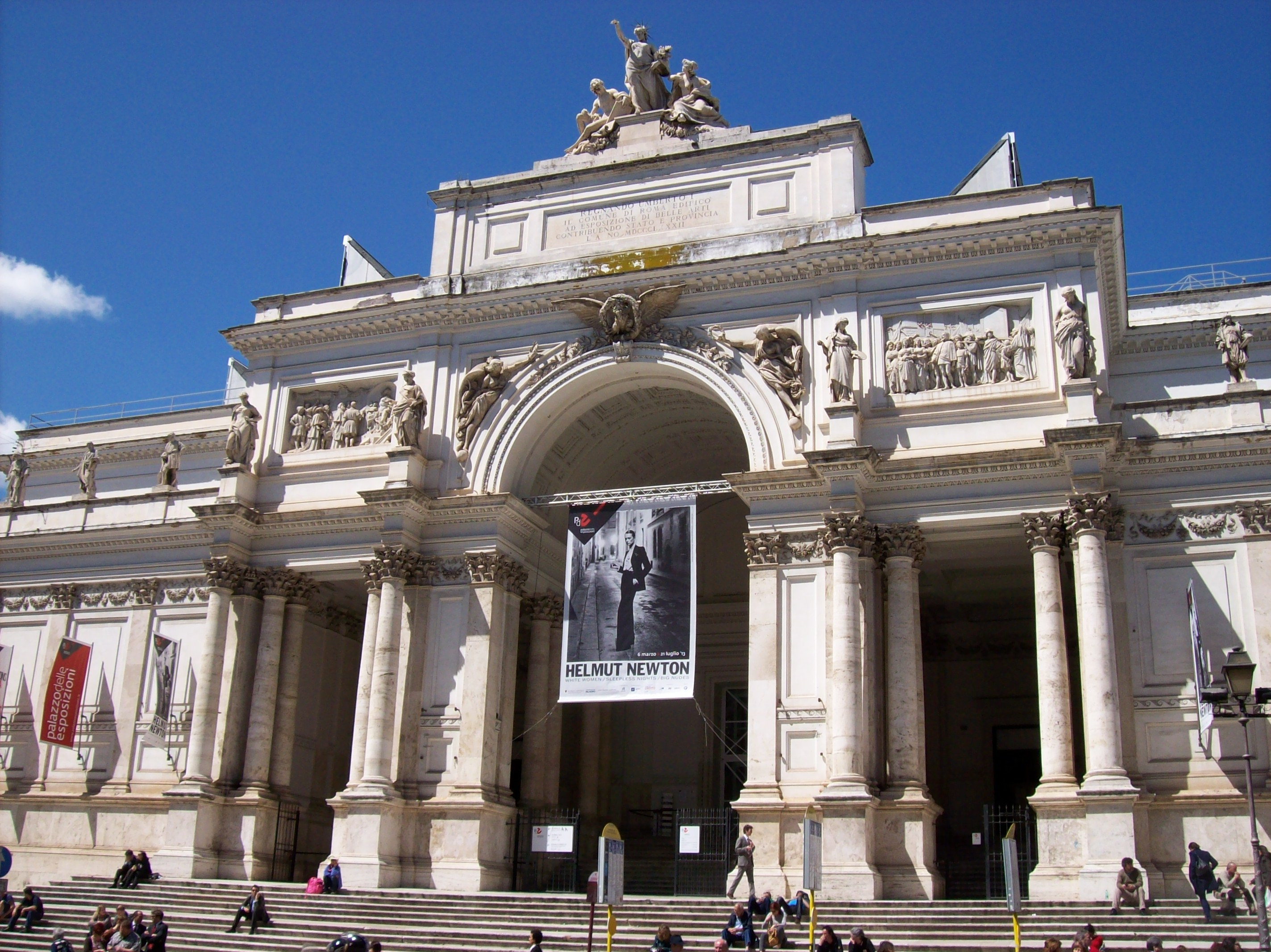
Il Palazzo delle Esposizioni

A Roma l'offerta museale è molto vasta sia per quantità sia per qualità: i musei contengono cultura, arte e scultura, tesori accumulati in città nel corso dei secoli.
Tra i musei e le gallerie più importanti di Roma, si includono: 
- I Musei Vaticani (oltre 6 milioni di visitatori all'anno),[172] la cui collezione principale esposta è costituita dai più importanti capolavori di arte romana e arte rinascimentale al mondo;
- Il Museo Nazionale di Castel Sant’Angelo e Passetto di Borgo, è uno dei musei più visitati d'Italia,[173] situato all'interno del complesso monumentale del Mausoleo di Adriano, espone collezioni di arte, pittura e archeologia. Per questo motivo può essere considerato allo stesso tempo un monumento, un'area archeologica e un museo;
- Il Vittoriano e il Museo nazionale del Palazzo di Venezia abbreviato in "VIVE", è composto dai due edifici, all'interno del Vittoriano si trovano alcuni musei dedicati alla storia d'Italia, in particolare all'Unità d'Italia, Museo centrale del Risorgimento. Mentre Palazzo Venezia è un museo d'arte, che ospita la Biblioteca di archeologia e storia dell'arte che è la più grande biblioteca italiana di arte e archeologia;[174]
- I Musei Capitolini, costituiscono la principale struttura museale civica di Roma, parte del Sistema Musei di Roma Capitale. Si compone delle due sedi di Palazzo Nuovo e Palazzo dei Conservatori in piazza del Campidoglio, e sono il più antico museo pubblico al mondo;[175]
- Museo Nazionale Romano, espone reperti della preistoria e della storia antica di Roma. Il museo si compone di 4 sedi espositive oltre a quella originale: le Terme di Diocleziano, il Palazzo Massimo alle Terme, il Palazzo Altemps e la Crypta Balbi;
- Il Museo delle Civiltà, nato dall’accorpamento di quattro musei nazionali, è situato all’EUR e la sua collezione va dalla preistoria fino al XXI secolo, in particolare di arti africane, oceaniche, asiatiche e americane, reperti altomedievali e di origine coloniale, collezioni paleontologiche e lito-mineralogiche;
- La Galleria Borghese, ospita gran parte della collezione d'arte iniziata da Scipione Borghese, cardinale nipote di papa Paolo V, che è anche responsabile della costruzione della villa che ospita il museo, la Villa Borghese Pinciana situata all'interno dei giardini dell'omonima villa. È il museo d'arte più visitato di Roma[173] dopo i Musei Vaticani, ospita parte dell’antica Collezione Borghese, che comprende importanti opere di Caravaggio, Raffaello e Tiziano, nonché di arte romana antica e di arte barocca;
- La Galleria Nazionale d'Arte Antica, è la principale collezione nazionale di dipinti antichi di Roma, si compone di due poli: Palazzo Barberini e Palazzo Corsini;
- Il Museo Nazionale Etrusco di Villa Giulia, è tra i più importanti musei dedicati alla civiltà etrusca e falisca al mondo;[176]
- Palazzo delle Esposizioni, progettato da Pio Piacentini dal 1877. Il palazzo ospita numerosi eventi e mostre d'arte;
- Il MAXXI, il museo più moderno della città. Progettato dall'architetta Zaha Hadid, è il museo nazionale dedicato all'arte del XXI secolo;
- Galleria Nazionale d'Arte Moderna e Contemporanea, ospita la più completa collezione dedicata all'arte italiana e straniera dall'Ottocento a oggi.[177][178][179]

E ancora: Galleria Colonna, Galleria Doria Pamphilj, Galleria Spada, Museo dell'Ara Pacis, il Museo di Roma, il Museo di Roma in Trastevere, il Museo storico della Liberazione, il Museo dei Fori Imperiali (che assieme ad altri fa parte del sistema dei Musei in Comune), il Museo Barracco, il Museo napoleonico di Roma, il Musei di Villa Torlonia, nonché i moderni MACRO e Venanzo Crocetti e i musei scientifici (Museo civico di zoologia di Roma, Planetario e museo astronomico).

### Media

#### Stampa

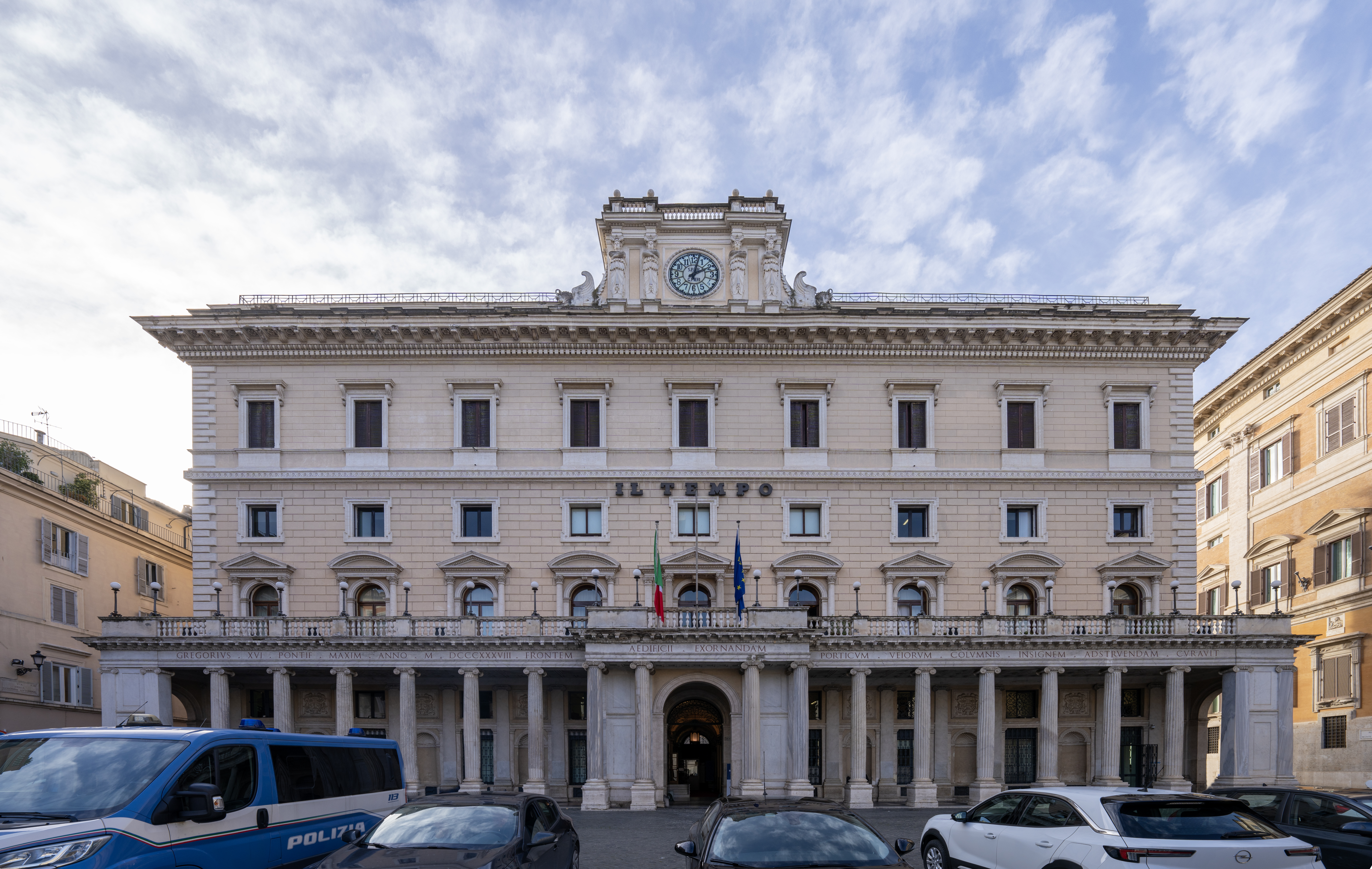
Palazzo Wedekind, sede de Il Tempo

A Roma hanno sede molti tra i più diffusi quotidiani nazionali:
- Il Messaggero (fondato nel 1878, ha sede in via del Tritone);
- Il Tempo (fondato nel 1944, ha sede a Palazzo Wedekind);
- la Repubblica (il secondo quotidiano più diffuso in Italia[180]);
- il Fatto Quotidiano (fondato nel 2009)
- Il Foglio (fondato nel 1996 da Giuliano Ferrara);
- La Discussione (fondato da Alcide De Gasperi nel 1952)
- Secolo d'Italia (fondato nel 1952);
- Il Riformista (fondato nel 2002);
- il manifesto (fondato nel 1969);
- L'Unità (fondato da Antonio Gramsci nel 1924);
- Il Dubbio (fondato da Piero Sansonetti nel 2016);
- Corriere dello Sport - Stadio (uno dei tre principali quotidiani sportivi nazionali);
- Metro (quotidiano) (fondato il 3 luglio 2000);
- Leggo (fondato nel 2001) è edito dal gruppo Caltagirone Editore;
- Il Romanista in formato cartaceo dopo gli incontri della Roma, fondato nel 2004 da Riccardo Luna.

In passato Roma fu anche sede di Liberazione, de Il Giornale d'Italia (1901-2006), di Paese Sera e de Il Popolo.
Vi hanno sede anche alcune delle principali agenzie di stampa multimediali italiane:
- ANSA (fondata nel 1945, è la prima agenzia di informazione multimediale in Italia e tra le prime nel mondo);
- AGI (fondata nel 1950);
- L'Opinione delle libertà (fondata nel 1976)
- L'Identità (fondata da Gino Falleri nel 2016)
- Adnkronos (fondata nel 1963);
- DIRE (fondata nel 1988).
- askanews (fondata nel 2014);

Tra i gruppi editoriali e le case editrici romane, vi sono il Gruppo Editoriale L'Espresso, il Gruppo Editoriale Italiano, l'Istituto dell'Enciclopedia Italiana, Carocci Editore, Città Nuova Editrice, Caltagirone Editore, Lateran University Press, Newton Compton Editori, Gremese, Fanucci Editore, Nutrimenti, Editori Riuniti, CIC Edizioni Internazionali, Fandango Libri, Gallucci Editore, Minimum fax, Fazi Editore.

#### Radio
(Annuncio della prima trasmissione radiofonica italiana, 6 ottobre 1924)
Tra le emittenti radiofoniche italiane a diffusione nazionale, hanno sede a Roma Radio Capital, m2o, Radio Dimensione Suono Roma, Radio Radicale e Rai Radio con dieci reti radiofoniche. Vi si trovano, inoltre, la sede operativa di Radio 24, alcuni studi di Radio Kiss Kiss, una redazione di Radio Maria e una sede di RTL 102.5.
Il 6 ottobre 1924 Ines Viviani Donarelli lesse l'annuncio iniziale della prima trasmissione radiofonica italiana della URI dallo studio romano di palazzo Corrodi (quartiere Parioli). Nel 1927 la URI divenne EIAR, con sede legale a Roma; a Torino vi era la direzione generale. Quest'ultima venne spostata a Roma nel 1952, otto anni dopo che l'EIAR assunse la denominazione di Radio Audizioni Italiane.

#### Televisione

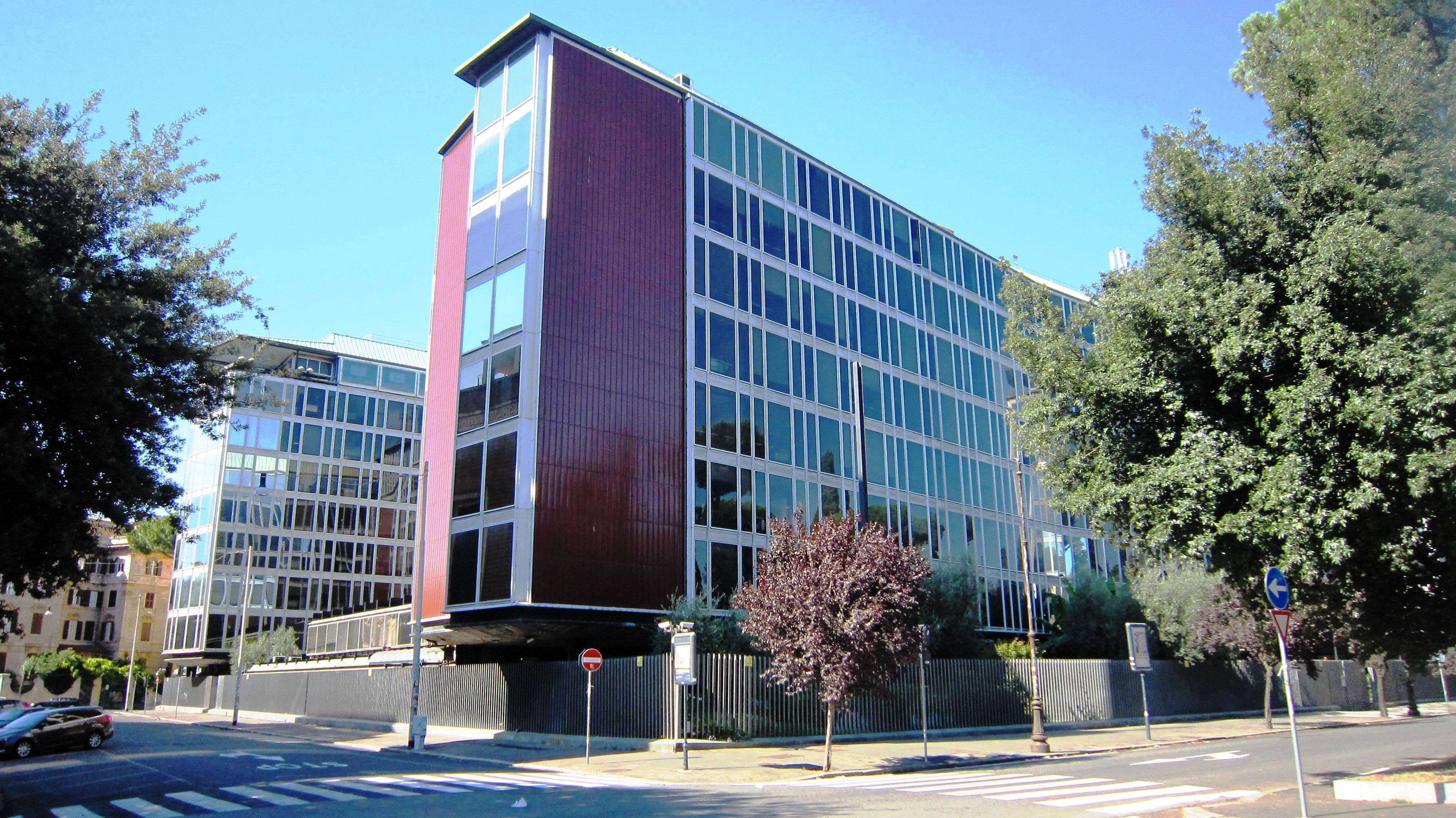
Sede centrale Rai, viale Mazzini 14

Nel 1952 la direzione generale della Radio Audizioni Italiane si trasferì da Torino (città in cui nel 1924 nacque la URI) a Roma: qui la società, il 10 aprile 1954, divenne operatore televisivo e assunse la denominazione RAI - Radiotelevisione Italiana S.p.A. La sede legale, la presidenza e la direzione generale si trovano in viale Giuseppe Mazzini 14, nel quartiere Della Vittoria. Il principale centro di produzione si trova a Saxa Rubra; altri sono siti in via Teulada (Della Vittoria), via Ettore Romagnoli (Monte Sacro Alto) e al teatro delle Vittorie in via Col di Lana (Della Vittoria); l'auditorium Rai si trova al Foro Italico. A Roma vengono prodotte Rai 1, Rai 2, Rai 3, Rai News 24, Rai Italia e Rai Radio 1, Rai Radio 2, Rai Radio 3, Rai IsoRadio, Rai Gr Parlamento, Rai Radio Tutta Italiana.
A Roma si trovano anche due centri di produzione Mediaset (il Centro Safa Palatino e il Centro Titanus Elios), una sede di Sky Italia (nel centro di Roma) e la sede de LA7 e LA7d (via Pineta Sacchetti); hanno sede, inoltre, varie aziende televisive e di streaming-on demand (TIMvision, Tivù, Netflix Italia, Warner Bros. Entertainment Italia, NBC Universal Global Networks Italia, A+E Networks Italia e sedi di rappresentanza di TV estere), TV2000 (la TV della Conferenza Episcopale Italiana, sulla via Aurelia) e Telepace (via del Mascherino) che ambedue collaborano con il Centro Televisivo Vaticano, nonché le varie reti televisive locali del Lazio.
Numerosi sono i programmi andati in onda da Roma e le fiction televisive girate nella città capitolina: da Canzonissima a Rischiatutto, da Non è la Rai al Maurizio Costanzo Show, da Ballando con le stelle a Carràmba! Che sorpresa, da Domenica in a Chi l'ha visto?, da Un medico in famiglia a I Cesaroni.

### Arte

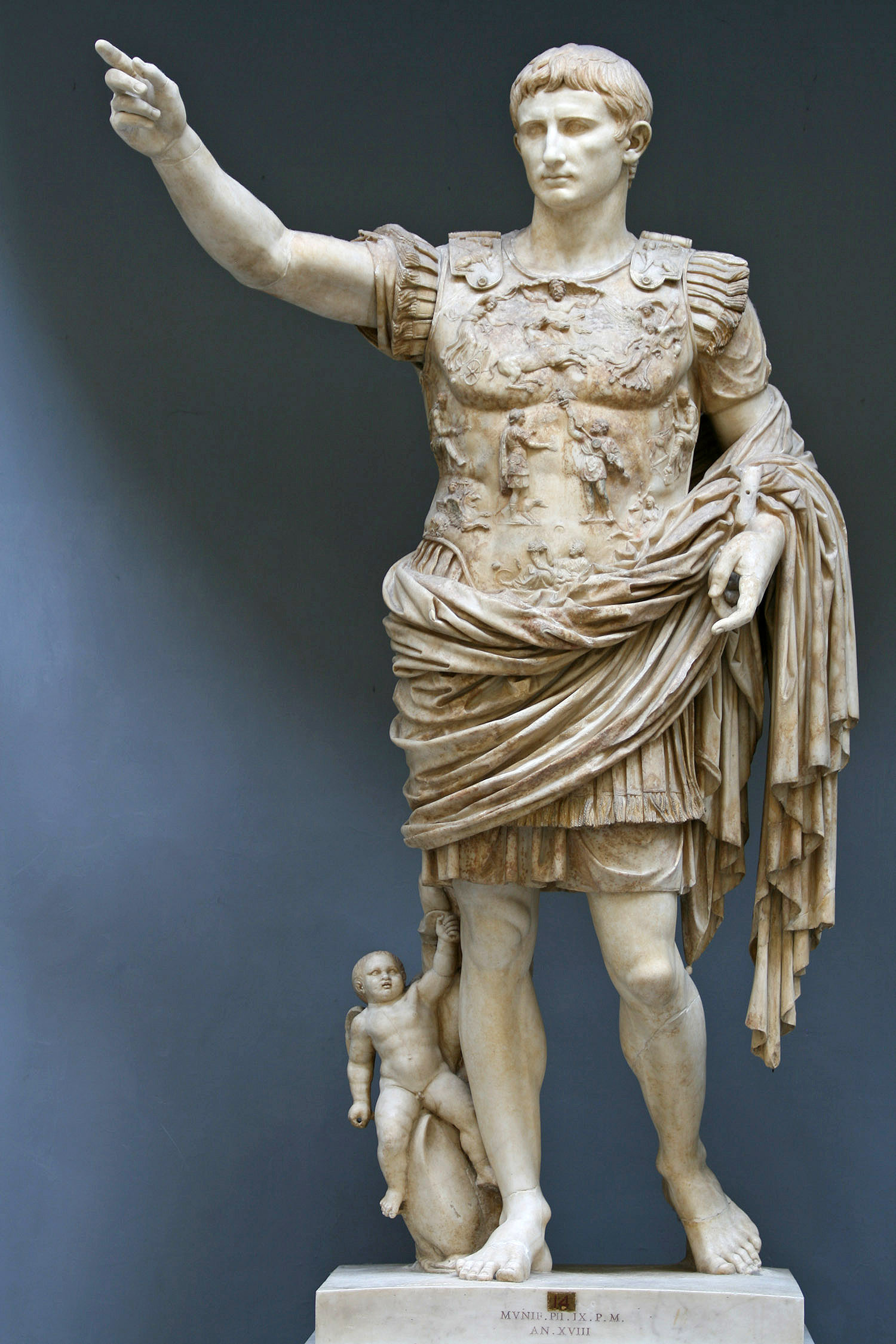
Augusto di Prima Porta
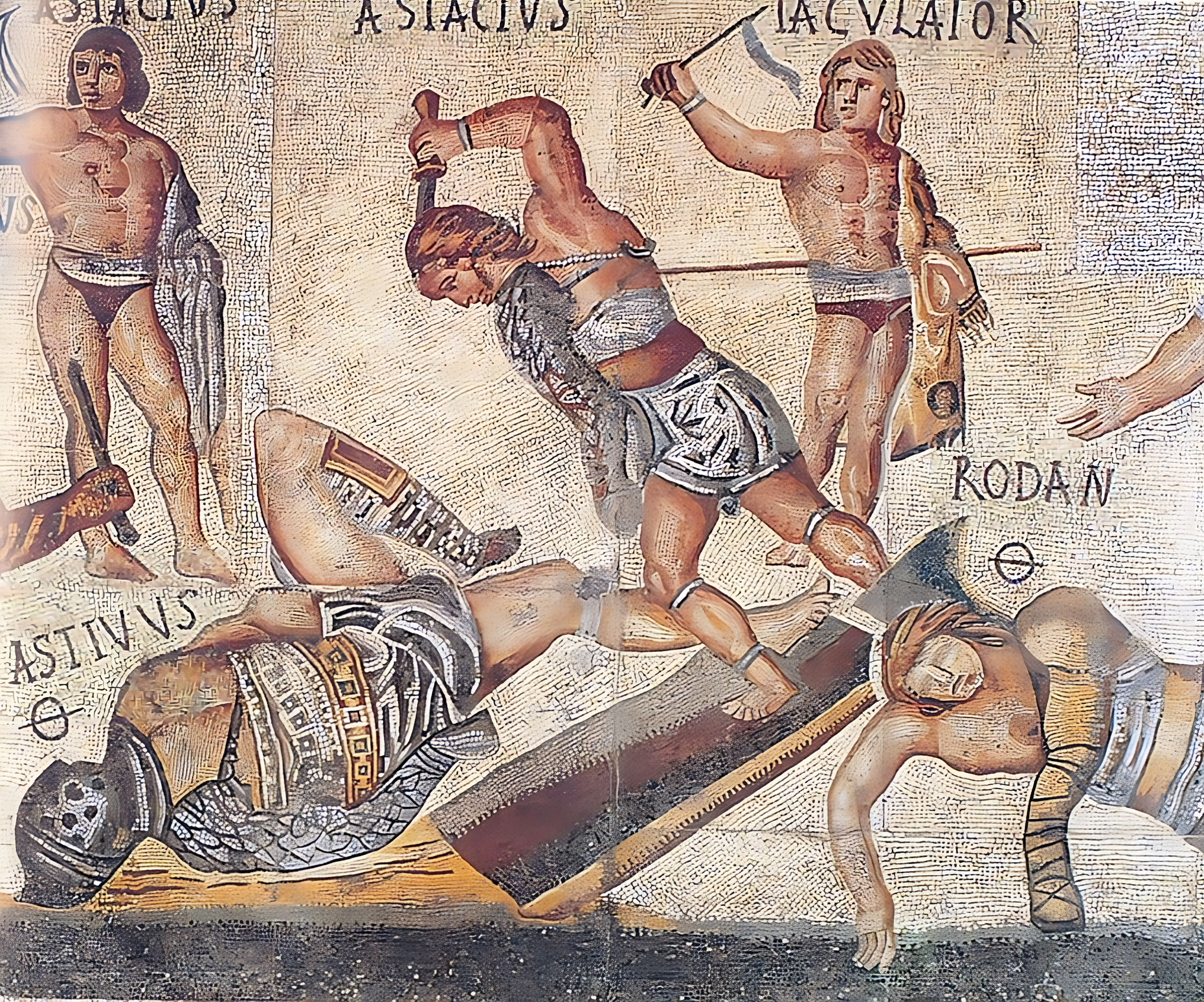
Il Mosaico del gladiatore
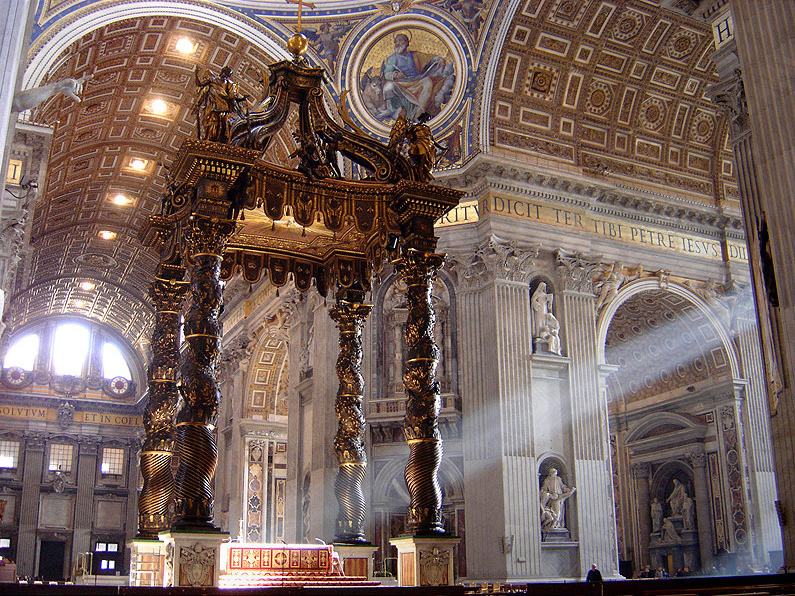
Il baldacchino di San Pietro
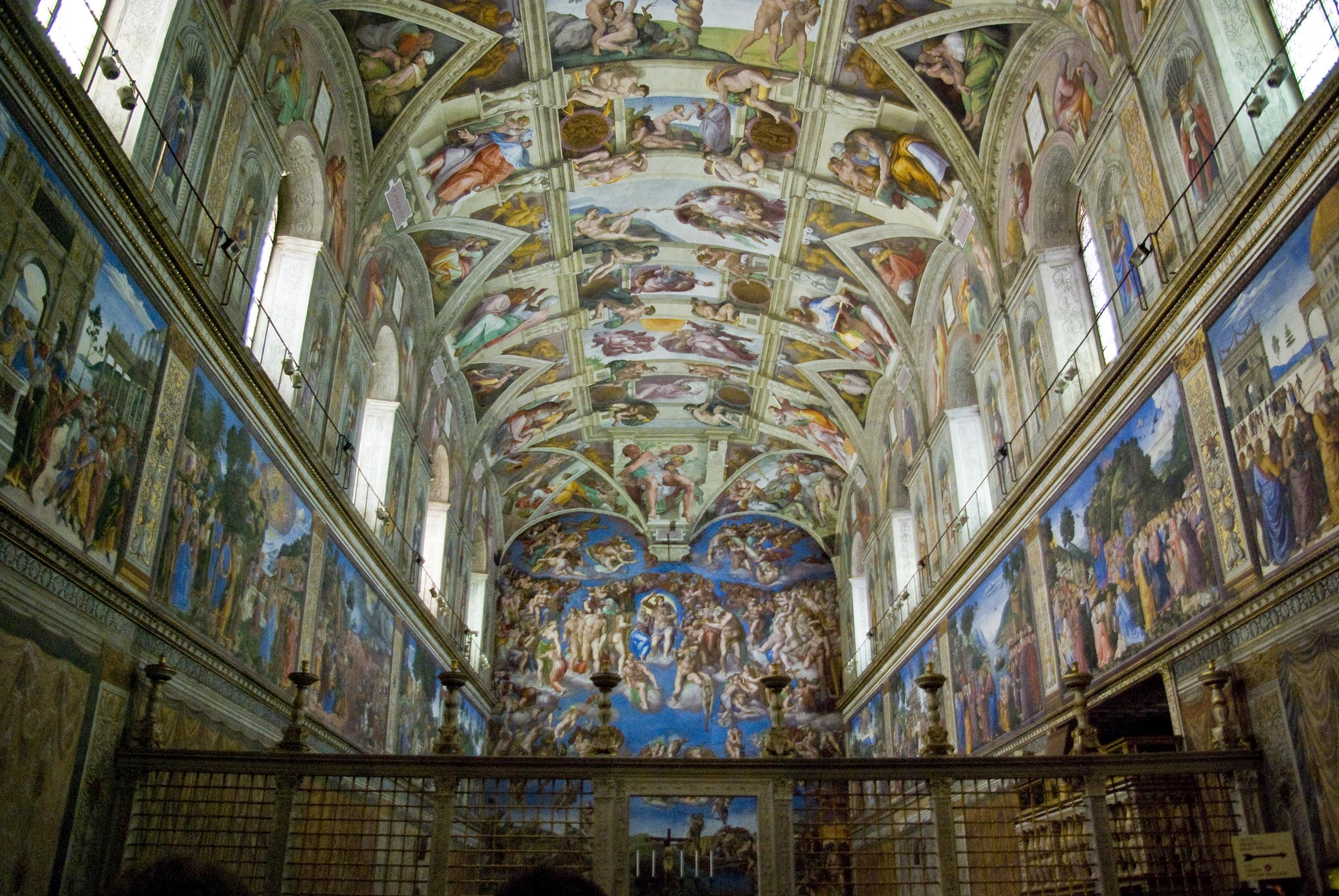
La Cappella Sistina
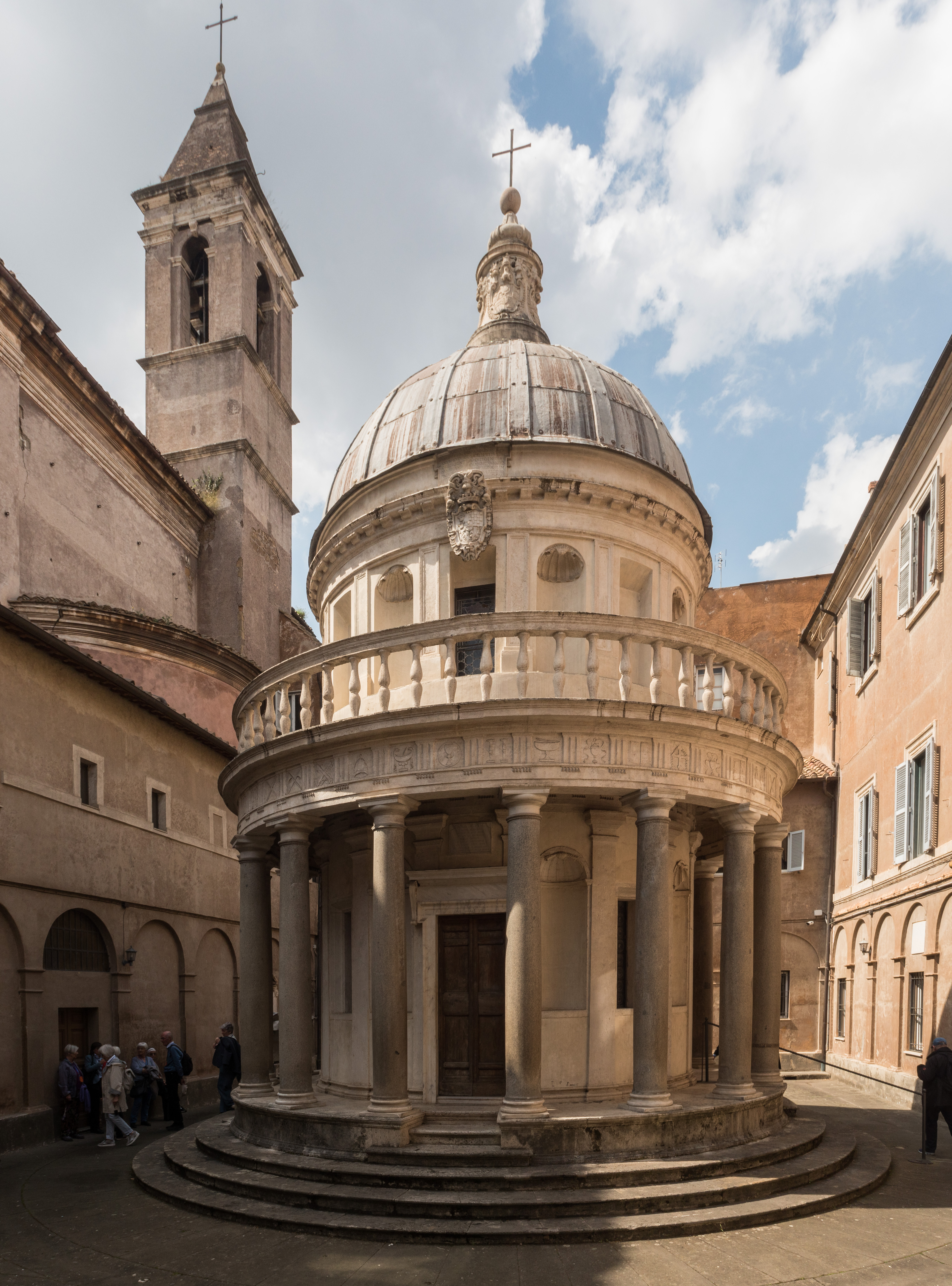
Il tempietto di San Pietro in Montorio

Roma è oggi considerata una fra le più importanti città d'arte del mondo; nel suo territorio vi sono opere testimonianza di tutte le civiltà che l'hanno abitata nelle varie epoche, dalle opere romane a quelle medievali, rinascimentali, barocche, romantiche e contemporanee: per questo essa risulta essere la città che possiede più monumenti al mondo.
L'arte romana fu fortemente influenzata da due correnti culturali differenti: la cultura italica (in particolar modo etrusca) e la cultura greca ellenistica; i Romani, tuttavia, non davano molta importanza al mondo dell'arte, considerata causa di corruzione del mos maiorum.
A Roma, fin dai primi secoli, si affermò la ritrattistica, legata al culto degli antenati. La conquista dei popoli stranieri fece confluire nella città capitolina immense ricchezze derivanti dalla spoliazione dei templi e delle città nemiche: la definitiva conquista dei territori ellenici, inoltre, la mise a diretto contatto con i tesori dell'arte greca.
L'architettura romana basava i propri schemi costruttivi sul principio dell'arco e della volta; la cupola fu la vera e propria invenzione romana, insieme con la fitta rete stradale che collegava Roma con le altre città dell'impero. La pittura romana, probabilmente simile a quella ellenistica, viene convenzionalmente suddivisa in quattro stili, detti pompeiani; a Roma si sono conservati alcuni esempi in varie dimore patrizie, ad esempio nella villa di Livia e presso la Casa della Farnesina.
L'arte romana può essere divisa in due filoni: arte aulica (o patrizia) e arte plebea, da cui derivò l'arte paleocristiana e gran parte dell'arte medievale. Proprio il cristianesimo modificò l'aspetto della città, che si arricchì di catacombe, di basiliche (costruite sull'esempio di quelle civili), di chiese con decorazioni musive.
Dopo secoli di decadenza, dovuta alle invasioni barbariche, a Roma l'arte conobbe una nuova fase in seguito alla discesa dei Franchi in Italia e, soprattutto, all'incoronazione di Carlo Magno, che volle ricostituire un impero paragonabile a quello romano, per estensione e potenza, ma anche per arte e cultura.
Dopo il Basso Medioevo, caratterizzato dal dominio di nobili famiglie che arricchirono il volto della città con centinaia di torri, simbolo del loro potere, e la definitiva affermazione del papato dopo lo scisma d'Occidente, Roma cambiò la propria immagine, divenendo il più importante luogo di produzione artistica dell'intero continente; in questo periodo, in città lavorarono, al servizio dei Papi, i maggiori architetti e pittori del tempo: Masaccio e Masolino, Leon Battista Alberti, il Beato Angelico, Piero della Francesca, Pinturicchio, Botticelli, Bramante, Raffaello e Michelangelo.
Dopo il quinquennio del papa Sisto V, che mutò l'impianto urbanistico della città, nel XVII secolo a Roma nacque l'arte barocca, che ebbe in Carlo Maderno, Pietro da Cortona, Gian Lorenzo Bernini e Francesco Borromini i suoi massimi esponenti.
Nel Settecento, Roma perse il ruolo politico di principale capitale europea, e, nonostante la realizzazione di alcune grandi opere d'arte (tra cui quelle di Antonio Canova), la produzione artistica subì un lento declino, dovuto anche alle vicende politiche della città.
La svolta decisiva avvenne con la breccia di porta Pia, che consegnò Roma al Regno d'Italia: la città dovette adeguarsi nuovamente al ruolo di capitale e conobbe una rapida espansione, urbanistica e demografica. Dopo la Roma umbertina di fine Ottocento e la Roma giolittiana di inizio XX secolo, si affermò il fascismo, che rinnovò il volto della città. La seconda metà del secolo è stata caratterizzata dalla creazione di nuovi quartieri, come l'EUR, in cui dominano l'arte e l'architettura moderna e contemporanea.

### Teatro

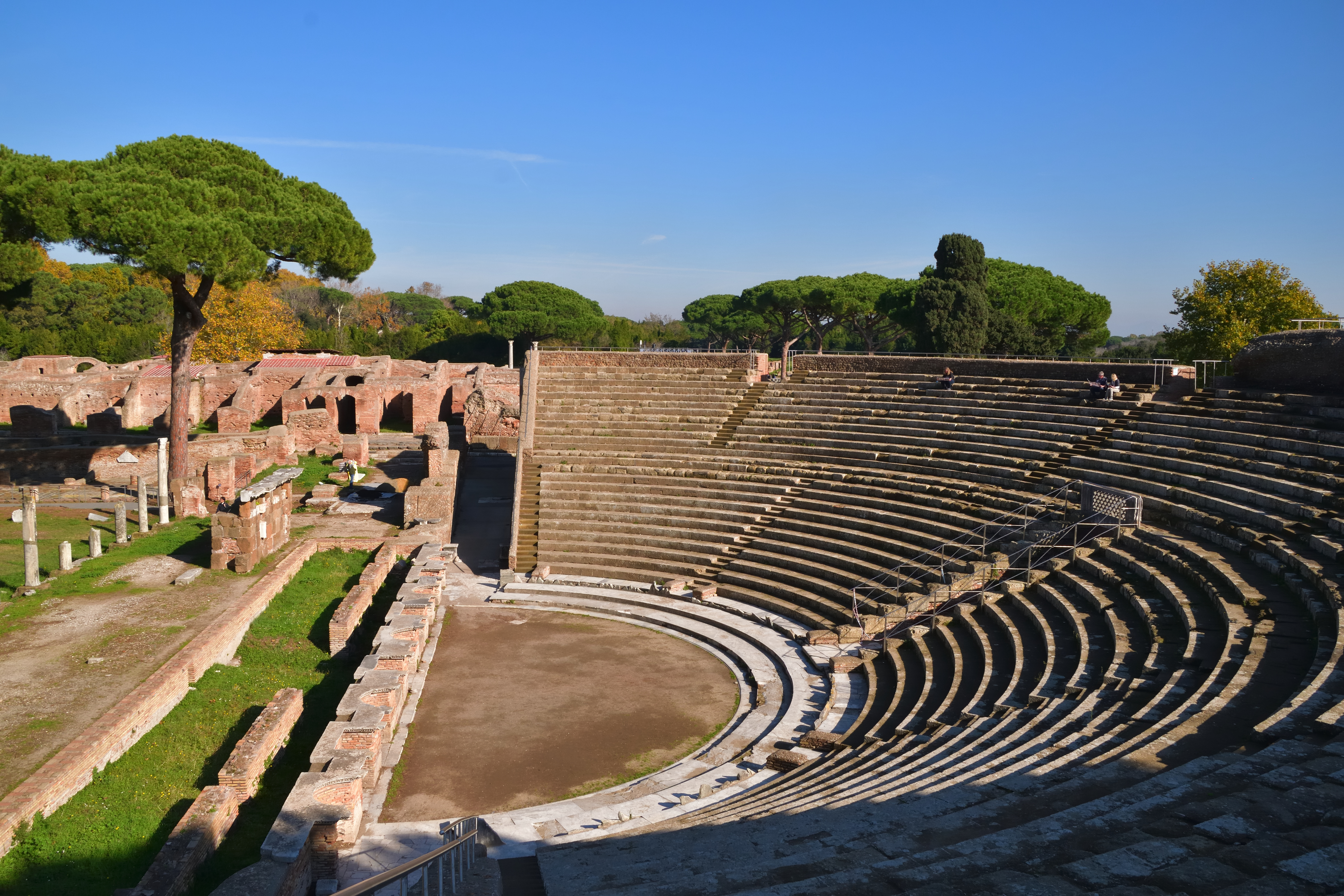
Il teatro romano di Ostia antica

Le prime forme teatrali presenti a Roma furono le espressioni popolari preletterarie: il fescennino, penetrato a Roma nel IV secolo a.C.; la satura, rappresentata durante i ludi scaenici istituiti nel 364 a.C.; l'atellana, una farsa di tipo comico; il mimo, uno spettacolo di origine greca.
È proprio con la rappresentazione di un'opera teatrale che, tradizionalmente, ha inizio la storia della letteratura latina: nel 240 a.C., infatti, gli edili affidarono a Livio Andronico la composizione di una fabula, in occasione dell'anniversario della vittoria di Roma su Cartagine (prima guerra punica).

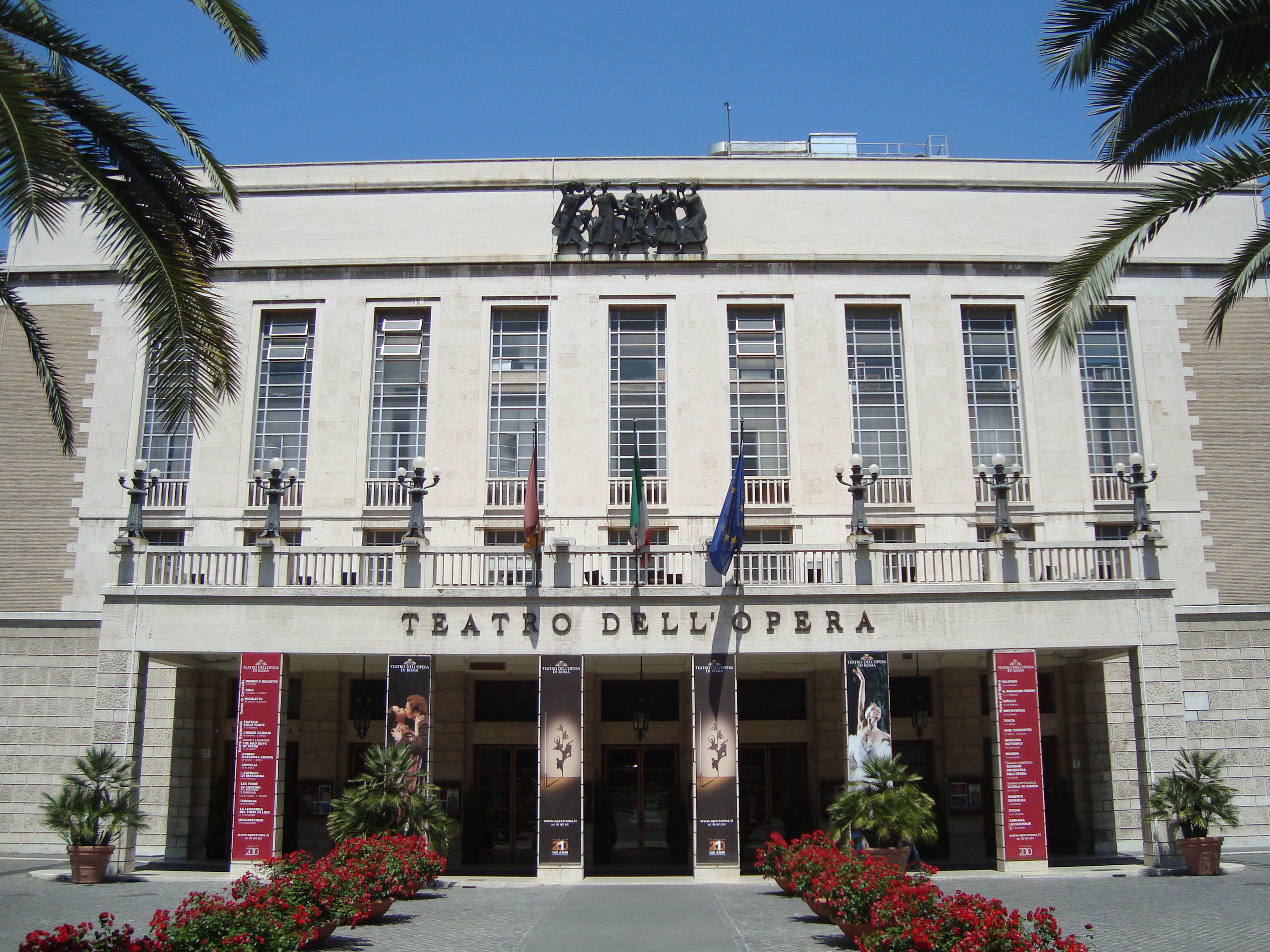
Teatro dell'Opera di Roma

Fortemente influenzato da quello greco, il teatro latino annovera tra i principali autori Gneo Nevio, Marco Pacuvio, Quinto Ennio, Lucio Accio, Tito Maccio Plauto, Publio Terenzio Afro e Lucio Anneo Seneca; dal I secolo d.C. in poi, per il teatro latino iniziò una lunga fase di decadenza.
Dopo una fase buia durante tutto il Medioevo (caratterizzato dal cosiddetto teatro religioso), il teatro svolse un ruolo di primo piano dagli inizi dell'età moderna, nonostante la rigida censura dei pontefici: gli spazi pubblici dedicati alle rappresentazioni teatrali, tuttavia, iniziarono a comparire solo nel Seicento (secolo influenzato dalla presenza in Roma della mecenatica Cristina di Svezia), anche se il primo fu eretto sul Campidoglio per volere del papa Leone X nel 1513.
Il secolo d'oro per il teatro romano moderno fu il Settecento, quando furono costruiti i grandi teatri (l'Alibert, l'Argentina) e si diffuse il melodramma del romano Pietro Metastasio. Il teatro, dopo un declino nella prima metà dell'Ottocento, si rivitalizzò dopo l'unità nazionale (soprattutto il teatro dialettale e la prosa); negli anni 1880 fu costruito il Costanzi (il teatro dell'Opera).
Nel Novecento furono realizzati numerosi teatri, nonostante la crisi del mondo teatrale dovuta alla nascita del cinema e della televisione; negli ultimi decenni è stato attuato un decentramento teatrale a favore delle zone periferiche della città capitolina.
Oggi Roma vanta una grande varietà di offerta teatrale, potendo annoverare, oltre ai sopracitati, il teatro Eliseo, il teatro Brancaccio, il teatro Ambra Jovinelli, il teatro Sistina, il teatro Quirino, il teatro Valle, il teatro India, il salone Margherita, il GranTeatro, il teatro delle Vittorie, il teatro Tor Bella Monaca, il teatro del Lido e il teatro Arcobaleno.

### Cinema

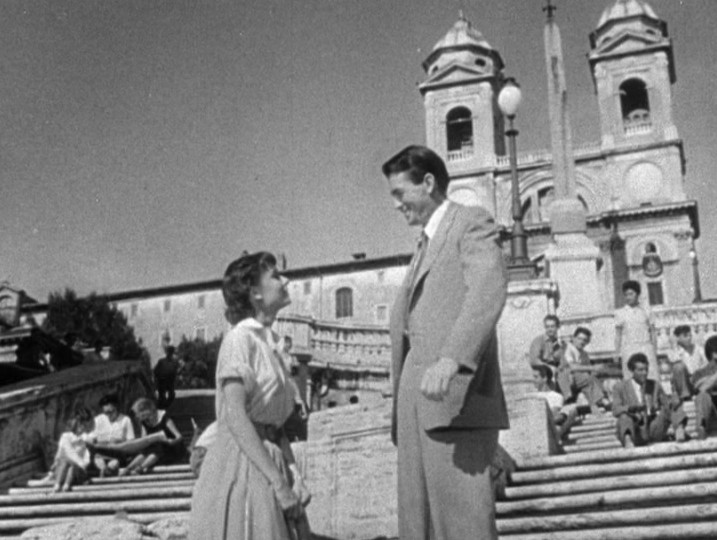
Audrey Hepburn e Gregory Peck in Vacanze romane

Roma è considerata una delle capitali mondiali del cinema: dalla costruzione degli studi di Cinecittà in poi, vi si è concentrata gran parte dell'industria cinematografica italiana. Cinecittà, inaugurata nel 1937, negli anni cinquanta e sessanta divenne, per i produttori americani, la nuova Hollywood: qui furono girati colossal come Quo vadis, Cleopatra e Ben-Hur.
Diversi luoghi della città sono legati a film, attori, registi: ad esempio, piazza del Popolo (Nell'anno del Signore di Luigi Magni), via Vittorio Veneto e la fontana di Trevi (La dolce vita di Federico Fellini), la chiesa della Trinità dei Monti e via Margutta (Vacanze romane di William Wyler), Testaccio (Accattone di Pier Paolo Pasolini), la fontana di Trevi (Totòtruffa 62, con Totò e Nino Taranto). Vi sono, inoltre, film di grande successo legati alla città e alla sua storia, seppur girati altrove: sono numerosi, in particolar modo, i film sull'antica Roma, facenti parte del cosiddetto genere peplum (da Spartacus a Il gladiatore) e specialmente quelli filo religioso-esorcistico (Il rito, L'altra faccia del diavolo e Angeli e demoni).
Roma è legata a tanti altri cineasti, tra cui registi come Vittorio De Sica, Roberto Rossellini, Sergio Leone, Pier Paolo Pasolini, Mario Monicelli, Giorgio Bianchi, Luigi Comencini, Ettore Scola, Luigi Zampa, Dino Risi, Steno, Pietro Germi, Ettore Scola, Lucio Fulci, Dario Argento, Nanni Moretti, Paolo Sorrentino, Matteo Garrone, sceneggiatori come Suso Cecchi D'Amico, Ennio Flaiano, Leonardo Benvenuti, Age & Scarpelli, Flavio Mogherini e anche ad attori come Anna Magnani, Aldo Fabrizi, Silvana Mangano, Alberto Sordi, Nino Manfredi, Vittorio Gassman, Ugo Tognazzi, Gian Maria Volonté, Monica Vitti, Enrico Montesano, Gigi Proietti, Christian De Sica, Carlo Verdone, Sergio Castellitto, Massimo Ghini, Sabrina Ferilli.
Prima di Cinecittà, tuttavia, vi furono altre case di produzione: la Cines, sorta nel 1906 dalla trasformazione in società anonima della Alberini & Santoni, la Scalera Film, alla circonvallazione Appia e la De Paolis; contribuirono allo sviluppo dell'industria cinematografica anche La Settimana Incom e l'Istituto Luce.

### Musica
La musica è presente nella storia di Roma fin dalle prime espressioni orali dei ceti dominanti della fase preletteraria (dai carmina convivalia alle neniae) e quelle popolari (canti, formule magiche, filastrocche, carmina triumphalia). Di origini etrusche o italiche, la musica romana ricopriva un ruolo fondamentale nella vita sociale, culturale e militare: i principali strumenti, infatti, venivano utilizzati durante le battaglie.
Con l'avvento del cristianesimo, si diffuse in Roma il canto cristiano, in cui è possibile riscontrare gli archetipi della cultura musicale occidentale. In seguito alla svolta costantiniana, a Roma fu fondata la prima schola lectorum, poi divenuta schola cantorum. Nella chiesa di Roma si sviluppò il canto romano antico, successivamente chiamato canto gregoriano perché attribuito al papa Gregorio I: tale canto è riconosciuto come canto proprio della liturgia romana. Nel 1028 Guido d'Arezzo fu invitato dal papa Giovanni XIX a Roma, dove soggiornò al Laterano, per illustrare alla curia papale le novità che aveva introdotto in campo musicale.
Fra il XVI e il XVII secolo, nel contesto della Controriforma, si affermò la Cappella musicale pontificia sistina e fu attivo in Roma un gruppo di compositori alla ricerca di uno stile sacro rinnovato sulla base del canto gregoriano e della polifonia del XV secolo: il principale interprete di questo rinnovamento, da cui fiorì la nuova musica polifonica e barocca, fu Giovanni Pierluigi da Palestrina. Nel 1584 è stata fondata l'Accademia Nazionale di Santa Cecilia, la più antica accademia di musica al mondo. Fu a Roma che, con Giulio Caccini prima e con Pietro Metastasio poi, si avviò la riforma del melodramma italiano.
Nei secoli successivi, Roma fu meta di compositori come Antonio Vivaldi, Wolfgang Amadeus Mozart, Gioachino Rossini, Franz Liszt, Charles Gounod e Claude Debussy.
Nel XX secolo la città ha dato i natali ai compositori Ennio Morricone, Armando Trovajoli, Nicola Piovani, alla clavicembalista Chiara Massini, alla pianista Alessandra Celletti nonché ad alcuni tra i principali cantautori italiani, tra cui Claudio Villa, Lando Fiorini, Claudio Baglioni, Antonello Venditti, Renato Zero, Francesco De Gregori, Fiorella Mannoia, Michele Zarrillo, Luca Barbarossa, Marina Rei, Jovanotti, Eros Ramazzotti, Max Gazzè, Alex Britti, Daniele Silvestri, Niccolò Fabi, Simone Cristicchi, Giorgia, Fabrizio Moro e Ultimo.
Roma ha avuto anche una grande cultura hip hop, con rapper molto famosi come Piotta e CaneSecco e collettivi quali il TruceKlan, i Colle der Fomento e i Cor Veleno.
Nel 1908 è stata fondata l'Orchestra dell'Accademia Nazionale di Santa Cecilia, la più antica delle attuali orchestre sinfoniche italiane, che dal 2002 ha sede nel moderno Auditorium Parco della Musica. Le altre orchestre sinfoniche della città sono l'Orchestra Sinfonica di Roma, che si esibisce all'Auditorium Conciliazione e l'Orchestra Roma Sinfonietta, che ha sede all'Auditorium Parco della Musica.
Nel 1919 alla Città fu dedicato un apposito inno composto da Puccini su testo di Fausto Salvatori, per celebrare la vittoria dell'Italia nella prima guerra mondiale.
Lo Studio 15 di Cinecittà ha ospitato l'Eurovision Song Contest 1991, dopo la vittoria nell'anno precedente di Toto Cutugno e ha visto a sua volta la vittoria della Svezia con il brano Fångad av en stormvind di Carola Häggkvist.

### Cucina

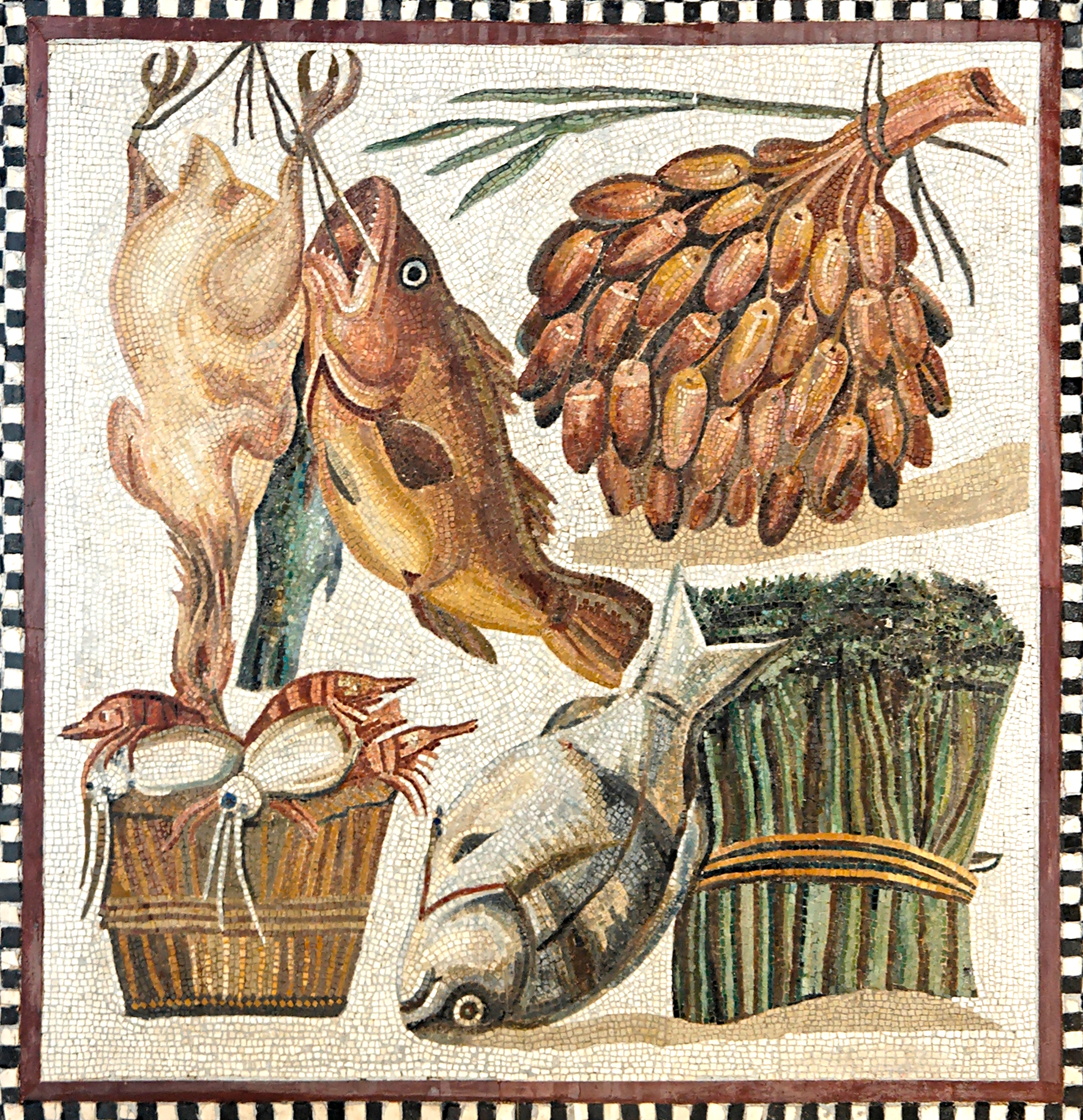
Prodotti tipici della cucina antica

Alle origini della cucina romana vi è la cucina dell'antica Roma, descritta nel Satyricon di Petronio Arbitro e nelle ricette di Apicio e basata su carni battute, legumi, ortaggi, pesci e vino.
La cucina romanesca, a partire dal Medioevo, si divise in cucina pontificia, consumata alla corte dei Papi, e cucina popolare, maturata sino ai nostri giorni. Quest'ultima si basa su ingredienti semplici ma saporiti, sull'uso di erbe aromatiche, di avanzi e frattaglie, di strutto, olio e battuto a base di lardo, guanciale, ventresca e grasso di prosciutto.
Tra i piatti tipici vi sono l'abbacchio al forno, la coda alla vaccinara, la coratella, i rigatoni con la pajata, i saltimbocca, la trippa di bue, i carciofi alla romana, l'amatriciana, la carbonara, la cacio e pepe, la pasta alla gricia, il pangiallo, la pizza bianca, il maritozzo e piatti della cucina ebraico-romanesca (tra cui i carciofi alla giudia e i calzonicchi).

### Eventi
Ogni anno la Capitale è protagonista di eventi in molteplici ambiti culturali e capaci di attirare diverse centinaia di migliaia di persone.
Sul piano cinematografico la città ospita: la Festa del Cinema di Roma, in autunno, con palcoscenico principale presso l'Auditorium Parco della Musica; il Rome Independent Film Festival (abbreviato in RIFF), un festival di cinema indipendente che si tiene a Roma a partire dal 2000; la cerimonia di premiazione dei David di Donatello, con sede variabile tra l'Auditorium Conciliazione e gli Studi de Paolis sulla via Tiburtina.
In àmbito letterario si segnalano invece la cerimonia di premiazione del Premio Strega, che avviene ogni anno il primo giovedì del mese di luglio, nel ninfeo di Villa Giulia; la fiera della piccola e media editoria, Più libri più liberi, presso il Nuovo Centro Congressi all'EUR; Letterature - Festival Internazionale di Roma, che si svolge in estate presso la basilica di Massenzio ai Foro Romano o allo Stadio palatino; "Libri Come", presso l'Auditorium Parco della Musica.
Sul fronte artistico in città si svolgono la Quadriennale di Roma, solitamente presso il Palazzo delle Esposizioni, l'Esposizione triennale di arti visive (dal 2011), oltre a numerose mostre di rilevanza internazionale presso gli spazi espositivi delle Scuderie del Quirinale, dei vari musei e delle numerose gallerie private. Infine, dal 2002 al 2020, a Roma si è tenuto FotoGrafia. Festival internazionale di Roma.
Nella capitale si svolgono anche eventi legati alla moda: l'Altaroma Fashion Week curata dalla società Altaroma in sedi variabili (l'area dell'Ex Dogana allo Scalo San Lorenzo nel quartiere Tiburtino, l'ex Caserma in Via Guido Reni); la Rome Fashion Week che si svolge nelle sale della Fiera di Roma; Roma Sposa - Salone Internazionale dell'Abito da Sposa e da Cerimonia, che ha luogo in autunno presso il Nuovo Centro Congressi; sfilate dei grandi marchi presso luoghi iconici del centro storico.
Di rilevanza nazionale sono anche altre manifestazioni, come l'Estate romana o Romarama, che prevede numerose iniziative (eventi artistici, performance teatrali, spettacoli di musica, rassegne di cinema, rassegne a base di reading, letture e concerti, manifestazioni dedicate ai libri e altri eventi), l'edizione europea del Maker Faire, il Romaeuropa Festival, e il Romics, evento legato al fumetto e all'animazione, annuale fino al 2012 e semestrale a partire dal 2013.

## Geografia antropica

### Suddivisioni storiche
La suddivisione storica è composta di 116 comprensori toponomastici organizzati in quattro gruppi:
- 22 rioni che compongono il centro storico, istituiti nel Medioevo sulla base delle 14 regioni augustee e ampliati alla fine del XIX secolo, tutti compresi entro le Mura aureliane tranne Borgo e Prati;
- 35 quartieri che circondano il centro storico fuori dalle Mura aureliane, compresi i tre "quartieri marini" di Ostia;
- 6 suburbi, territori oltre quartiere;
- 53 zone scarsamente popolate a cavallo del GRA e fino ai confini comunali, che compongono l'Agro romano.

Esistono ulteriori suddivisioni e toponimi di uso corrente.

Suddivisioni di Roma
Città Metropolitana di Roma Capitale in rosso il territorio del Comune di Roma Capitale
Regione Lazio in rosso il territorio della Città Metropolitana di Roma Capitale

Rioni di Roma
Quartieri di Roma
Suburbi di Roma
Zone di Roma
Zone urbanistiche di Roma
Municipi di Roma

### Suddivisioni amministrative

I Municipi di Roma

Il territorio di Roma Capitale è suddiviso in quindici Municipi, con autonomia gestionale, finanziaria e contabile, ed organi politici eletti direttamente.
Nel 1972 furono istituite venti Circoscrizioni, ridotte a diciannove nel 1992 quando la XIV è diventata il Comune di Fiumicino, e denominate Municipi dal 2001, quando acquisirono maggiori competenze in base al processo di decentramento amministrativo. Dal 2013 lo statuto di Roma Capitale articola il territorio in quindici Municipi, accorpando alcuni dei territori preesistenti.
A fini statistici i Municipi sono ulteriormente suddivisi in 155 zone urbanistiche omogenee.

## Economia

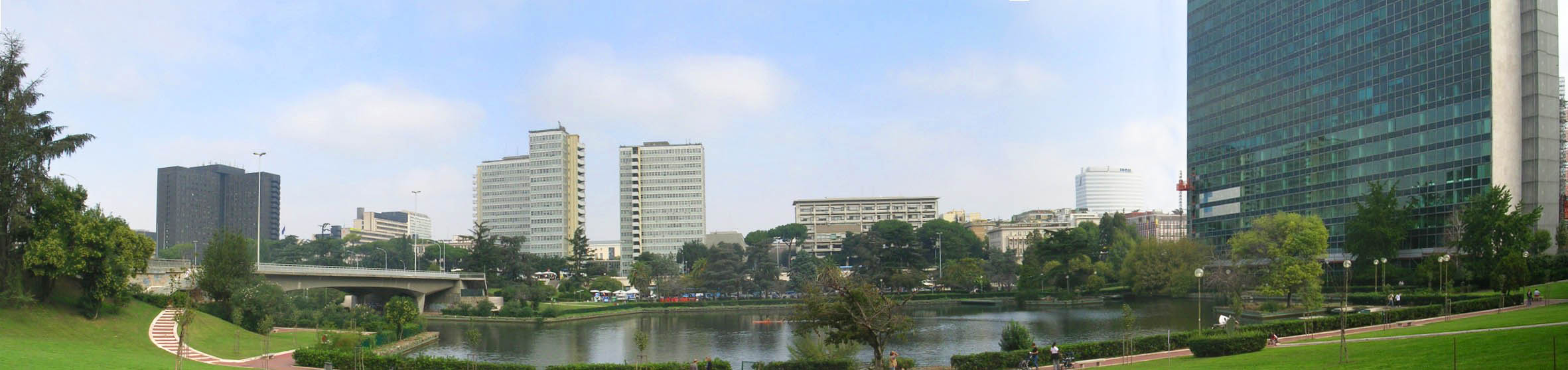
Parco Centrale del Lago all'EUR (nel 2008), sede del più importante polo finanziario e terziario della capitale

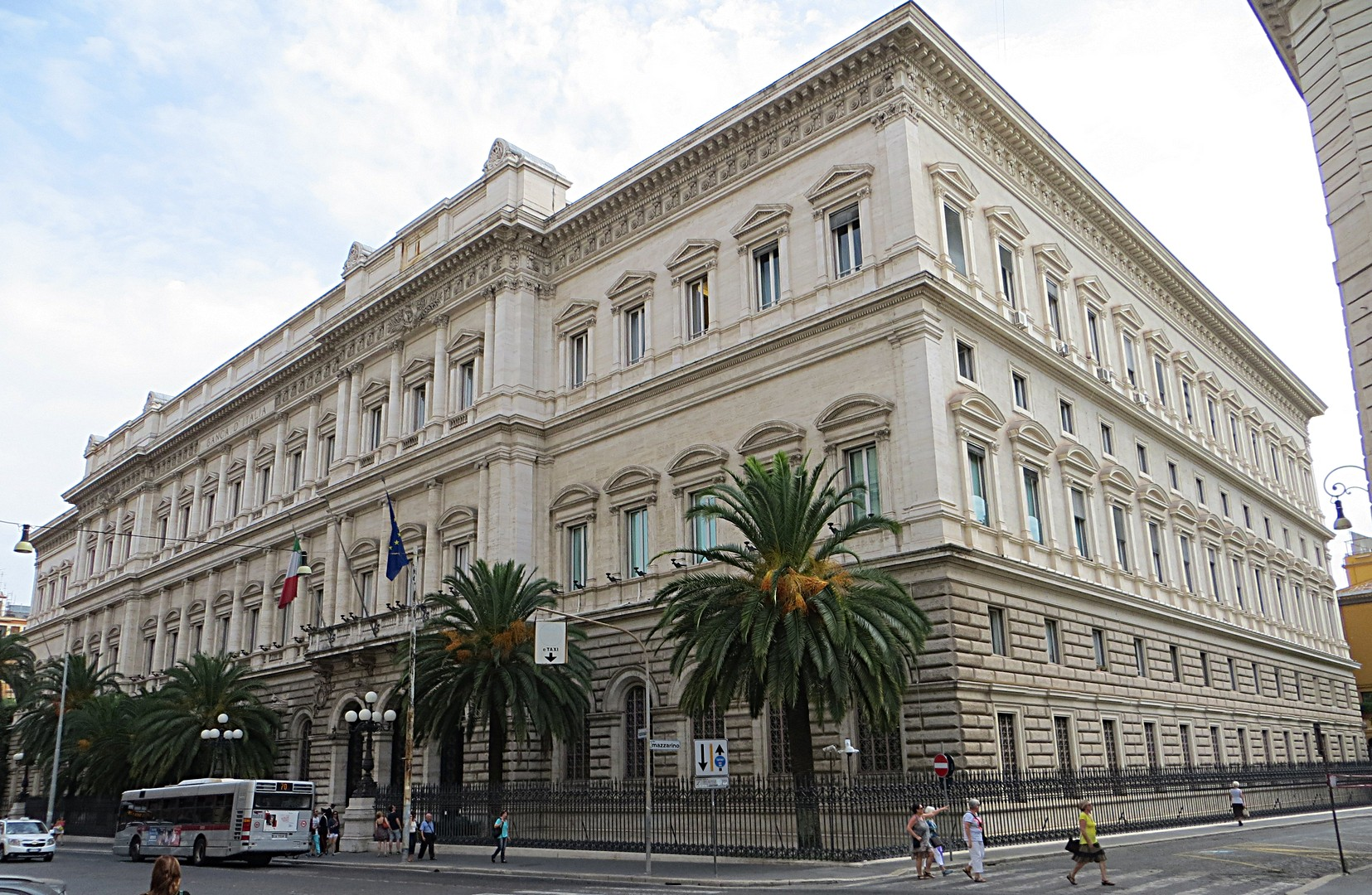
La Banca d'Italia in via Nazionale

Roma è il primo comune in Italia per prodotto interno lordo complessivo, vi si concentrano infatti gran parte delle attività economiche e dell'occupazione del Lazio. Il reddito imponibile medio pro-capite dichiarato nel 2021 era di 25 990 euro.
Il valore aggiunto delle imprese nell'industria e nei servizi non finanziari è stato nel 2015 pari a 51,8 miliardi (poco meno di Milano con 52,5), mentre la produttività è stata di 57 000 euro per addetto (inferiore rispetto ai 70 500 di Milano); i settori più rilevanti in termini di valore aggiunto sono informazione e comunicazione (10,4 miliardi), commercio (7,4) e attività professionali e tecniche (5,6).

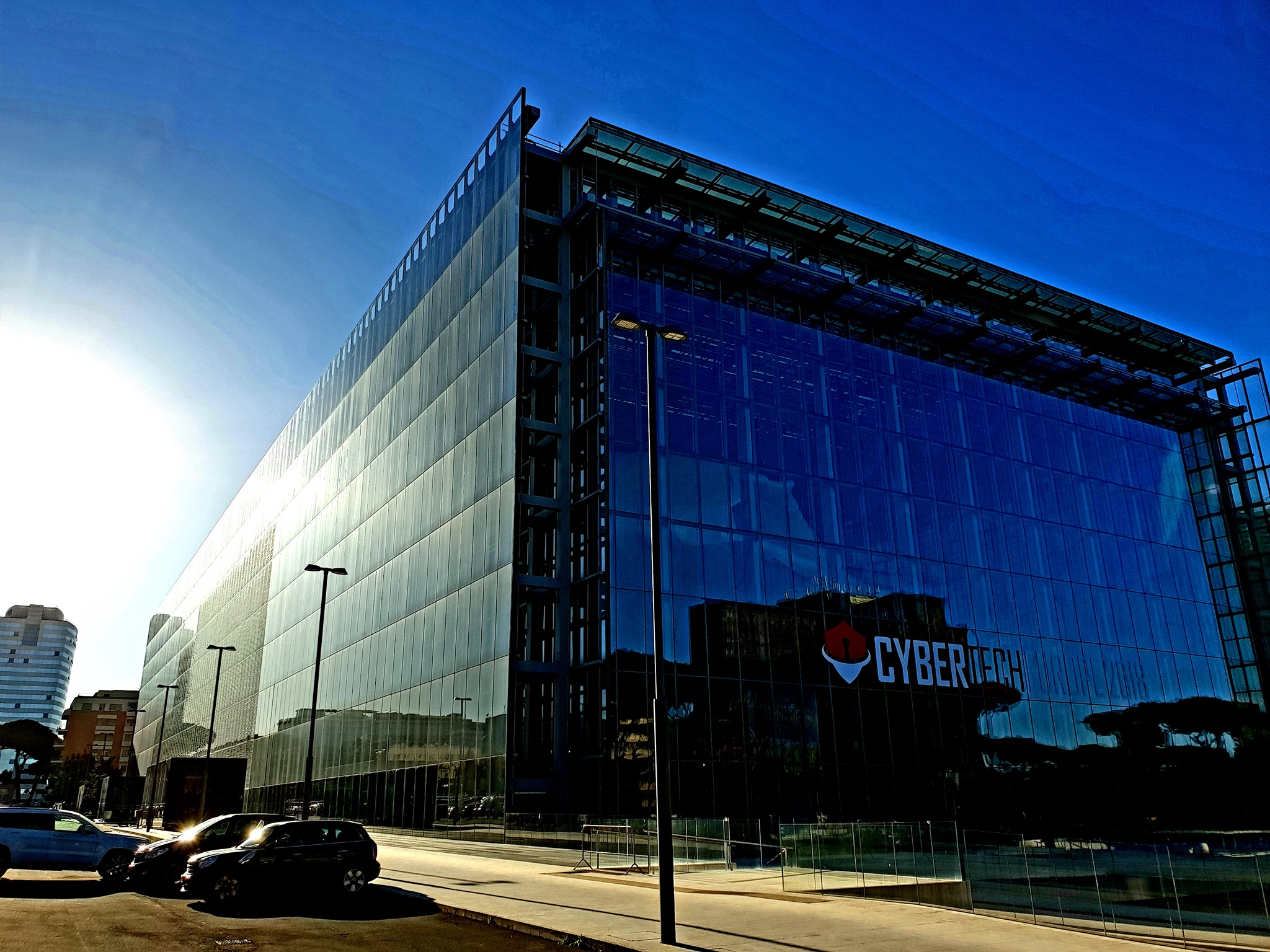
Nuovo Centro Congressi nel 2018

La città metropolitana di Roma ha il maggiore ammontare in Italia di popolazione attiva (1,98 milioni) e di occupati (1,77 milioni) e un tasso di attività che si attesta al 64,1%, superiore alla media nazionale. Il tasso di disoccupazione nel 2022 si è attestato intorno al 7,4%, in netto calo rispetto al 2015 (10,7%).
L'87% degli occupati è addetto al settore dei servizi (di cui il 19% in commercio, alberghi e ristoranti), il 7% nell'industria in senso stretto, oltre al 5,4% nelle costruzioni; il 78% degli occupati era dipendente.
Storicamente la città di Roma ha potuto contare su una forte espansione economica durante il boom economico degli anni ‘50 e ‘60. Periodo in cui la città ha visto un'ampia espansione urbanistica e un forte aumento della popolazione, grazie all'immigrazione proveniente da altre regioni italiane e dall'estero successivamente, in cui è diventata una delle più grandi metropoli europee. Periodo in cui Roma fu protagonista della dolce vita romana, dall'omonimo film che ha rappresentato la vivacità e lo splendore della città in quegli anni. Ancora oggi Roma è una delle città più attrattive del paese, in cima alle preferenze degli italiani tra le città in cui vorrebbero vivere, grazie soprattutto all'ingente offerta di servizi (formativi, culturali ed economici) che la città dispone.
Grande polo di servizi e commercio, è considerata con gli studi di Cinecittà, uno dei principali centri mondiali dell'industria cinematografica e dell'audiovisivo, oltre a essere un importante centro finanziario, universitario, dei trasporti, della moda, dell'editoria, dei media, dell'intrattenimento, del turismo internazionale e congressuale.

### Agricoltura
Roma è il più grande comune agricolo d'Europa, con una superficie agricola di circa 517 km², pari a circa il 40% della superficie comunale totale.

### Industria

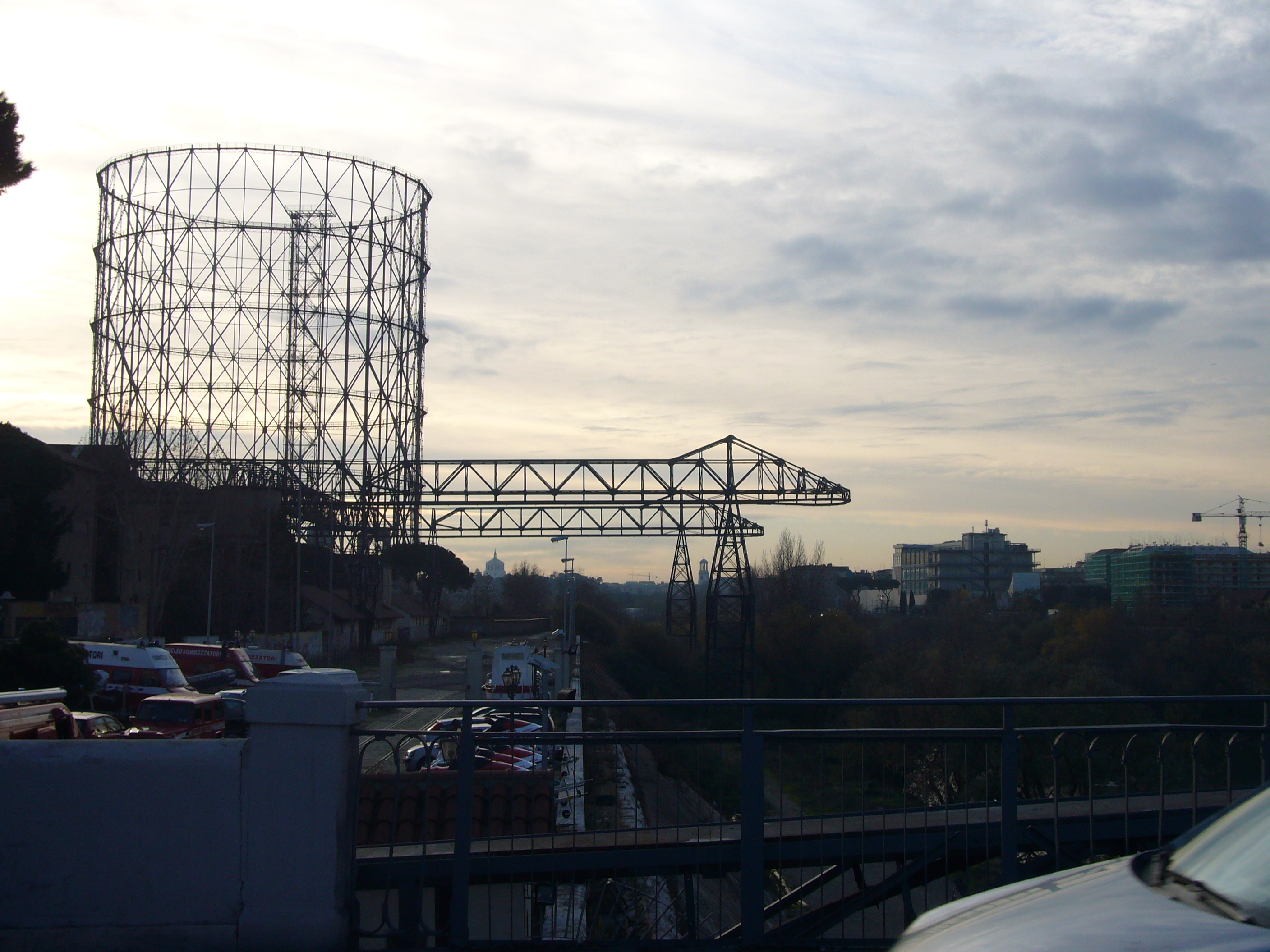
Il Gazometro è stato il gasometro più grande d’Europa, simbolo dello sviluppo industriale di Roma

I quartieri Ostiense, Marconi e Testaccio, furono i luoghi storicamente ad alta concentrazione industriale della città. La storia industriale della città e dell’industrializzazione capitolina comincia con il pontificato di Pio IX, papa riformatore, ultimo pontefice sovrano dello Stato Pontificio, che intraprese importanti e radicali cambiamenti nella città, volto a modernizzare la capitale pontificia. Vennero infatti ultimati numerosi progetti urbanistici, la costruzione di grandi stazioni, ponti ferroviari, scali e nodi di interscambio, centri di servizio che si svilupparono in concomitanza con la nascita delle vaste realtà produttive dell’epoca.
Con l’inizio dello sviluppo della ferrovia a Roma, vennero inaugurate due linee: la Roma-Frascati e la Roma-Civitavecchia, quest’ultima fu strategica per lo sviluppo industriale in zona Ostiense, fu infatti espansa nel 1863 alla neonata stazione di Roma Termini, per scavalcare il fiume venne costruito l’avveniristico per l’epoca Ponte dell'Industria, comunemente conosciuto come Ponte di Ferro.
Il processo di industrializzazione proseguì anche successivamente al Risorgimento e alla proclamazione di Roma capitale del Regno d’Italia. In particolare con l’istituzione del Piano Regolatore del 1883,  in cui venne individuata l’area di Testaccio come zona più idonea per accogliere la nuova classe lavoratrice, per la presenza in zona della ferrovia e del Tevere. Testaccio divenne il primo quartiere operaio e ufficialmente il primo distretto industriale di Roma.
Il primo stabilimento a essere costruito fu il Mattatoio, le attività industriali del sito erano favorite dalla presenza dei Magazzini Generali, della Dogana, della Centrale Elettrica Comunale e al Porto Fluviale sul Tevere, che sin dai tempi dell’Antica Roma è stato la principale via commerciale di Roma. Nel 1922 entrarono in funzione i Mercati Generali sviluppati su una grande superficie lungo la Via Ostiense. Successivamente vennero costruite impianti per il rifornimento energetico del grande complesso industriale e della città, la Centrale Montemartini nel 1912 e il Gazometro inaugurato nel 1937.
Nel complesso l’industria capitolina fu fortemente limitata, soffocata essenzialmente da due fattori: 
- Solido mantenimento degli interessi dell’industria edilizia, incentivata durante il periodo della ricostruzione post-bellica;
- Atteggiamento della politica nazionale del nostro paese, che temeva dei rischi associati alla presenza di una forte classe operaia sul suolo della Capitale. Si ritenne infatti pericoloso avere una massa di operai vicino i centri del potere.[212]

Negli ultimi anni del Fascismo, cominciò a declinare il ruolo industriale di Ostiense e Marconi, e fu individuata nei primi anni '40 un nuovo polo industriale a Tiburtina. In quest’area si sviluppò intorno ad alcuni poli di sviluppo una moderna realtà industriale, a cominciare dalla cosiddetta Tiburtina Valley, ovvero la zona a est intorno al Grande Raccordo Anulare lungo la via Tiburtina, dove sorge il Tecnopolo Tiburtino.
Altri importanti poli industriali sono quelli di Castel Romano (dove sorge l'altro Tecnopolo), Parco de' Medici e Santa Palomba. L'industria attuale di Roma si sviluppa su vari settori diversificati che vanno dall'aerospaziale, al settore farmaceutico, cinematografico, audiovisivo, alimentare, tessile, grafico, editoriale, dell'elettronica, della ricerca, di IT e di ICT, dell'intelligenza artificiale, dell'innovazione, della carta, della bio-chimica, della moda, della nautica, dell'agro-industriale, dell'alimentare, delle bevande, del marmo e del lapideo, della ceramica, delle stoviglierie, di macchinari per la produzione di cibo, e dell'abbigliamento.

### Servizi

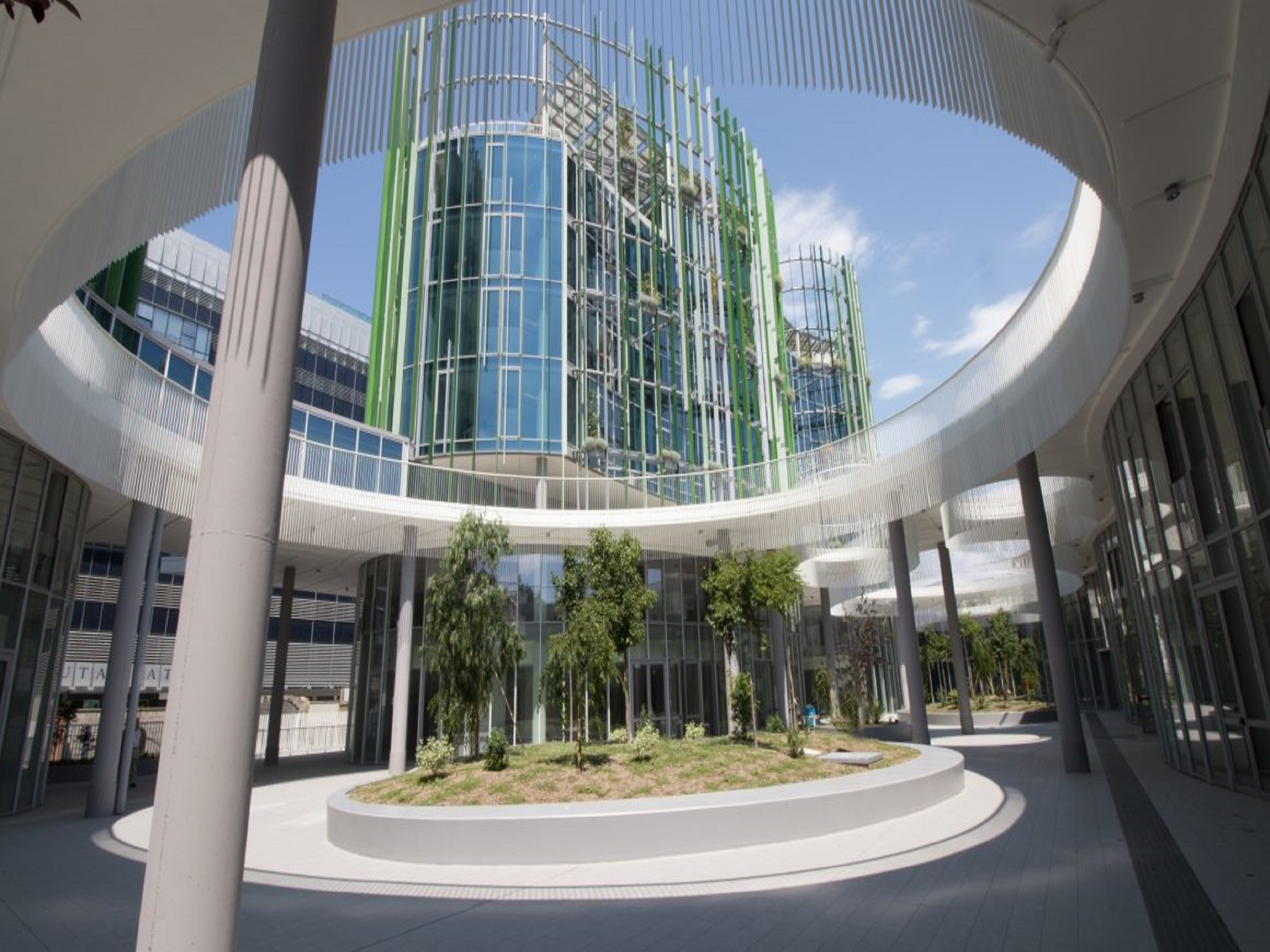
Il nuovo Rettorato dell'Università Roma Tre

La presenza di tre poli universitari pubblici, insieme a decine a carattere privato, ha favorito negli ultimi anni lo sviluppo di attività legate alla ricerca e ai servizi tecnologici avanzati. Il più importante polo finanziario e terziario della Capitale è rappresentato dall'EUR. Il terziario è completato dalla presenza delle sedi dei vari Ministeri e di gran parte degli enti pubblici statali, che assieme ai vari enti locali (Regione, Città metropolitana, Comune, Municipi) costituiscono la pubblica amministrazione capitolina.

### Commercio
Roma è uno dei principali centri del paese del commercio internazionale. L'economia della città è infatti storicamente caratterizzata dalla quasi assenza di industria pesante, in quanto capitale del paese è da sempre uno dei principali centri delle attività terziarie e dei servizi del paese, ad alto valore aggiunto. Tra i settori di punta dell'economia di Roma spiccano l'informatica, ICT, aerospaziale, difesa, telecomunicazioni, farmaceutico, sanità, ricerca, edilizia e attività commerciali (soprattutto bancarie).
A Roma sono basate la maggior parte delle più grandi aziende italiane. Tra queste spiccano le direzioni di Enel, Eni, Poste Italiane, TIM, che rientrano nel gruppo della maggiori aziende del globo della Fortune Global 500, IP, Q8 Italia, Terna, GSE, ITA Airways, Ferrovie dello Stato Italiane, Italo, Mundys, Webuild, Leonardo, Engineering ingegneria informatica, AlmavivA, Acea, BNL e Rai.
A Roma hanno uffici anche alcune delle principali corporation del mondo come PwC, KPMG, EY, Deloitte, Toyota, Mercedes-Benz, Pfizer, Procter & Gamble, Merck, Accenture, Cisco, Microsoft, Oracle, HP, IBM, American Express, Huawei, Ericsson, Unilever, Netflix e molte altre.
Sede centrale di Confindustria, la principale organizzazione di rappresentanza a livello nazionale e internazionale delle imprese, banche e aziende pubbliche italiane. Unindustria Lazio (branca di Confindustria) è tra le principali organizzazioni industriali italiane.
In città spiccano i settori della ricerca e sviluppo, dato dall'elevata presenza di startup, poli universitari e settori di eccellenza, il che la rende una delle città più innovative a livello europeo e nazionale.

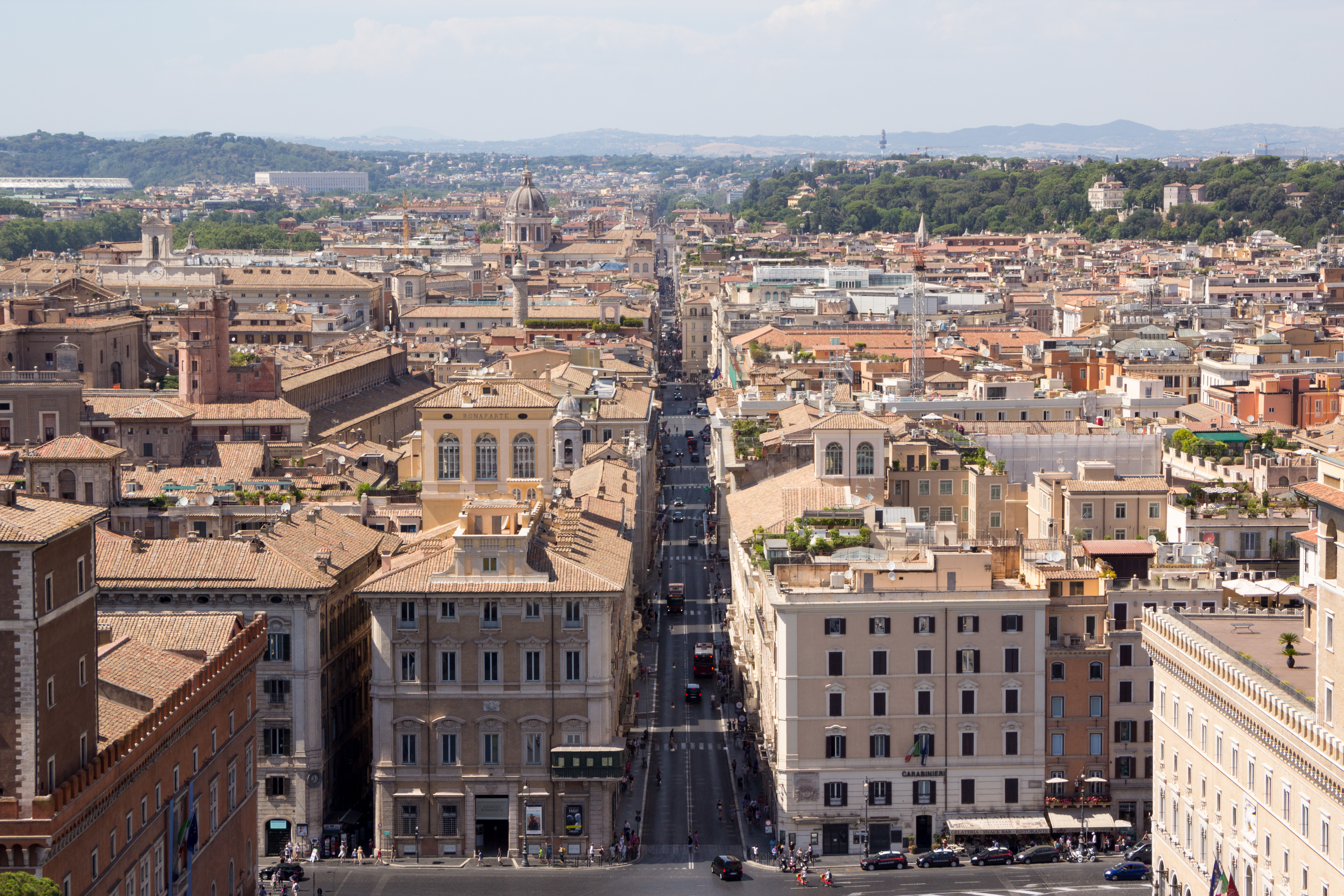
Via del Corso, che costituisce il Tridente, una delle principali strade del commercio della capitale

È stata anche più volte annoverata tra le principali capitali della moda nel mondo. Importanti case di moda di lusso, e gioielli, come Valentino, Bulgari, Fendi, Gattinoni, Roberto Capucci, Renato Balestra, Laura Biagiotti, Sandro Ferrone e Brioni hanno sede principale e/o sono state fondate a Roma. Via dei Condotti è tra le strade più costose d'Europa, ed insieme a piazza di Spagna formano il principale distretto del lusso della capitale. Settore economico che costituisce una delle principali voci di reddito per la città.

### Finanza

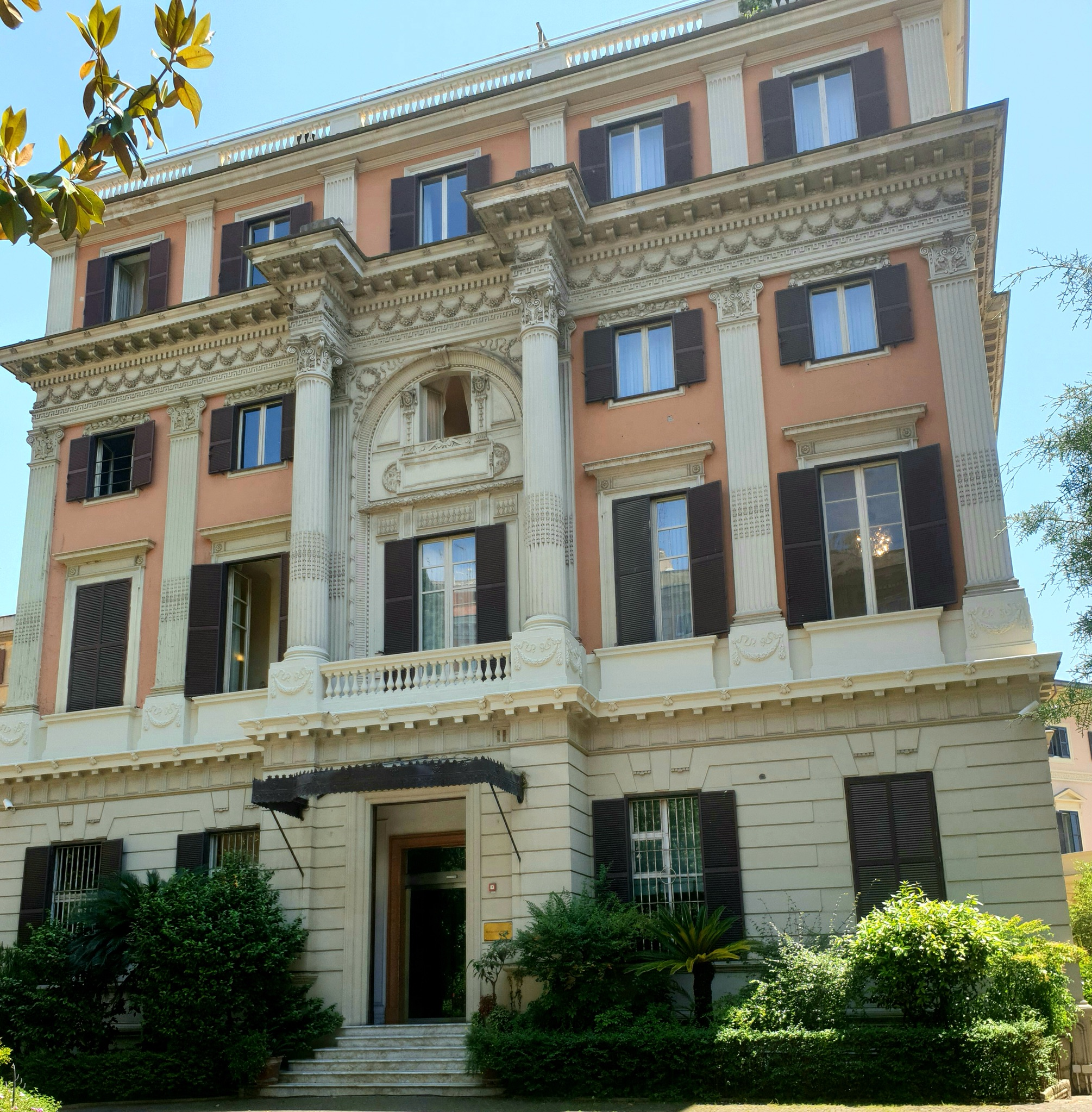
Sede romana della McKinsey & Company, società leader nel settore della consulenza strategica

La capitale è anche un importante centro finanziario. Sede della Banca d'Italia, della CONSOB, della Guardia di Finanza, dell'Antitrust e dell'Istituto per la vigilanza sulle assicurazioni (IVASS), che rendono la città il principale centro di controllo del mercato finanziario italiano. È anche sede centrale della camera di compensazione del gruppo Euronext, tramite la filiale Euronext Clearing.
Roma è la sede centrale della Cassa depositi e prestiti che, sotto controllo pubblico, è il maggiore istituto finanziario del nostro paese. Numerosi gli istituti di credito e finanziari italiani basati in città: BNL, Sorgente Group, Banca Fideuram, IBL Banca, Banca Finnat, ICCREA Banca, Banca del Fucino, la Banca del Mezzogiorno - MedioCredito Centrale e Igea Banca. Hanno uffici nella capitale anche banche di investimento globali come UBS Group AG e JPMorgan Chase.

### Turismo
L'importanza storica, monumentale, artistica, culturale e religiosa della città la rende una delle principali mete turistiche nel mondo, secondo uno studio condotto da Euromonitor nel 2019, complessivamente la capitale è la 5ª città più visitata d'Europa dopo Londra, Parigi, Istanbul, Adalia e la 16ª al livello globale.
Roma ogni giorno è visitata mediamente da circa 90 000 turisti, per un totale annuo nel 2017 di 14,7 milioni di arrivi e 35,6 milioni di presenze, di cui due terzi stranieri. In particolare la Basilica di San Pietro e il Colosseo sono rispettivamente il 2º e il 5º tra i monumenti più visitati al mondo.
La capitale, oltre al turismo leisure, si pone anche come meta internazionale per i viaggi d'affari, prima destinazione in Italia nel settore, 14º al livello globale con circa 79 tra meeting, convegni e congressi. Complessivamente l'Italia è terza al livello globale nel settore dopo Stati Uniti e Spagna.

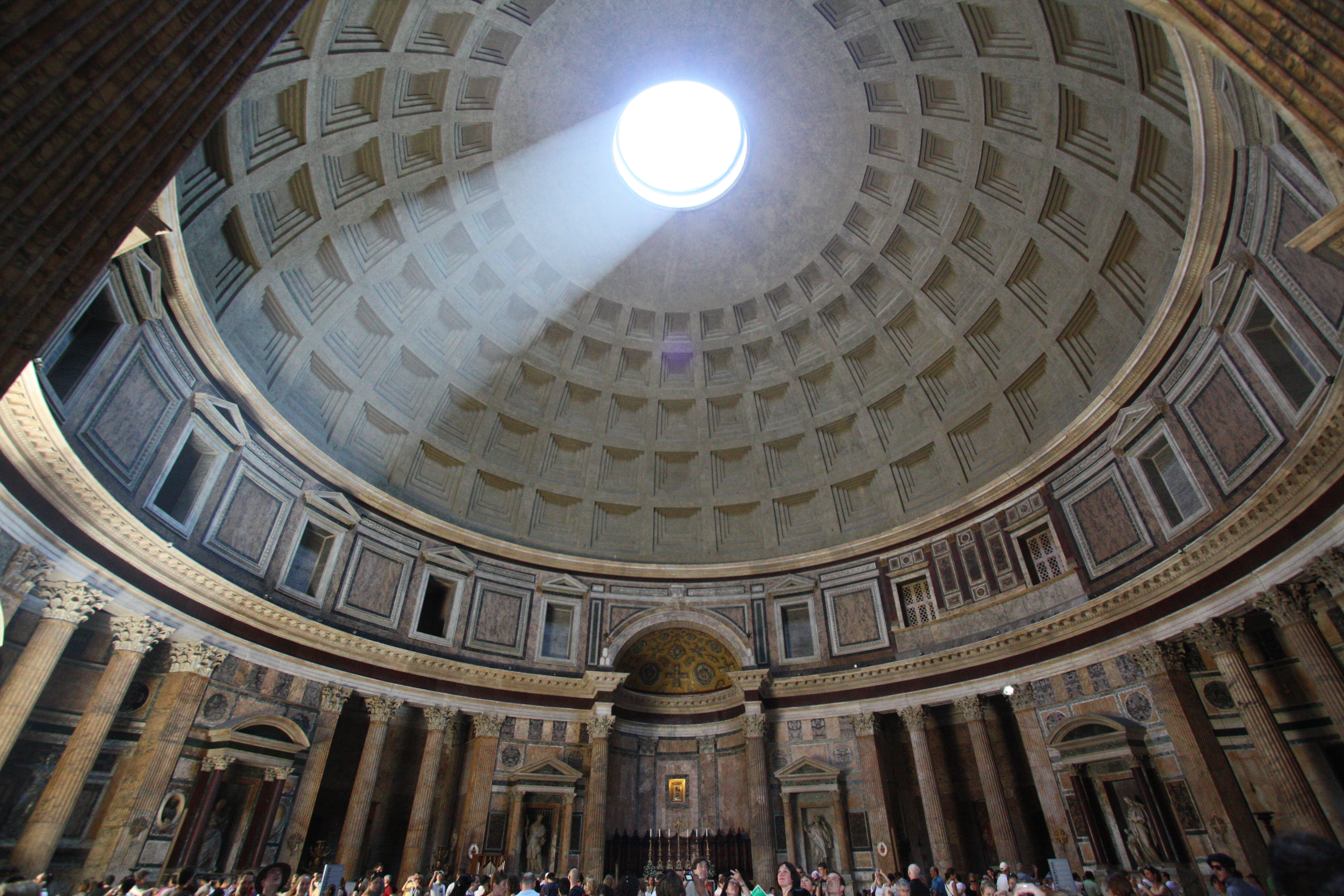
L'interno del Pantheon, uno dei monumenti più visitati dai turisti

Il contributo del turismo costituisce circa il 12% del PIL cittadino.

## Infrastrutture e trasporti

### Strade
(Proverbio romanesco)

Le vie consolari

Roma ha la rete stradale più ampia d'Europa con circa 6000 km di strade. La città è al centro di una struttura radiale di vie di comunicazione che ricalcano le antiche strade romane che, partendo dal miliarium aureum, il chilometro zero fisico, congiungevano Roma a tutti gli angoli dell'Impero: le principali consolari che portavano nel resto d'Italia (Aurelia, Cassia, Flaminia, Salaria, Tiburtina, Appia, Casilina) e gli altri tracciati di importanza locale (Nomentana, Prenestina, Anagnina, Ardeatina, Laurentina, Ostiense, Tiberina cui nel medioevo si aggiunse la Tuscolana).
Lo spazio urbano, un tempo delimitato dalle mura, a partire dalla seconda metà del XX secolo è definito dall'anello esterno di raccordo tra le vie di penetrazione, il Grande Raccordo Anulare, che rappresenta la congiunzione principale del trasporto su strada tra Roma e il resto d'Italia. Sul Raccordo convergono le quattro autostrade per Firenze (A1 diramazione Roma nord), Teramo e Pescara (A24/A25), Napoli (A1 diramazione Roma sud) e l'aeroporto di Roma-Fiumicino (A91, da cui si dirama la A12 per Civitavecchia), oltre alle due superstrade Cassia Veientana (SS 2 bis) e Pontina (SS 148). Altre importanti arterie della viabilità romana sono la Tangenziale Est (che scorre tra il centro e il Raccordo attraversando i quartieri est, nord e nord-ovest della Capitale), e la via Cristoforo Colombo che collega il centro con il litorale di Ostia.

### Ferrovie

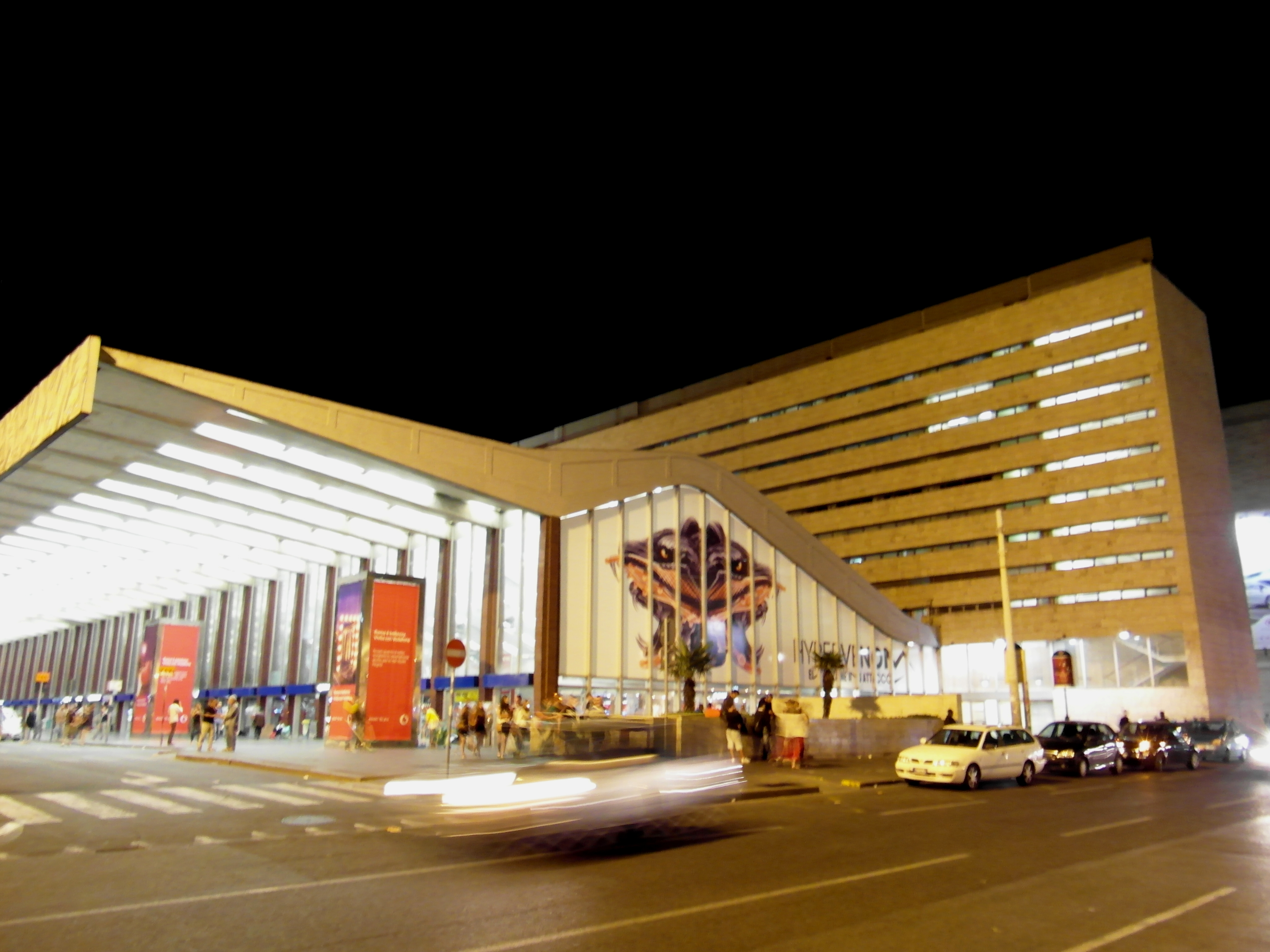
Notturna della Stazione di Roma Termini

Posta al centro della penisola, Roma è anche il principale nodo ferroviario dell'Italia centrale, collegata mediante le linee ad alta velocità con Firenze e Napoli. Le altre principali direttrici di traffico ricalcano - almeno nella parte iniziale del percorso - il tracciato delle strade consolari: la linea tirrenica (Roma-Genova, lungo la via Aurelia); la linea verso nord inizialmente lungo la valle del Tevere (Roma-Firenze-Bologna); le linee verso l'Adriatico (Roma-Pescara, lungo la via Tiburtina, e Roma-Ancona, lungo la via Flaminia); le linee verso il meridione (Roma-Formia-Napoli, lungo la via Appia, e Roma-Cassino-Napoli, lungo la via Casilina).
Tra le ferrovie che servono Roma rientrano anche i servizi suburbani gestiti da Trenitalia e denominati Ferrovie Laziali (o FL) per un totale di otto ferrovie, a cui si aggiungono il Leonardo Express (treno diretto tra Roma Termini e l'aeroporto di Roma-Fiumicino) e le ferrovie ex-concesse, proprietà della regione, gestite da ASTRAL e Cotral: Roma-Lido e Roma-Civita Castellana-Viterbo (o Roma-Nord).
La stazione ferroviaria principale, e l'unica nel centro storico, è Roma Termini (la più trafficata stazione d'Italia, collegata con le linee A e B della metropolitana e vicina alla linea Roma-Centocelle), ma i treni ad alta velocità di Trenitalia e Italo e i treni nazionali fermano anche a Roma Tiburtina (destinata a gestire livelli di servizio pari a Termini e collegata dalla linea B) e a Roma Ostiense (collegata alla linea B e alla Roma-Lido). Altre stazioni che svolgono un ruolo importante per i servizi ferroviari sono Roma San Pietro, Roma Trastevere, Roma Tuscolana e Roma Prenestina, mentre Roma Casilina, chiusa al pubblico dal 2003, viene usata come fermata straordinaria in condizioni di difficoltà.

### Porti
Il primo porto romano si deve, secondo la tradizione, ad Anco Marzio che fece costruire alla foce del Tevere l'insediamento di Ostia, cui si aggiunsero in età imperiale sulla sponda opposta del fiume i due nuovi porti di Claudio e Traiano. Altri scali romani furono quelli fluviali, costruiti per l'approdo delle imbarcazioni che anticamente risalivano il Tevere per giungere in città: il porto dell'Emporio, abbandonato già in epoca medievale; il porto di Ripa, ricostruito nel 1642 con il nome di Ripa Grande; il porto di Ripetta, costruito nel 1704 a monte di Castel Sant'Angelo ma distrutto nel 1893; il porto Leonino, costruito nel 1827 per volere del papa Leone XII e distrutto nel 1863.
Cinque scali servono la città:

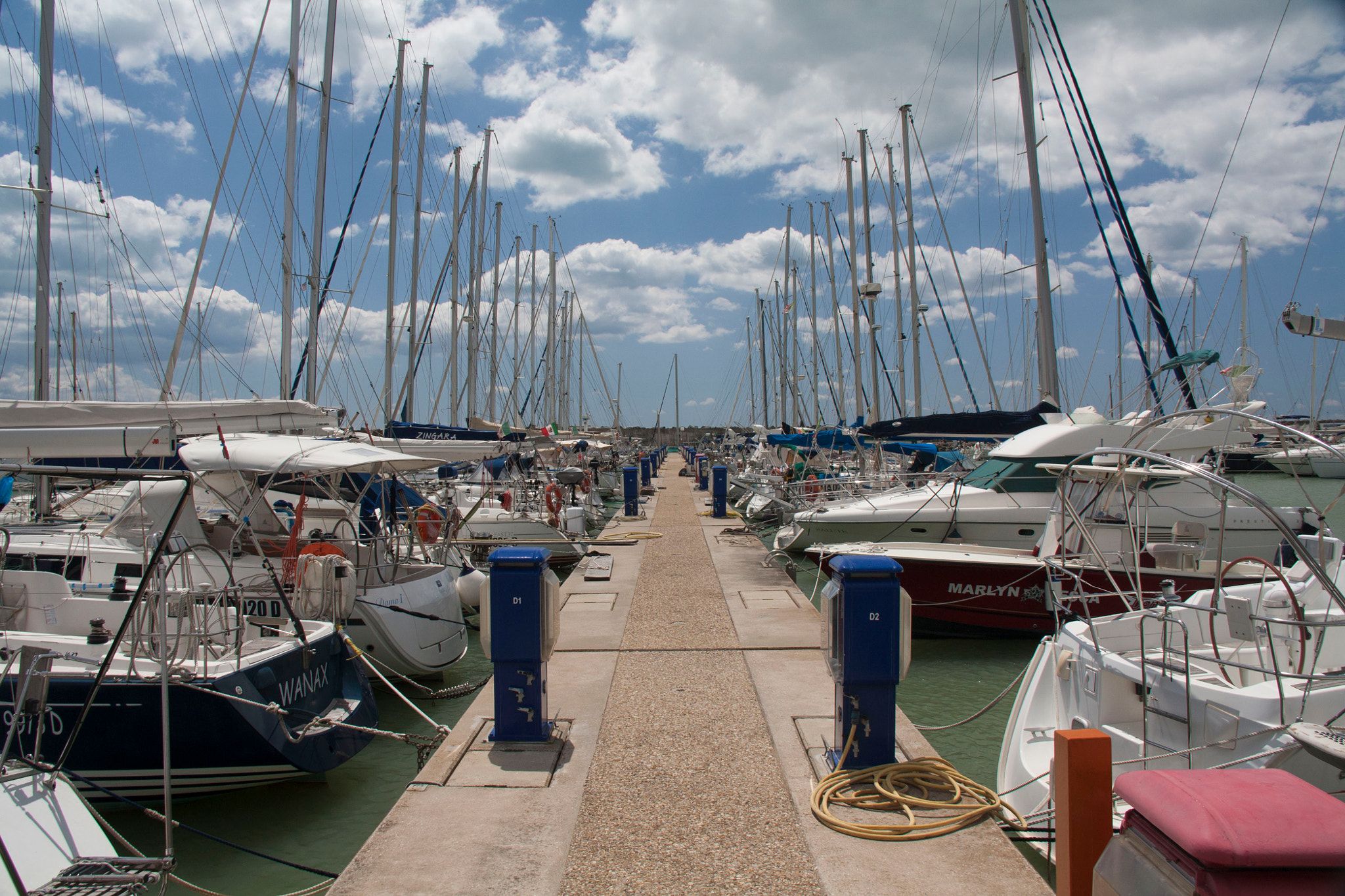
Porto Turistico di Roma

- il porto turistico di Roma sito in zona Ostia Lido, inaugurato nel 2001 per le imbarcazioni da diporto;[232]
- il porto canale di Fiumicino, principalmente per pescherecci e imbarcazioni private;
- il porto di Civitavecchia, con funzioni commerciali, che collega Roma con le principali destinazioni del Mediterraneo, ed è il principale terminal nazionale per le navi da crociera;
- il porto di Anzio, principalmente per funzioni turistiche, pescherecce e per i collegamenti con le Isole Ponziane;
- il Marina di Nettuno, porto privato inaugurato nel 1986, con funzioni prevalentemente turistiche.[233]

Per il servizio riscossione delle imposte c'era la Reale dogana del porto fluviale.

### Aeroporti

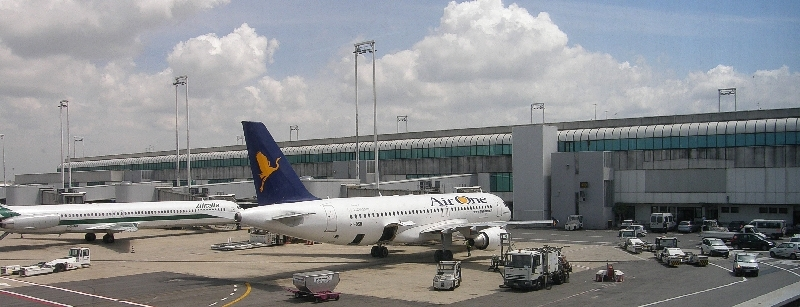
Aeroporto Intercontinentale Leonardo da Vinci

La città di Roma è servita da due aeroporti internazionali, l'Aeroporto di Roma-Fiumicino "Leonardo da Vinci" e l'Aeroporto di Roma-Ciampino "G. B. Pastine", entrambi gestiti dalla società Aeroporti di Roma, che con oltre 40 milioni di passeggeri nell'anno 2023 costituiscono il più importante sistema aeroportuale d'Italia, e da altri tre a uso minore:
- L'Aeroporto di Roma-Fiumicino è il principale aeroporto italiano passeggeri con un traffico di oltre 40 milioni di passeggeri annui.[234] È uno degli aeroporti più importanti d'Europa con oltre 200 destinazioni collegate[235], nono scalo europeo per traffico passeggeri. Per il secondo anno consecutivo, Il "Leonardo da Vinci" tramite ACI (Airports Council International), ha conseguito dai passeggeri il riconoscimento "Airport Service Quality Award" come miglior aeroporto d'Europa per il 2018[236]. Distante circa 30 km dal centro di Roma è collegato alla città dal servizio ferroviario continuativo Leonardo Express, con 110 collegamenti da e verso Roma Termini, dalla linea ferroviaria suburbana FL1 e varie linee bus pubbliche (Cotral) e private. Collegato anche alla rete dell’alta velocità ferroviaria italiana con collegamenti verso Venezia e Napoli.[237]
- L'Aeroporto di Roma-Ciampino "Giovan Battista Pastine", situato ancora nel territorio di Roma ai confini con il comune da cui prende il nome; è un aeroporto sia civile sia militare, situato lungo la via Appia; riceve un grande numero di voli di compagnie a basso costo. Collegato alla città con collegamenti ferroviari (FL4 e FL6) e collegamenti bus.
- L'Aeroporto di Roma-Urbe, situato sulla via Salaria a circa 6 km dal centro; è utilizzato come scalo turistico ed è stato ristrutturato e destinato a eliporto.
- L'Aeroporto militare Mario de Bernardi, conosciuto meglio come Aeroporto di Pratica di Mare, sito presso l'omonima frazione del comune di Pomezia, confinante con il territorio comunale di Roma a sud della capitale.
- L'Aeroporto di Guidonia "Alfredo Barbieri", aeroporto militare intitolato al colonnello Alfredo Barbieri, sede della scuola di aerocooperazione e del Centro di selezione Aeronautica Militare.[238]

Non è più funzionante l'Aeroporto di Roma-Centocelle intitolato a Francesco Baracca, situato dentro la città nell'omonima zona del comune di Roma che fu il primo aeroporto d'Italia inaugurato nel 1909 e di cui è ancora visibile una pista all'interno del Parco archeologico di Centocelle.

### Mobilità urbana

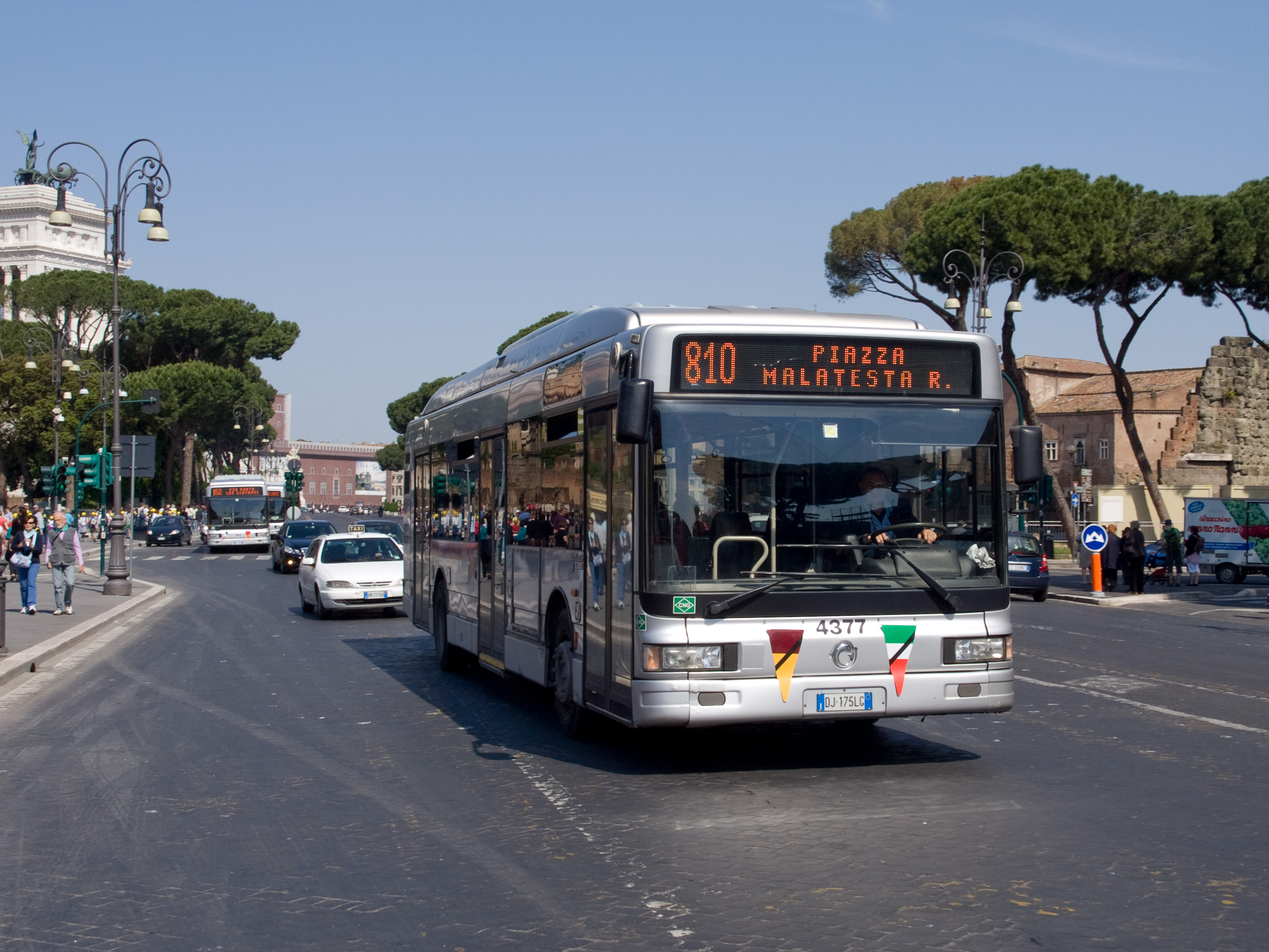
Irisbus CityClass Cursor GNC dell'ATAC su via dei Fori Imperiali

Il trasporto pubblico locale si compone di:
- una rete metropolitana di 59 km e 73 stazioni composta da tre linee (A, B/B1 e C), gestite dall'ATAC, società in house di proprietà comunale;
- otto ferrovie regionali, denominate Ferrovie Laziali e operate da Trenitalia sul nodo ferroviario di Roma, numerate da FL1 a FL8, oltre al collegamento rapido Leonardo Express fra la stazione Termini e l'aeroporto di Fiumicino, e le tre ferrovie concesse Roma-Lido (Metromare) e Roma-Civita Castellana-Viterbo gestite da ASTRAL e Cotral, Roma-Giardinetti gestita dall'ATAC;[241]
- sei linee tranviarie e tre filoviarie gestite dall'ATAC;
- oltre 370 linee autobus, tra cui 30 linee notturne, gestite dall'ATAC e dal consorzio privato Roma TPL.

La rete del trasporto pubblico locale di superficie, sommando i km di sviluppo su ferro e su gomma, è con 4650 km la più estesa d'Europa.
Dell'estesa rete di tranvie extraurbane che un tempo caratterizzava l'area di Roma, fra cui la tranvia Roma-Tivoli e le tranvie dei Castelli Romani, dopo i tagli operati nel corso del Novecento non è sopravvissuto alcun impianto.
Per le piste ciclabili, Roma ha la più estesa rete d'Italia, sia per quanto concerne gli itinerari urbani pedonali asfaltati, oltre 320 km, sia per i sentieri misto-terra.
Le licenze taxi a Roma sono circa 7800, a cui si aggiungono 993 autorizzazioni per NCC con autovetture.

## Organizzazioni internazionali, entità e coinvolgimento internazionale

La sede della FAO in viale Aventino

Tra le città globali, Roma è unica ad avere due entità sovrane situate interamente all'interno dei suoi confini urbani, la Santa Sede, rappresentata dallo Stato della Città del Vaticano e il Sovrano Militare Ordine di Malta, territorialmente più piccolo. Il Vaticano è un'enclave della capitale e un possedimento sovrano della Santa Sede, che è la diocesi di Roma e il governo supremo della Chiesa cattolica romana. Per questo motivo, Roma è stata talvolta descritta come la capitale di tre stati. Roma, quindi, ospita ambasciate straniere presso il governo italiano, presso la Santa Sede, presso l'Ordine di Malta e presso alcune organizzazioni internazionali. A Roma hanno sede diversi collegi romani internazionali e università pontificie.
Il papa è il vescovo di Roma e la sua sede ufficiale è l'Arcibasilica di San Giovanni in Laterano.
Roma è stata tradizionalmente coinvolta nel processo di integrazione politica europea. Nel 1957 la capitale ha ospitato la firma del Trattato di Roma, che ha istituito la Comunità economica europea (predecessore dell'Unione europea) e l'Euratom, e ha anche ospitato la firma ufficiale della proposta di Costituzione europea nel luglio del 2004.

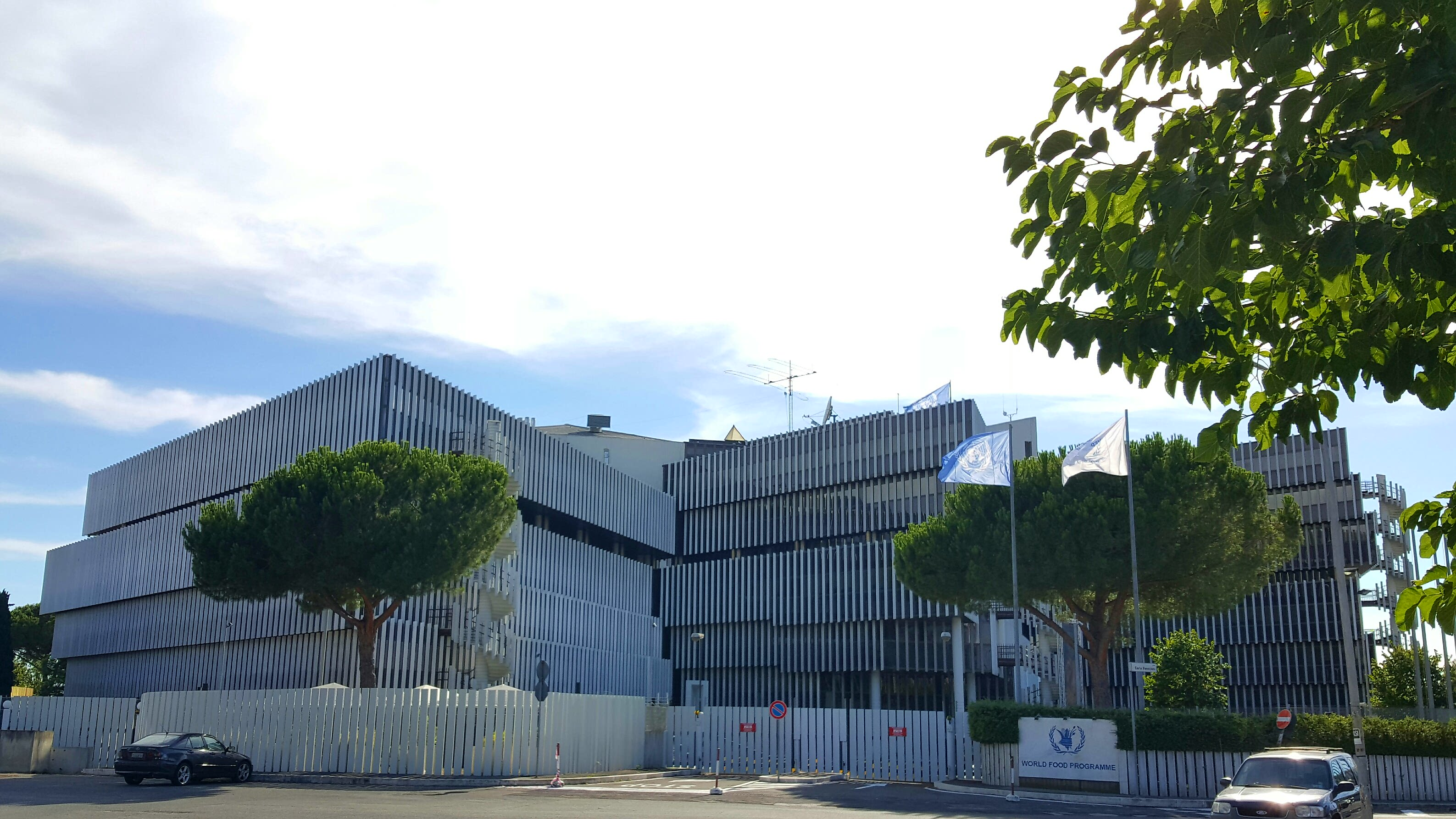
Sede del WFP nel centro direzionale di Parco de' Medici

Roma è la sede del cosiddetto "Polo Romano" costituito da tre principali agenzie internazionali delle Nazioni Unite:
- l'Organizzazione per l'alimentazione e l'agricoltura (FAO);
- Programma alimentare mondiale (PAM);
- Fondo internazionale per lo sviluppo agricolo (IFAD).

La città è sede del Comitato Olimpico Europeo e del NATO Defense College. È il luogo in cui sono stati formulati lo Statuto della Corte penale internazionale e la Convenzione europea dei diritti dell'uomo.
Roma ospita anche altri importanti enti internazionali come l'IDLO (Organizzazione internazionale per il diritto dello sviluppo), l'ICCROM (Centro internazionale di studi per la conservazione e il restauro dei beni culturali) e l'UNIDROIT (Istituto internazionale per l'unificazione del diritto privato).
Inoltre, Roma è sede di diverse ONG e ONLUS operative al livello nazionale e internazionale: Croce Rossa Italiana, Comunità di Sant'Egidio, Legambiente, WWF Italia, INTERSOS, IPSIA, FOCSIV, Emergency, Save the Children Italia, Amnesty International Italia, Oxfam Italia, COSV, AIDOS, AFMAL.

## Amministrazione

Logo di Roma Capitale

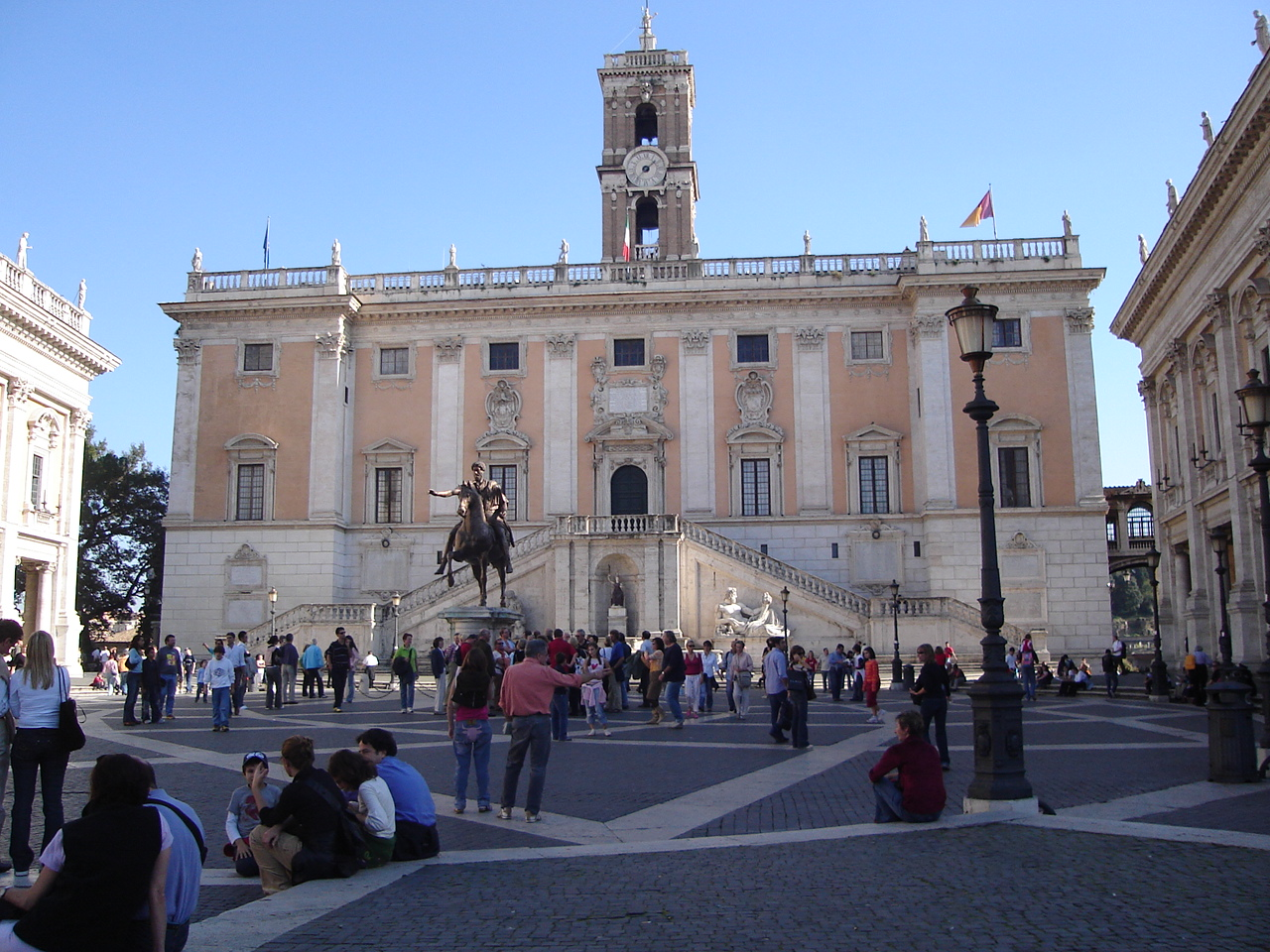
Palazzo Senatorio, sede del Comune di Roma

Il territorio comunale di Roma è amministrato da un ente territoriale speciale, denominato Roma Capitale, entrato in vigore il 3 ottobre 2010 a seguito della riforma del titolo V parte II della Costituzione italiana nel 2001 per garantire alla città maggiore autonomia, sostituendosi al previgente Comune di Roma, mantenendone invariati i confini e il livello di governo.
Dal 2015 il Sindaco di Roma è investito anche, di diritto, della carica di sindaco metropolitano della Città metropolitana di Roma Capitale.

### Ambasciate e consolati
Roma ospita le ambasciate straniere presso la Repubblica italiana (138 ambasciate) e la Santa Sede (72), compresa, pertanto, anche l'ambasciata italiana presso la Santa Sede, che ha sede a palazzo Borromeo. Questa caratteristica conferisce a Roma un record mondiale: è la città con il maggior numero di ambasciate presenti sul suo territorio.
La città capitolina, inoltre, è sede di 25 consolati generali o onorari.
A Roma ha sede il Sovrano Militare Ordine di Malta, un ordine religioso dipendente dalla Santa Sede riconosciuto da gran parte della comunità internazionale come soggetto di diritto internazionale: villa del Priorato di Malta, sull'Aventino, sede storica dell'ordine, ospita le ambasciate presso la Santa Sede e presso la Repubblica italiana dell'Ordine, e gode del diritto di extraterritorialità.
Nella capitale, infine, si trovano le missioni diplomatiche permanenti presso la FAO degli stati membri dell'agenzia delle Nazioni Unite.

### Gemellaggi
(Gemellaggio tra le città di Roma e Parigi)
Dal 1956 Roma è gemellata in modo esclusivo e reciproco con:
- Parigi.

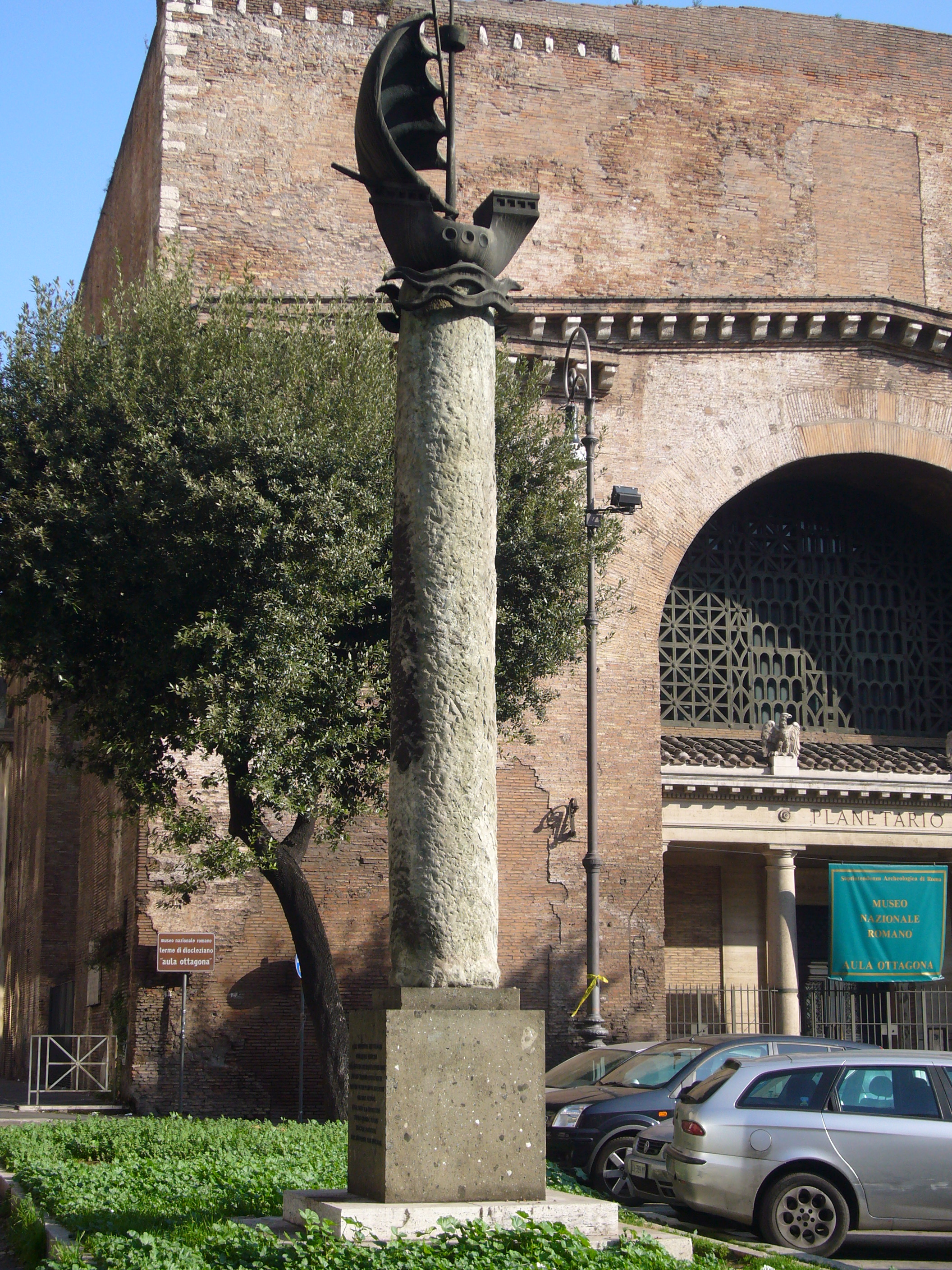
Colonna dedicata a Parigi, alle Terme di Diocleziano

Il Comune di Roma ha inoltre firmato patti di amicizia e collaborazione con altre città del mondo (da non confondere con gemellaggio):
- Algeri
- Belgrado
- Brasilia
- Calgary
- Caracas
- Città del Messico
- Il Cairo

- Kiev
- Londra
- Madrid
- Medellín
- Montréal
- New York
- Pechino

- Plovdiv
- Seul
- Sydney
- Tirana
- Tokyo
- Toronto
- Tunisi

## Sport

### Eventi sportivi
Roma nella sua storia ha ospitato diversi eventi sportivi di portata mondiale, prime fra tutti le Olimpiadi del 1960 e la prima edizione dei Giochi paralimpici. Inoltre, nella Capitale si sono disputate le finali dei due campionati del mondo di calcio organizzati in Italia (1934 e 1990). Infine, la città ha ospitato la II edizione dei campionati del mondo di atletica leggera nel 1987 e per due volte i campionati mondiali di nuoto (la VII edizione nel 1994 e la XIII edizione nel 2009).
Per quanto riguarda le competizioni europee, in città si sono disputate le finali di due campionati europei di calcio organizzati in Italia (1968 e 1980). Inoltre sono stati ospitati per due volte anche i Campionati europei di atletica leggera, nel 1974 e nel 2024. Ancora per due volte, nel 1983 e nel 2022, la città ha ospitato i Campionati europei di nuoto. Infine, Roma è stata una delle sedi delle partite dell'NBA Europe Live Tour (nel 2006 e nel 2007), e per diverse volte la tappa finale del Giro d'Italia (1911, 1950, 2009, 2018, 2023, 2024). Nel 2024 la città ha ospitato per la prima volta nella storia, e per la prima volta in Italia, le finali dei World Skate Games.
Roma ospita regolarmente ogni anno competizioni sportive, tra le quali si ricordano:
- Internazionali d'Italia, che si svolgono tra aprile e maggio di ogni anno presso lo Stadio del tennis di Roma;
- E-Prix di Roma, campionato di Formula E, si è disputato sul Circuito cittadino dell'EUR dal 2018 al 2023;
- Torneo Sei Nazioni: le partite casalinghe della Nazionale italiana di rugby;
- Concorso ippico internazionale "Piazza di Siena", competizione equestre che si tiene dal 1922 in piazza di Siena, all'interno di villa Borghese;
- Golden Gala Pietro Mennea evento internazionale di atletica leggera che si svolge annualmente presso lo Stadio Olimpico;
- Maratona di Roma, organizzata in primavera con partenza e arrivo in via dei Fori Imperiali.[256]

### Società sportive

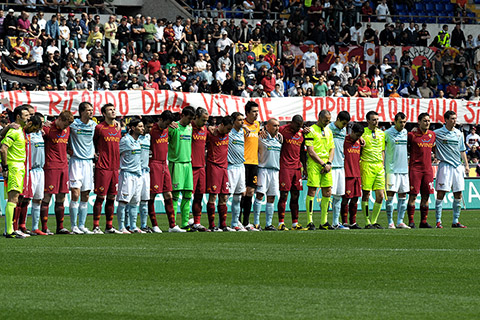
Derby Lazio-Roma, i giocatori manifestano solidarietà alle vittime del terremoto in Abruzzo nel derby di ritorno dell'11 aprile 2009

A Roma vi sono diverse società sportive che gareggiano nel massimo campionato della loro disciplina:
- A.S. Roma e S.S. Lazio, militanti entrambe in Serie A, si affrontano nel derby di Roma (calcio);
- S.S. Lazio Calcio a 5 (calcio a 5);
- Pallacanestro Virtus Roma, Stella Azzurra Roma, Eurobasket Roma, SS Lazio Basket (pallacanestro);
- Unione Sportiva Primavera Rugby, S.S. Lazio Rugby, Rugby Roma Olimpic 1930, Fiamme Oro Rugby, Unione Rugby Capitolina, CUS Roma Rugby, Arvalia Villa Pamphili Rugby Roma (rugby);
- S.S. Lazio Pallanuoto, A.S.D. Roma (pallanuoto);
- Gladiatori Roma, Grizzlies Roma, Marines Lazio (football americano);
- A.S.D. Ginnastica Romana, Olos Gym 2000 (ginnastica artistica);
- Roma Volley Club Femminile (pallavolo);
- A.S.D. Roma Tamburello MMXX (tamburello).

### Impianti sportivi

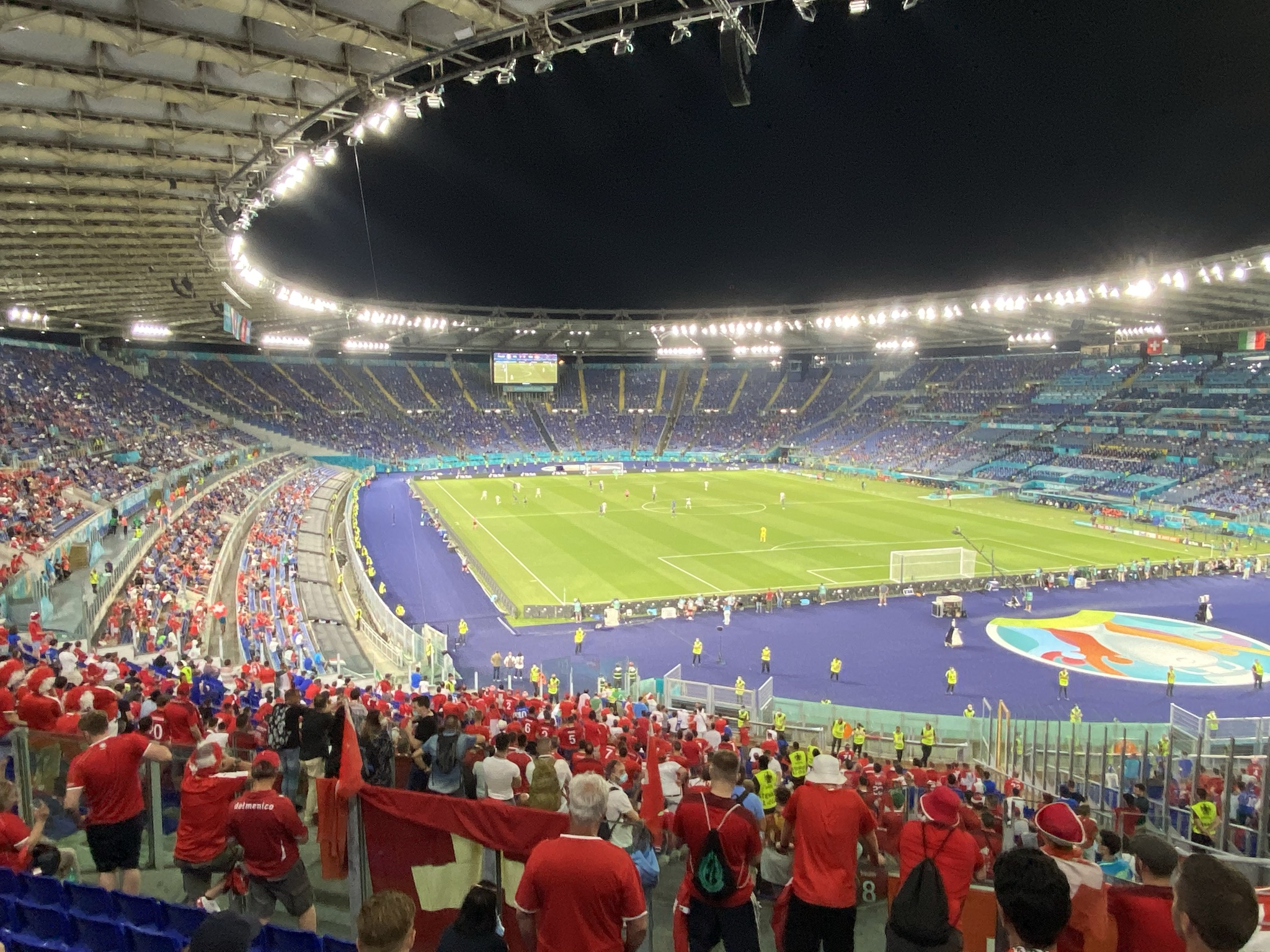
Lo Stadio Olimpico durante gli europei di calcio 2020

Secondo la mappatura degli impianti sportivi siti nel territorio comunale romano realizzata dal Prisp (Piano Regolatore Impianti Sportivi), a Roma sono presenti circa 2 500 strutture per lo sport, tra cui 1700 palestre per giochi di squadra, 1100 spazi per il benessere, 231 campi scoperti e numerosi spazi all'aperto e piccoli impianti. Di seguito ne sono elencati i principali, alcuni dei quali caratterizzano l'area sportiva del Foro Italico:
- Stadio Olimpico, inaugurato nel 1953 come Stadio dei Centomila, ha ospitato la seconda edizione dei campionati del mondo di atletica leggera (1987), due finali di Coppa dei Campioni (1976-1977 e 1983-1984) e due finali di UEFA Champions League (1995-1996 e 2008-2009), la finale dei campionati del mondo di calcio nel 1990;
- Stadio Flaminio, inaugurato nel 1959, dal 2000 al 2011 ha ospitato le partite casalinghe della Nazionale di rugby a 15 dell'Italia durante il torneo Sei Nazioni. Dal 2018 è sotto tutela della soprintendenza speciale delle Belle Arti di Roma[259]
- Palazzo dello Sport (già PalaEUR), il più grande palazzo dello sport di Roma, inaugurato nel 1960, esempio del razionalismo italiano;
- Palazzetto dello Sport, realizzato tra il 1958 e il 1960 quale impianto destinato ad accogliere alcuni eventi delle Olimpiadi del 1960, è tuttora in funzione e ospita manifestazioni sportive;
- Stadio Centrale del Tennis, dove si giocano ogni anno gli Internazionali d'Italia, torneo di tennis facente parte del circuito ATP Tour Masters 1000;
- Complesso natatorio del Foro Italico;
- Polo acquatico Frecciarossa;
- Stadio dei Marmi;
- Centro sportivo Giulio Onesti dell'Acqua Acetosa;
- Stadio Nando Martellini (ex Terme di Caracalla);[260]
- Stadio Pasquale Giannattasio (ex Stella Polare - Ostia);[261]
- Ippodromo delle Capannelle (galoppo);
- Ippodromo di Tor di Quinto (militare);[262]
- Ippodromo Tor di Valle (trotto);
- complesso delle piscine comunali.[263]